# 山本又五郎
山本 又五郎（やまもと またごろう）新潟県村上市に籍を置いた名跡の鋳物師である。戦国時代の1580年（天正年間頃）の初代から、1960年（昭和35年）の第17代まで村上市に在籍していた。代々の山本又五郎一族の「戦国時代から近代までの鋳物師の変遷」を説明する。名前について辻村又五郎も名乗っていた。（辻村又五郎改め/辻村は出身地）

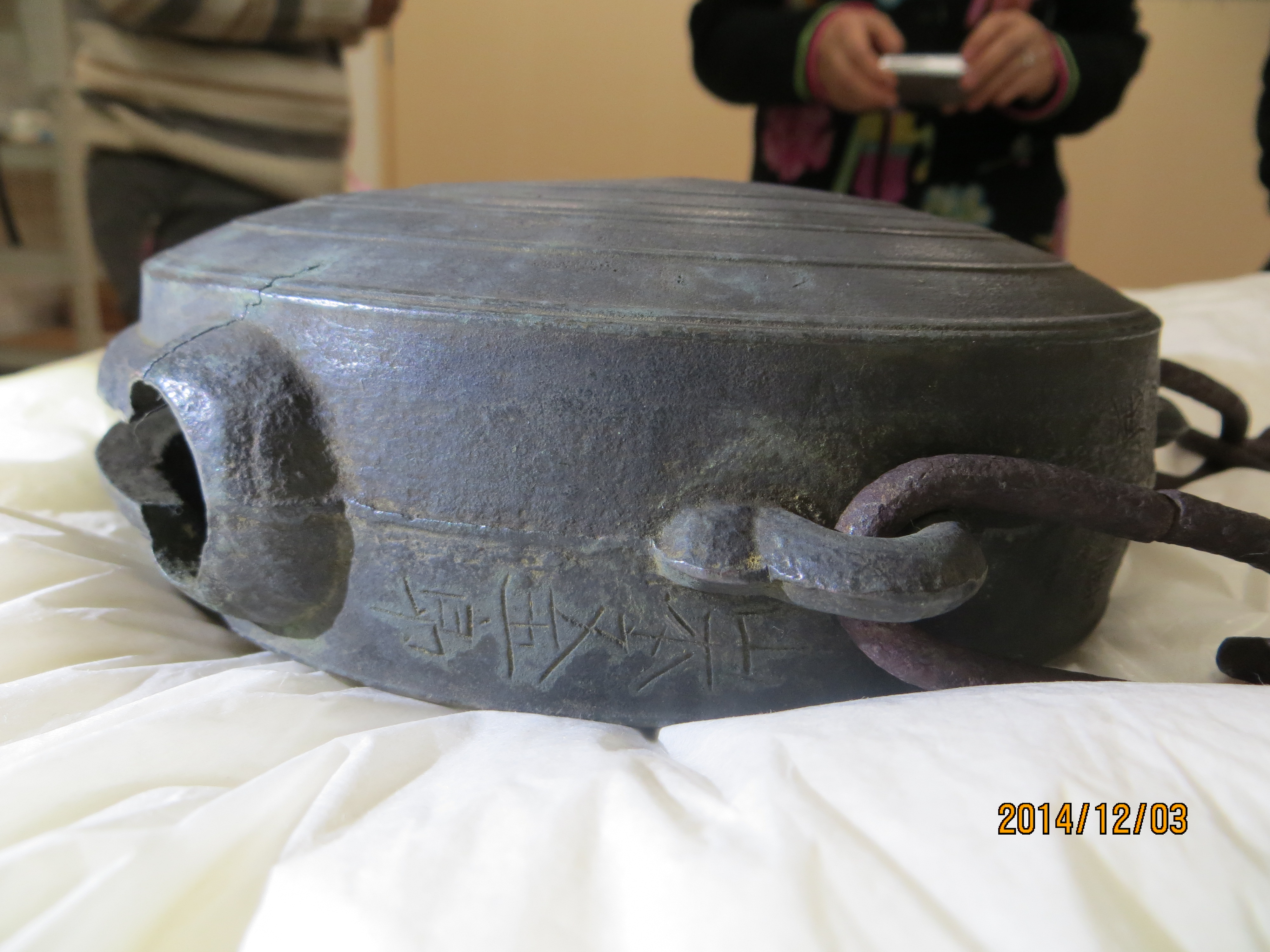
鰐口　全景
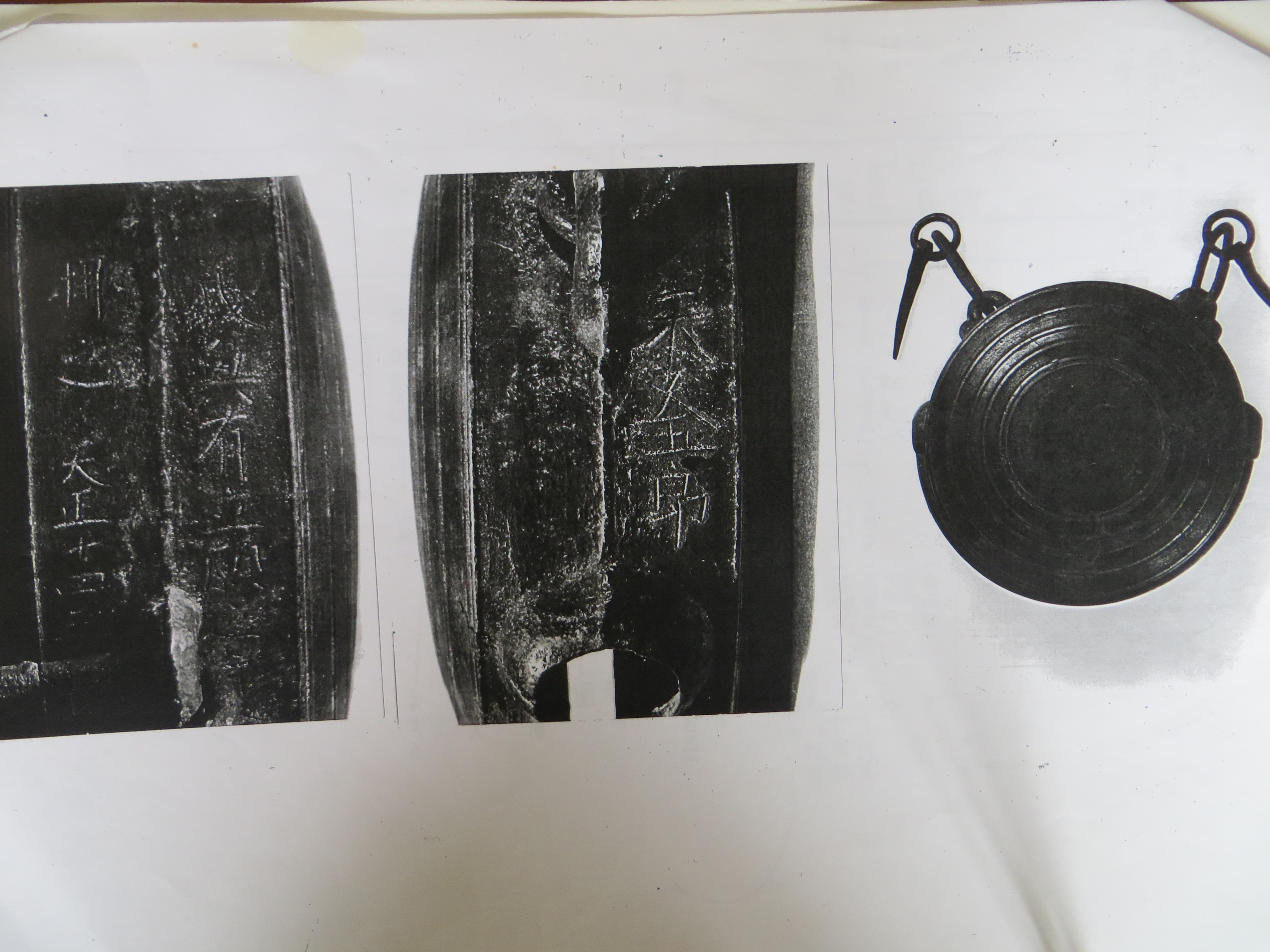
鰐口 又五郎　義興　全景
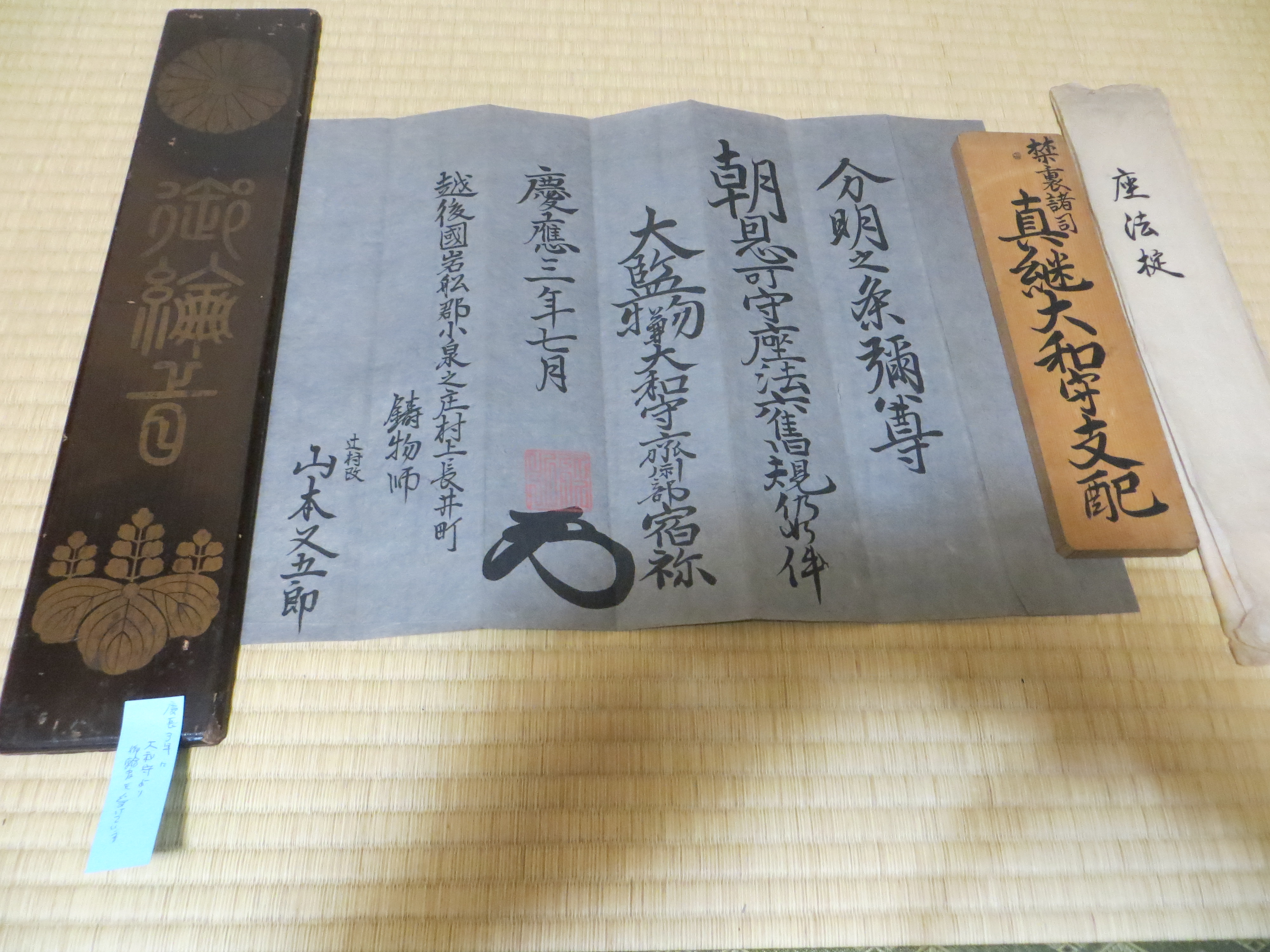
御綸旨（慶応3年7月）

## 山本家の来歴
山本家は近江国栗太郡辻村（現・滋賀県栗東市）の出身で、その来往は室町時代といわれているが明瞭ではない。祖先は山本清兵衛と称し、1175年（安元年中）清兵衛清澄の時に越後国に移転、関谷、山本なる地に移転した。その後、城資国（城資永の父）の乱（じょうすけくにの乱）越後平氏に参加し平民となり、一族は塔城山下の塔城村天神岡に移転した。1596年（慶長20年）には二代目山本又五郎が稲留流鉄砲術（稲富祐直）の印可状を受けた。
初代が1586年（天正14年）に鋳造した「鰐口」が東京国立博物館に保存されている。1618年（元和4年）に堀直竒（正漢字）堀直寄(ほりなおより）が村上城に転封されるにあたり、現在の長井町に移転した。幕末期の1848～1855年（嘉永年中）には、村上藩主から江戸に召されて大砲2門を製作した。禁裏参内し1867年（慶応3年7月）に第13代山本又五郎は「大監物兼大和守斉藤宿弥」から「御綸旨（ごりんじ）」禁裏御所御定目真継大和守」支配の鋳物師を受けている（1854年《嘉永6年》黒船来航、1858年《安政の大獄　天皇は孝明天皇・明治天皇また徳川家茂・徳川慶喜大政奉還 慶応3年10月14日》）。　
村上大祭ーおしゃぎりは村上の名工「有磯周斎」によって製作されたものであるが、上町のおしゃぎりは、又五郎の家の祭りの際に「大梵鐘」を乗せた車を引かせていた名残である。大梵鐘には山本又五郎が1633年（寛永10年）に鋳金した「羽黒山大権現」の刻銘が記されている。また、長井町の鐘、塩町等の鐘も又五郎が鋳物したもので、年月と銘が刻鋳され代々引き継がれ鋳鐘されている。鐘の鋳方は鋳物師の技術の継承で、町々で音色が違う。鋳方、調合を替えて、鋳鐘したものと伝えられている。

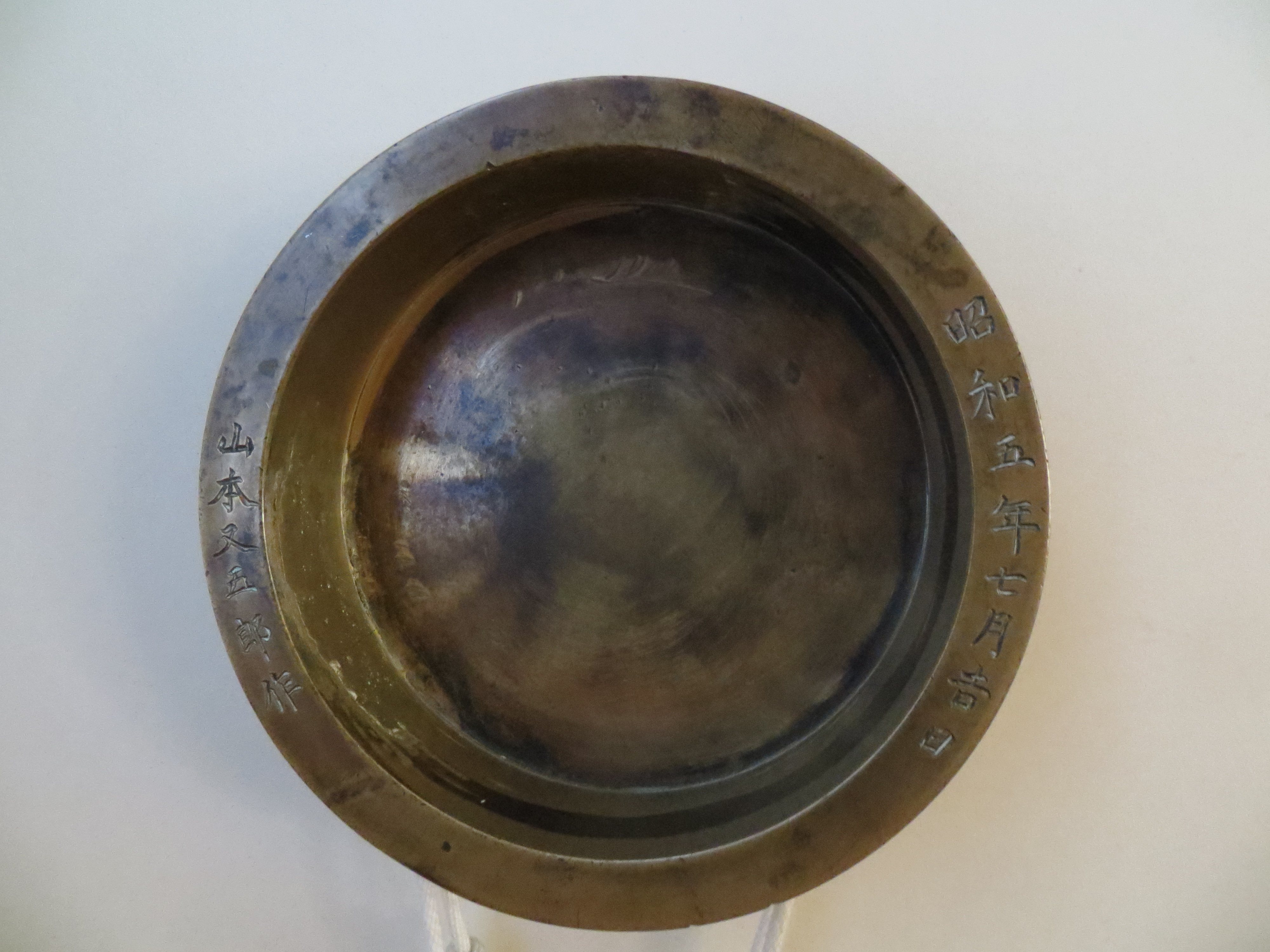
長井町の「おしゃぎり」の鐘　全景
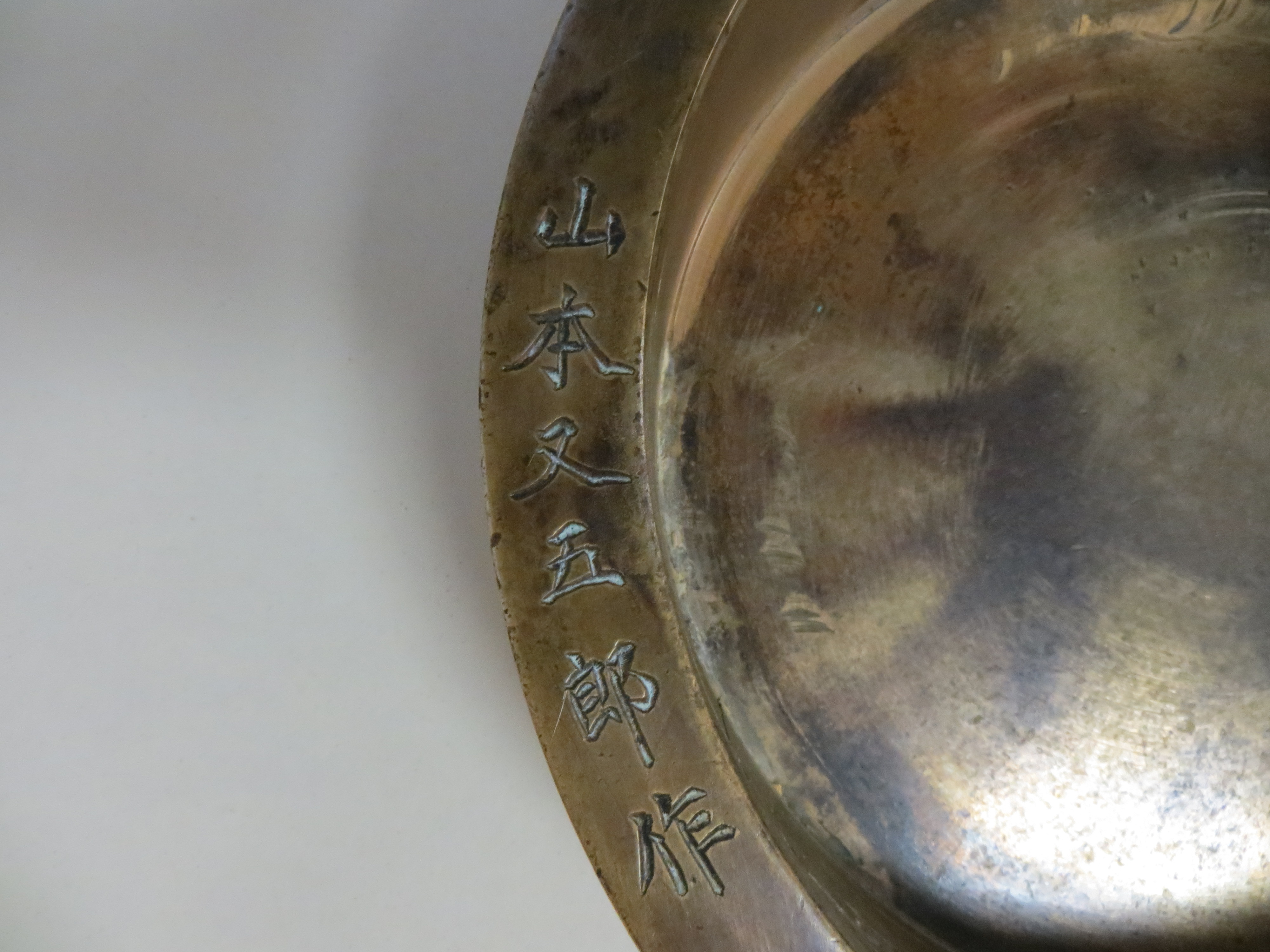
山本又五郎の刻鋳
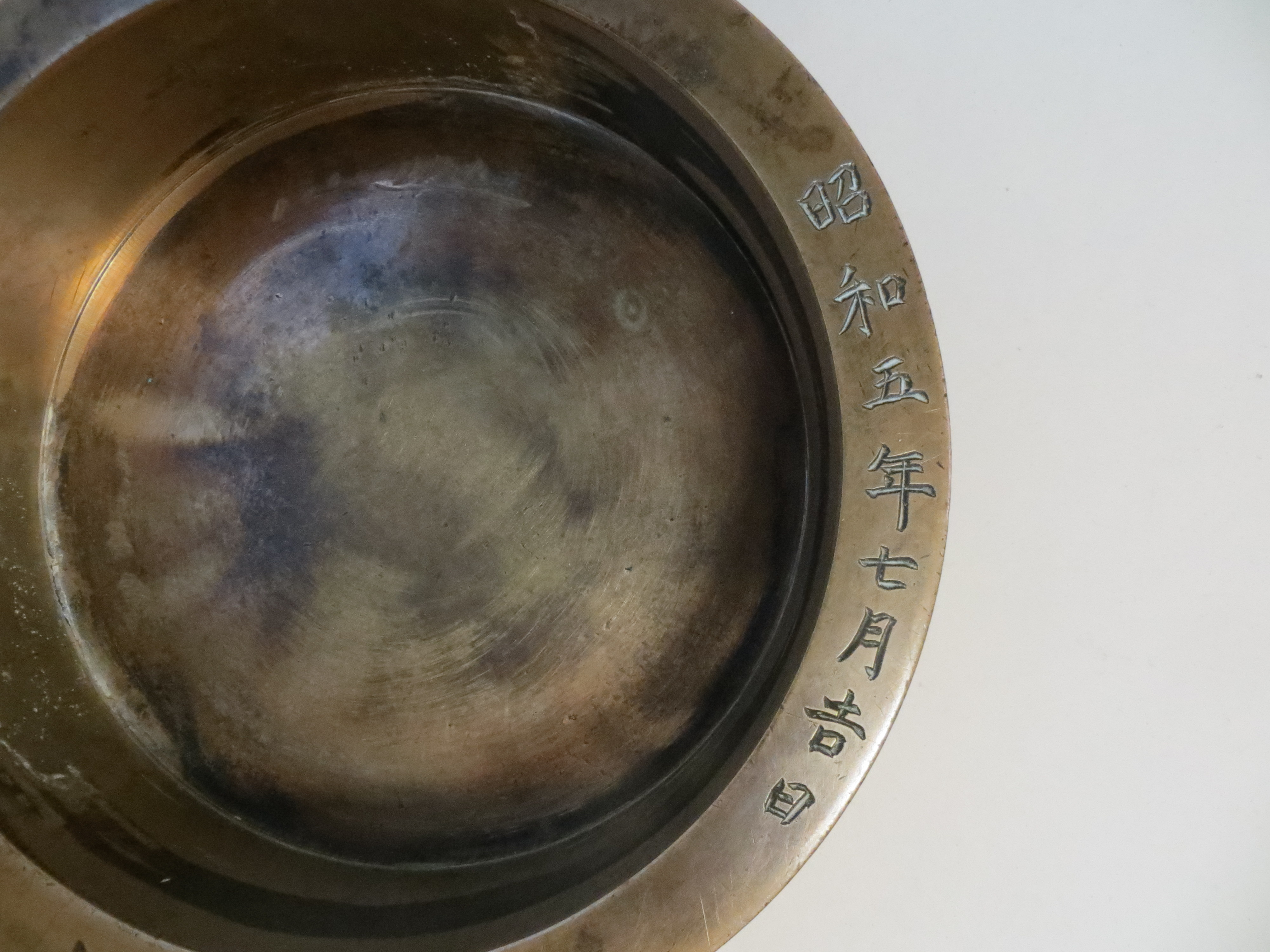
昭和5年7月吉日の刻鋳

第15代又五郎の作品が1890年の第3回内国勧業博覧会第二部（美術）第四類（美術工業）に「銅製饕餮文花瓶」（径54.5高さ78.7）を出品され、宮内省が購入（現・宮内庁三の丸尚蔵館に所蔵されている。
山本家の代々の菩提寺は、村上市羽黒町の體真山（たいしんざん）満福寺にある。満福寺には昭和12年に建立した「鋳物の球形で、底部が獅子に囲まれている」墓碑が威風を漂わせている（代々の又五郎の歴代履歴は満福寺の過去帳によるもの、同寺には山本一族の遺作が多く残されている）。

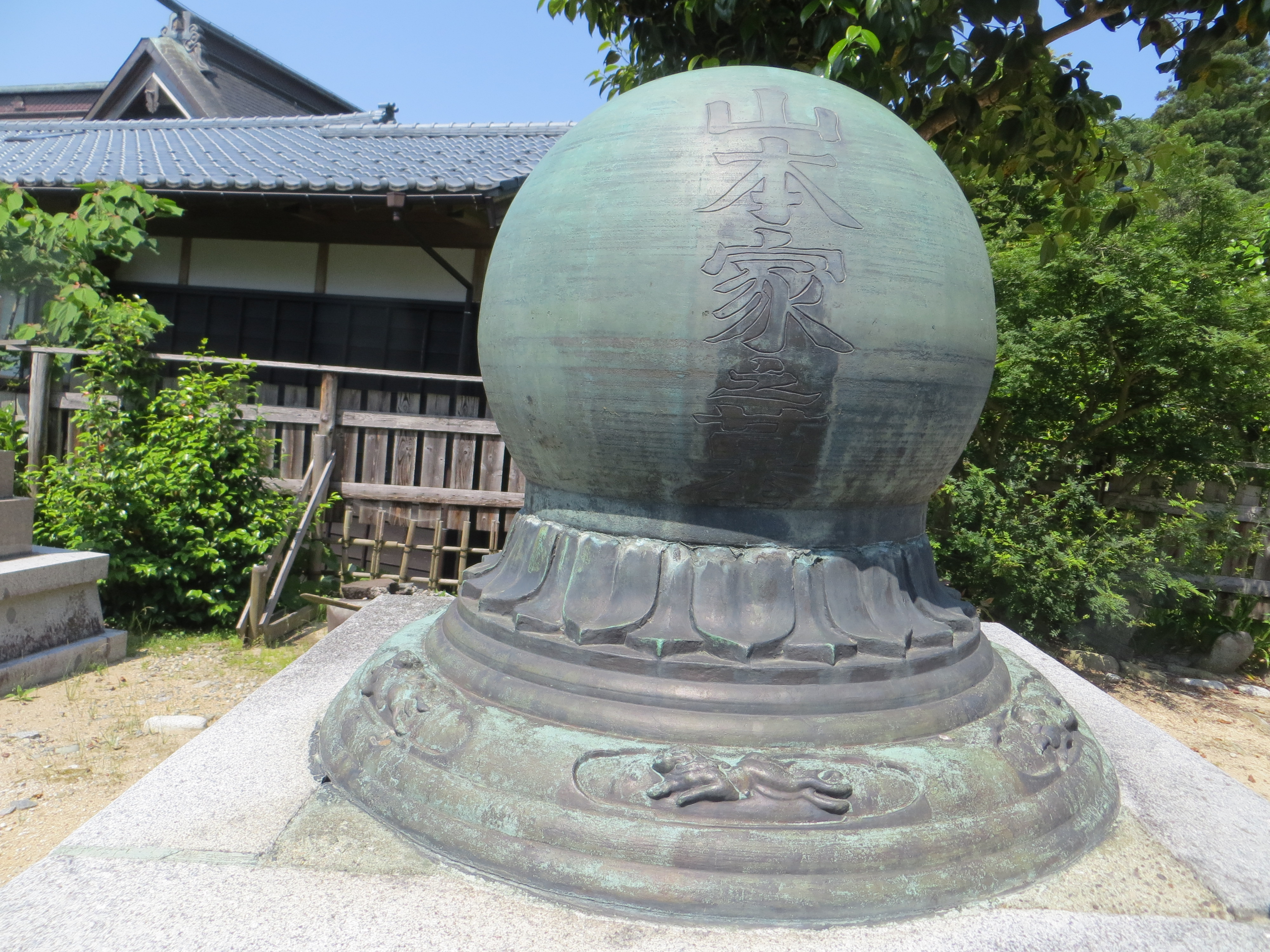
満福寺にある山本家墓碑
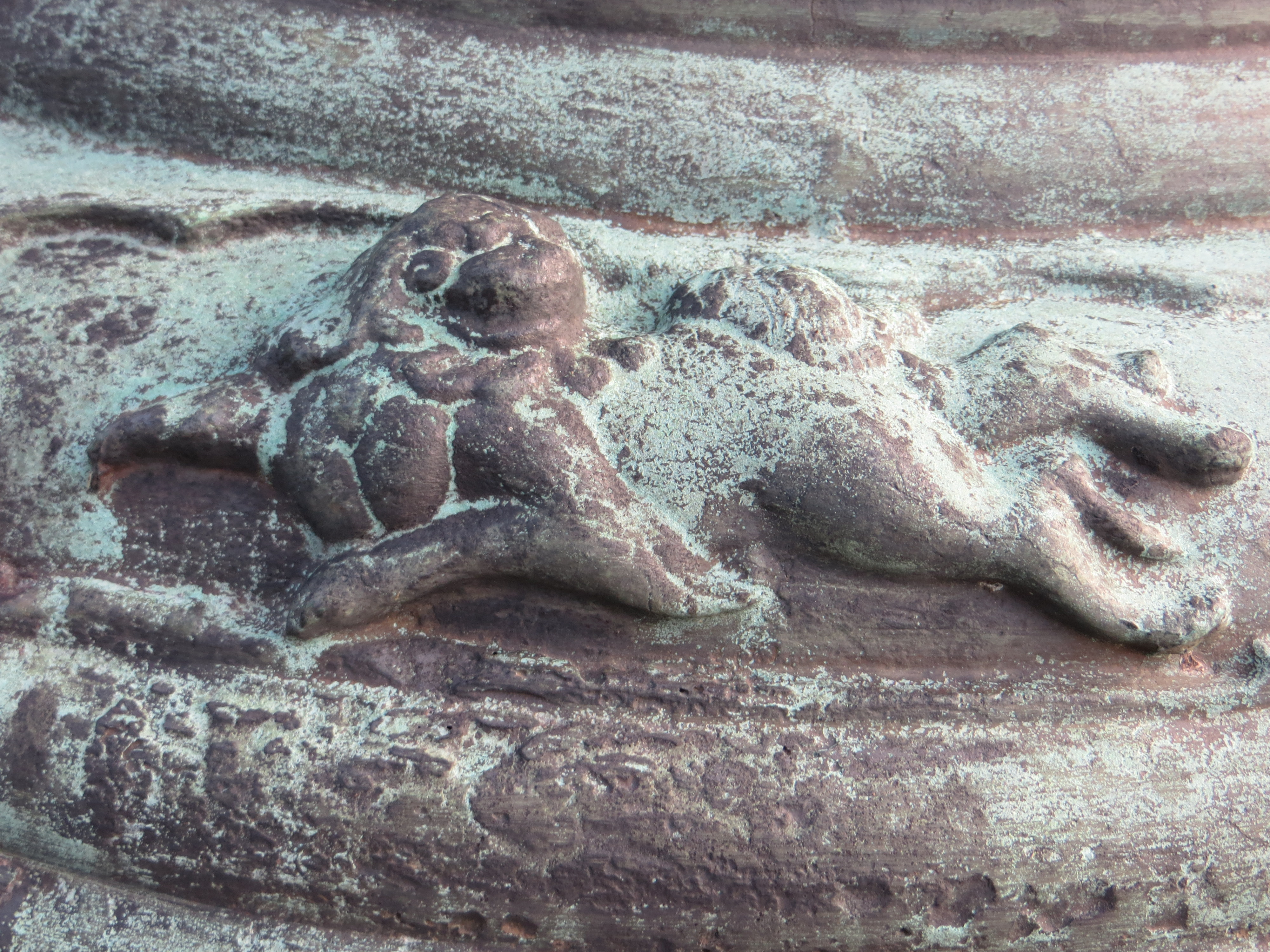
墓碑の周りを囲む獅子
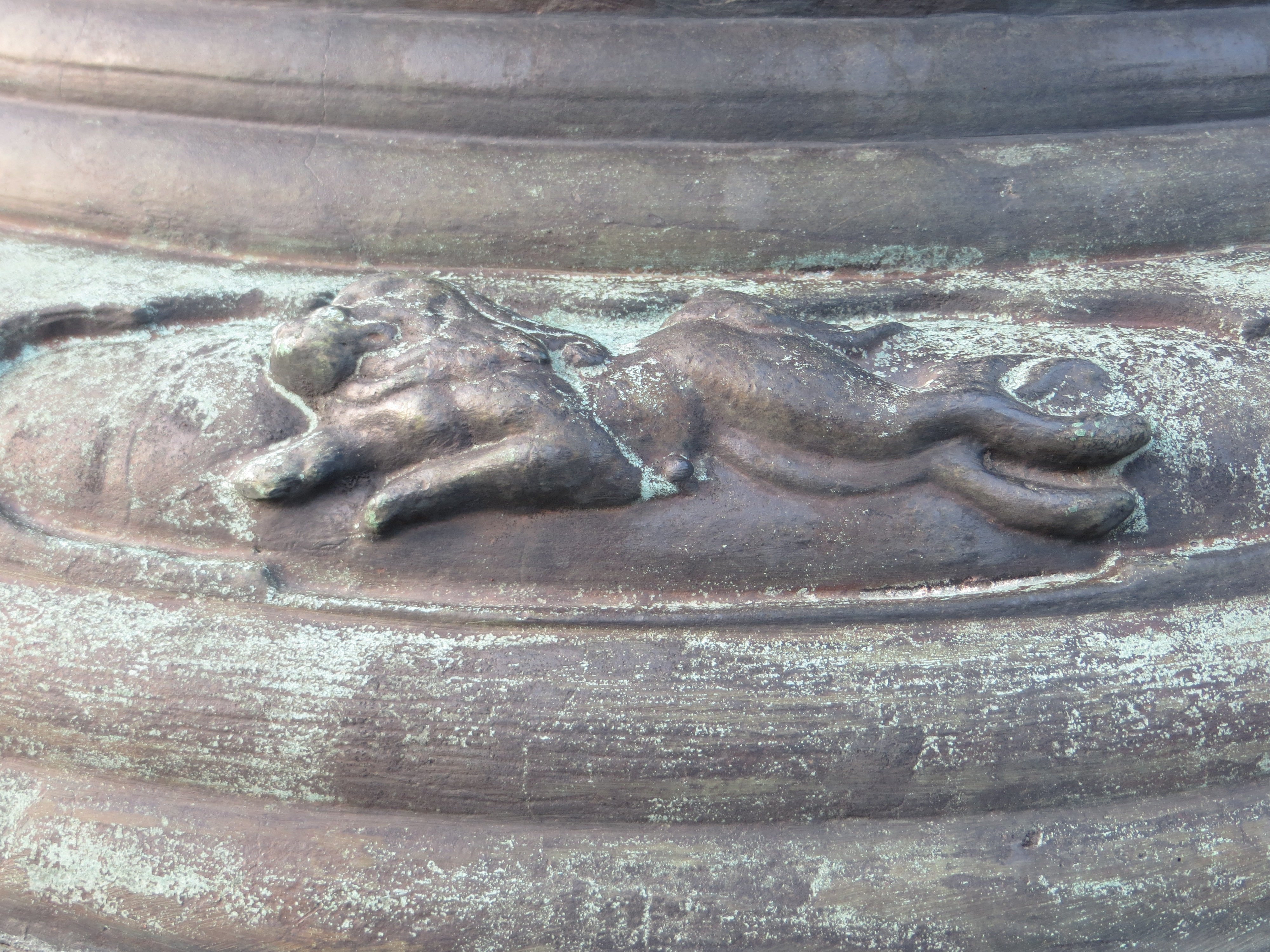
第1６代又五郎、八十八、および親族

## 歴代の又五郎

### 初代
- 1570年（元亀年）、近江国辻村に住。
- 1586年（天正14年）、大宝寺義興が病気平癒祈願の一環として建立した神社仏閣に掲げるための「鰐口」を鋳造。
- 1618年（元和4年）、長井町に移る。[10]

### 第2代
- 1615年（慶長20年）、砲術皆伝

### 第3代から第6代まで
山本は庄屋であったためか、1650年（慶安3年9月)の「定」が残されている。「定」には1．切利支丹家之者、1．お山林、1．山野漁、1．町人、百姓、1．庄屋などについて定められている。慶安御触書との関連は不明であるが、当時の村上藩主は松平直矩（15万石）。直矩の父直基は姫路城主となったが病没。直矩は当時7歳のため西国の要衝姫路城主は勤まらないことで、村上城に転じぜられた。1648～1652年（慶安）、江戸幕府将軍は徳川家光。慶安2年2月に慶安御触書が発布されたとされるが、本文は不明とされている。

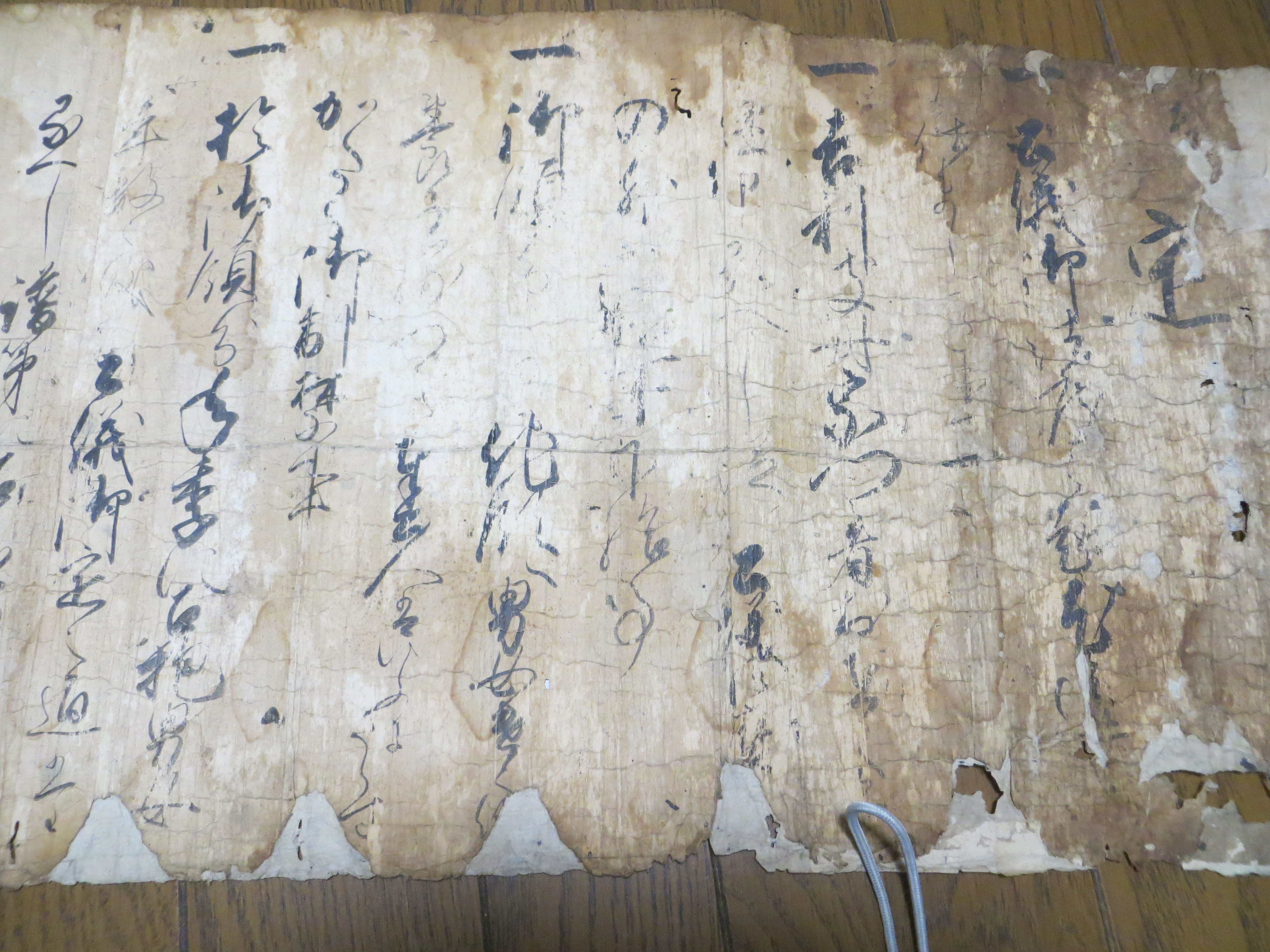
慶安3年　　吉利支丹など
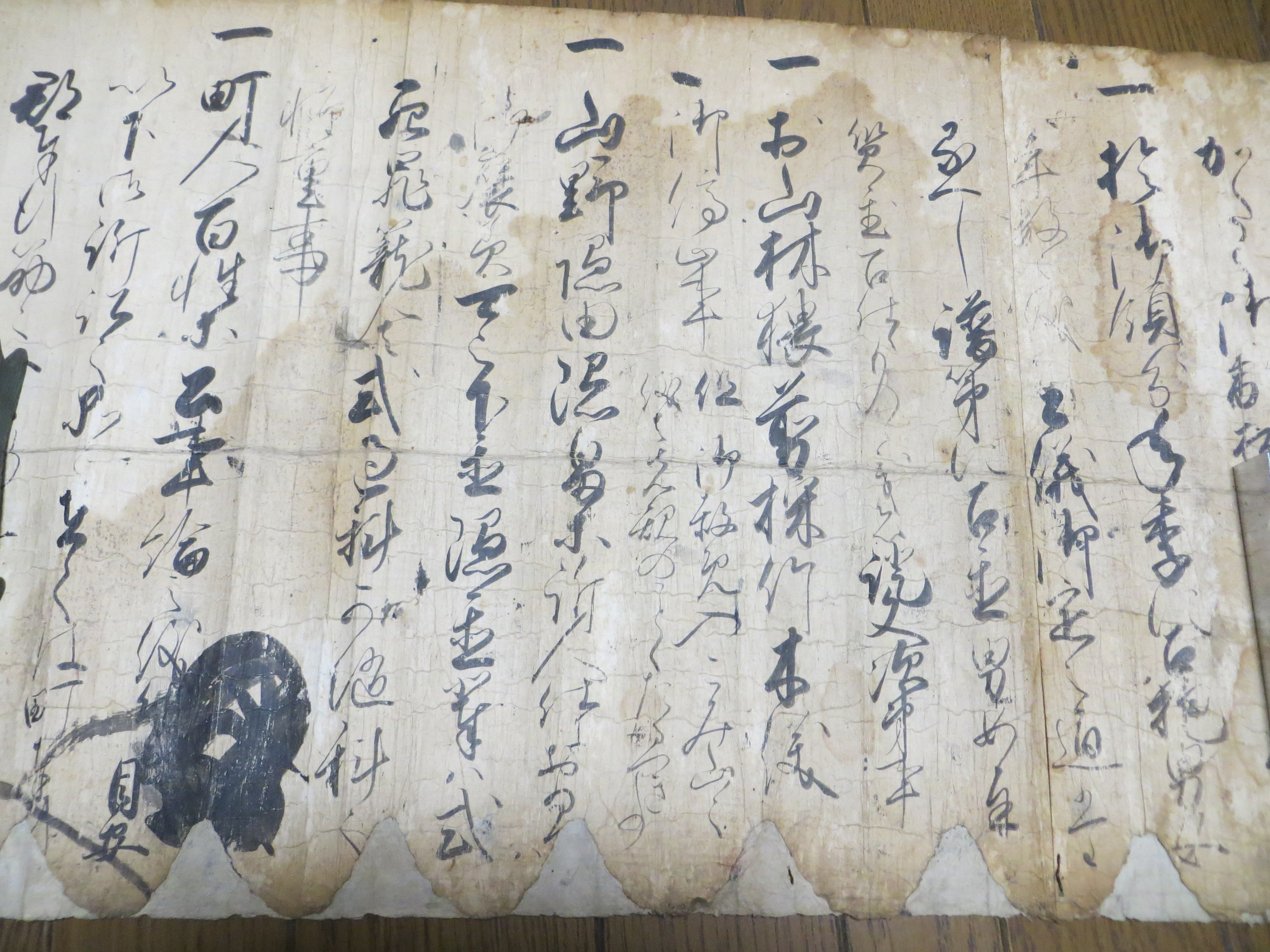
慶安3年9月　お山林　山野漁　町人　百姓　庄屋
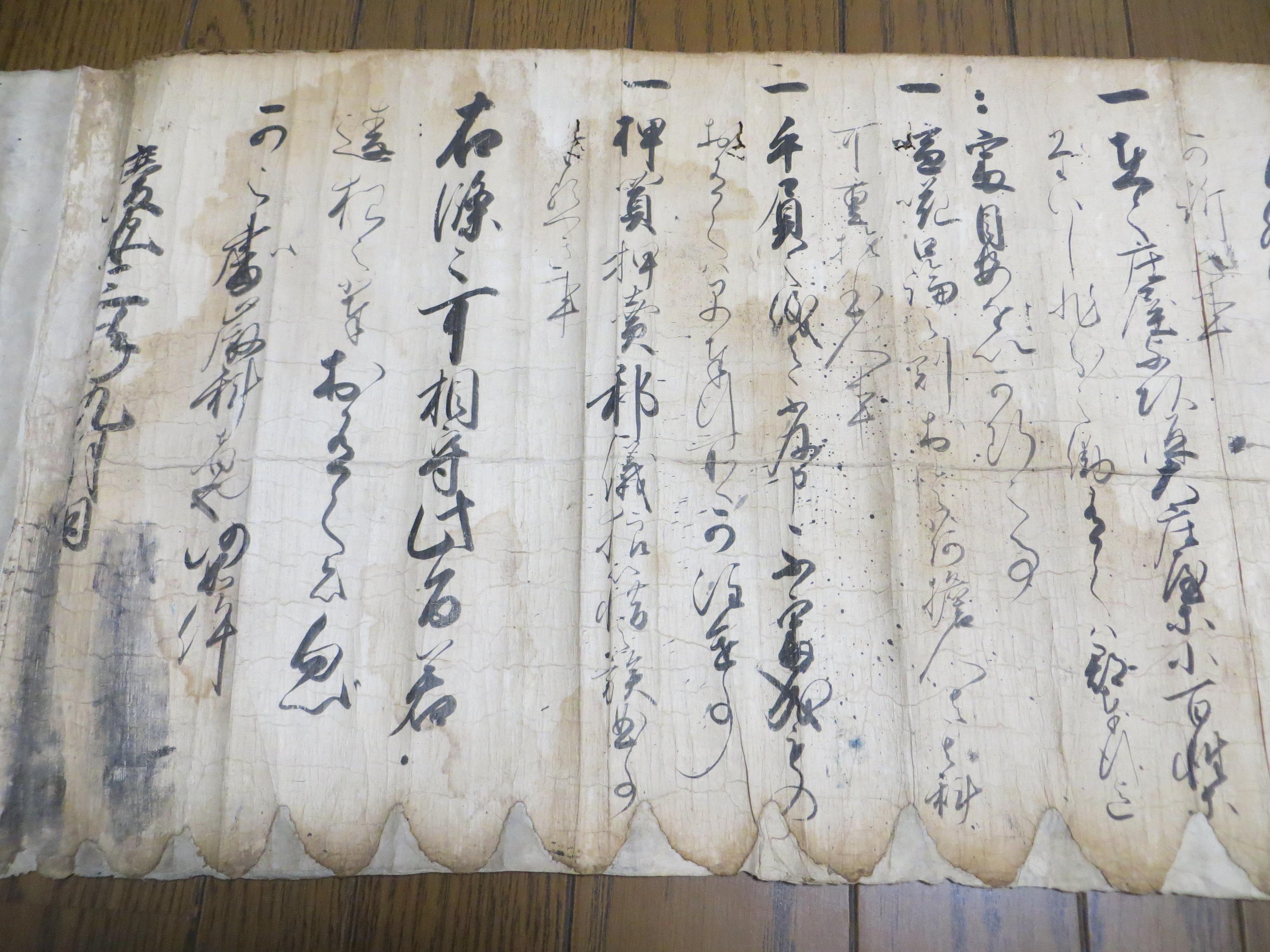
庄屋　慶安3年9月

### 第7代
本名は又五郎平太郎。作銘（平太郎輝光）。1694年（元禄7年11月）没。
臼井家は当時の間部越後守詮房（村上城主）の側近であり、6代将軍徳川権大納言家宣の側近として新井白石とともに間部詮房は政局にあったが、その後、鯖江藩に移転となった。山本家は鯖江藩に移転した臼井家との係りを表している。鯖江藩臼井家は江戸日本橋付近の常磐橋御門内の臼井家とも文書を取り交わしていた。

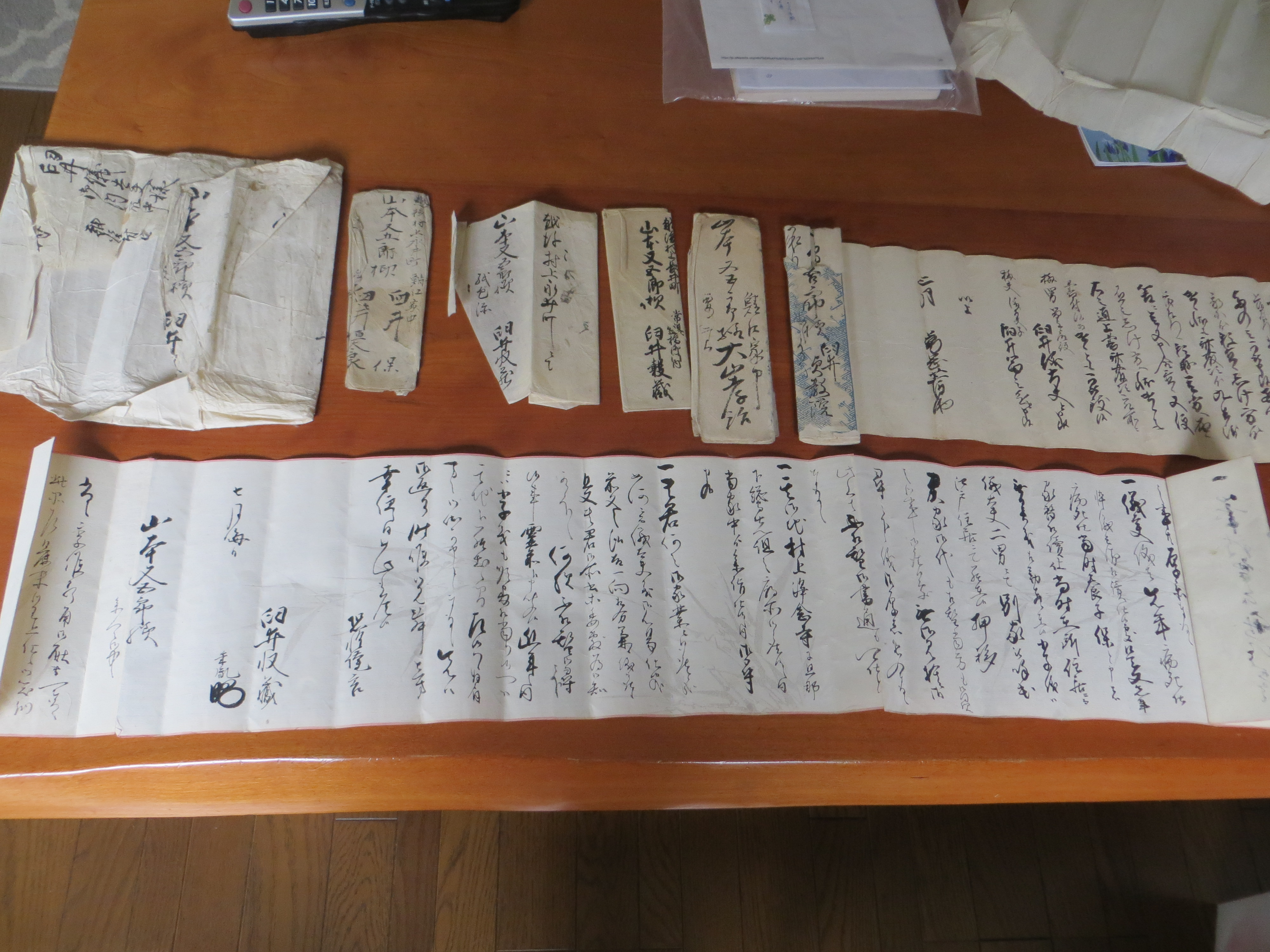
臼井家文書 (4)
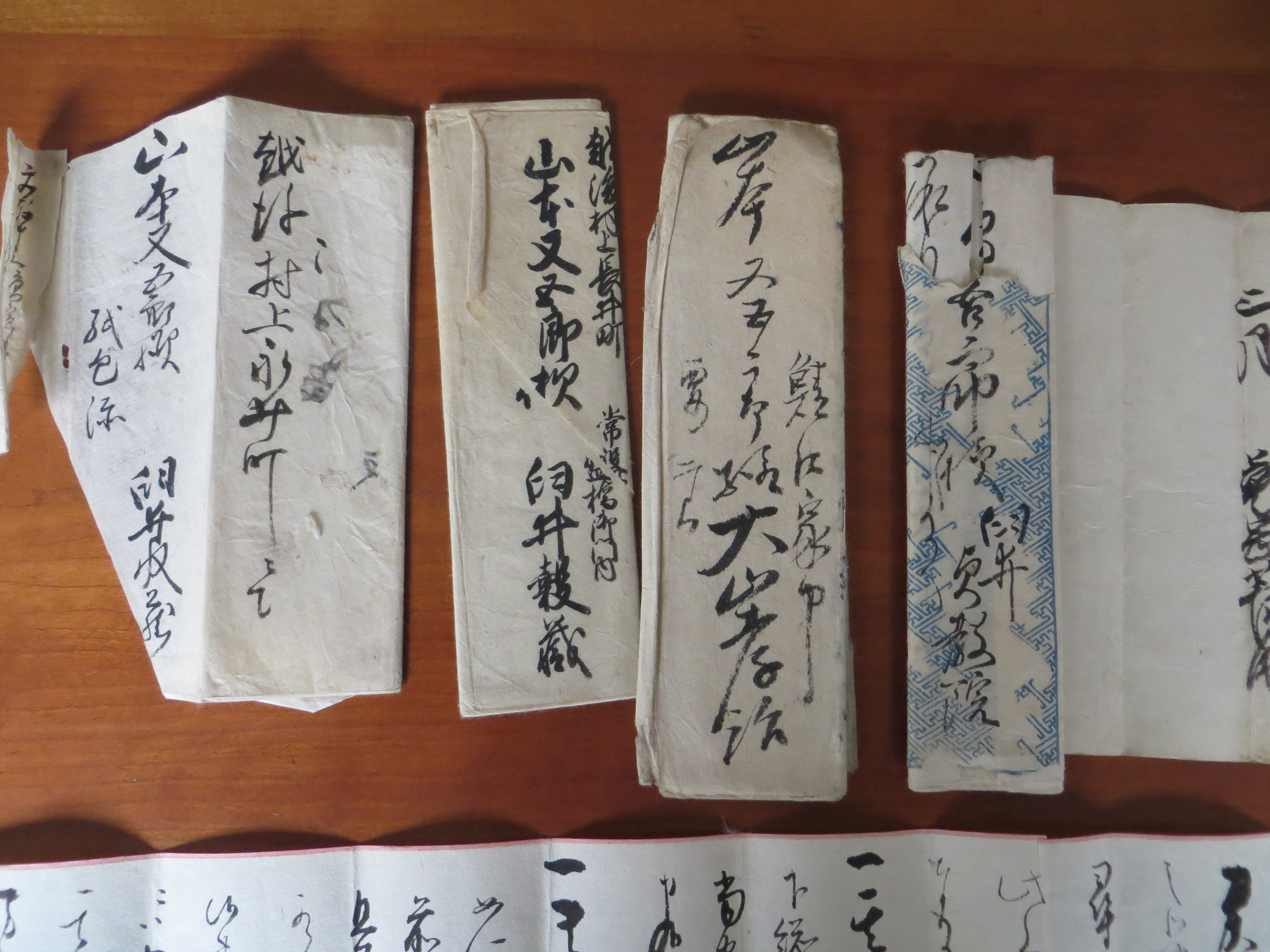
臼井家文書 (5)
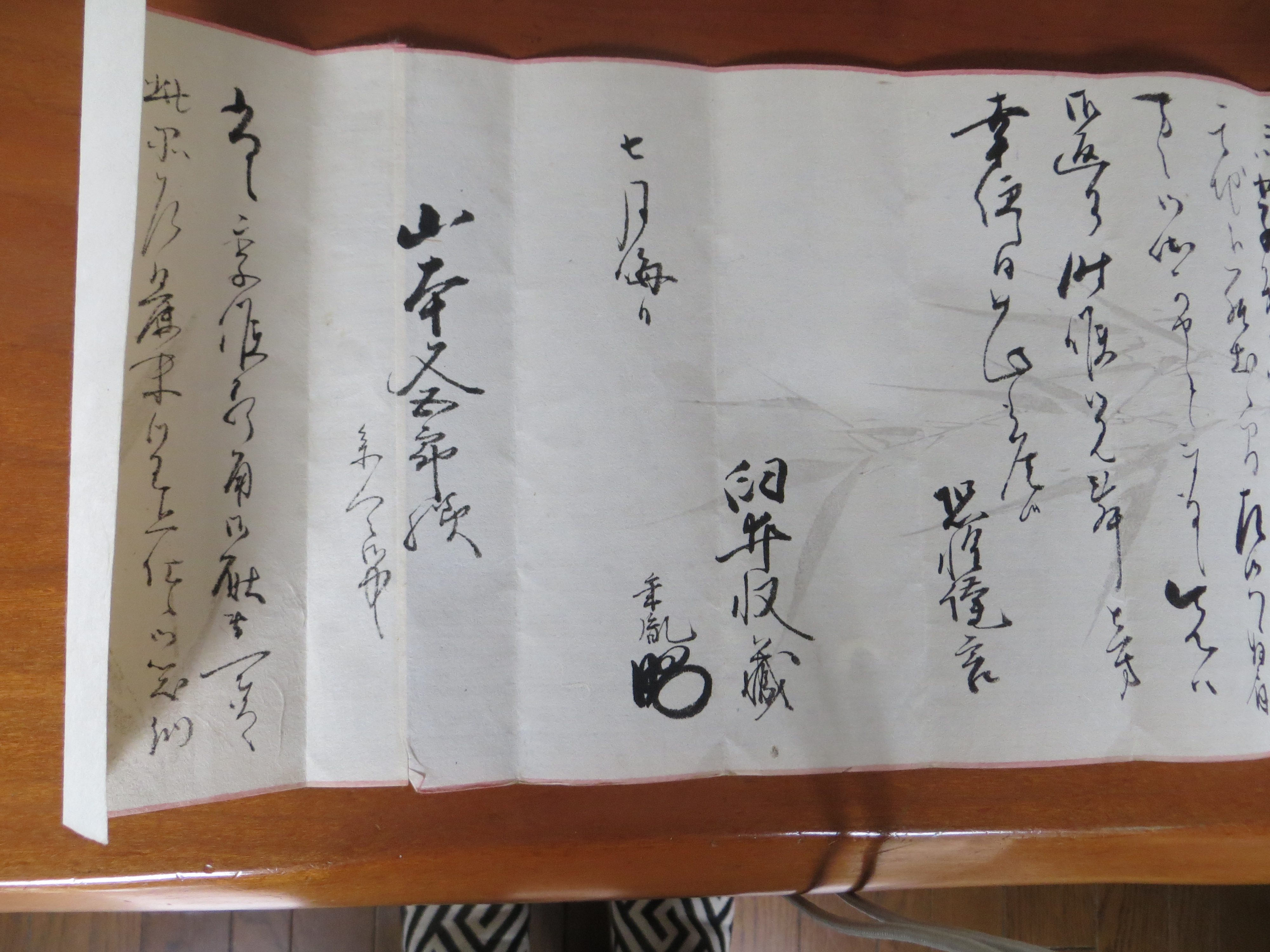
臼井家文書 (2)
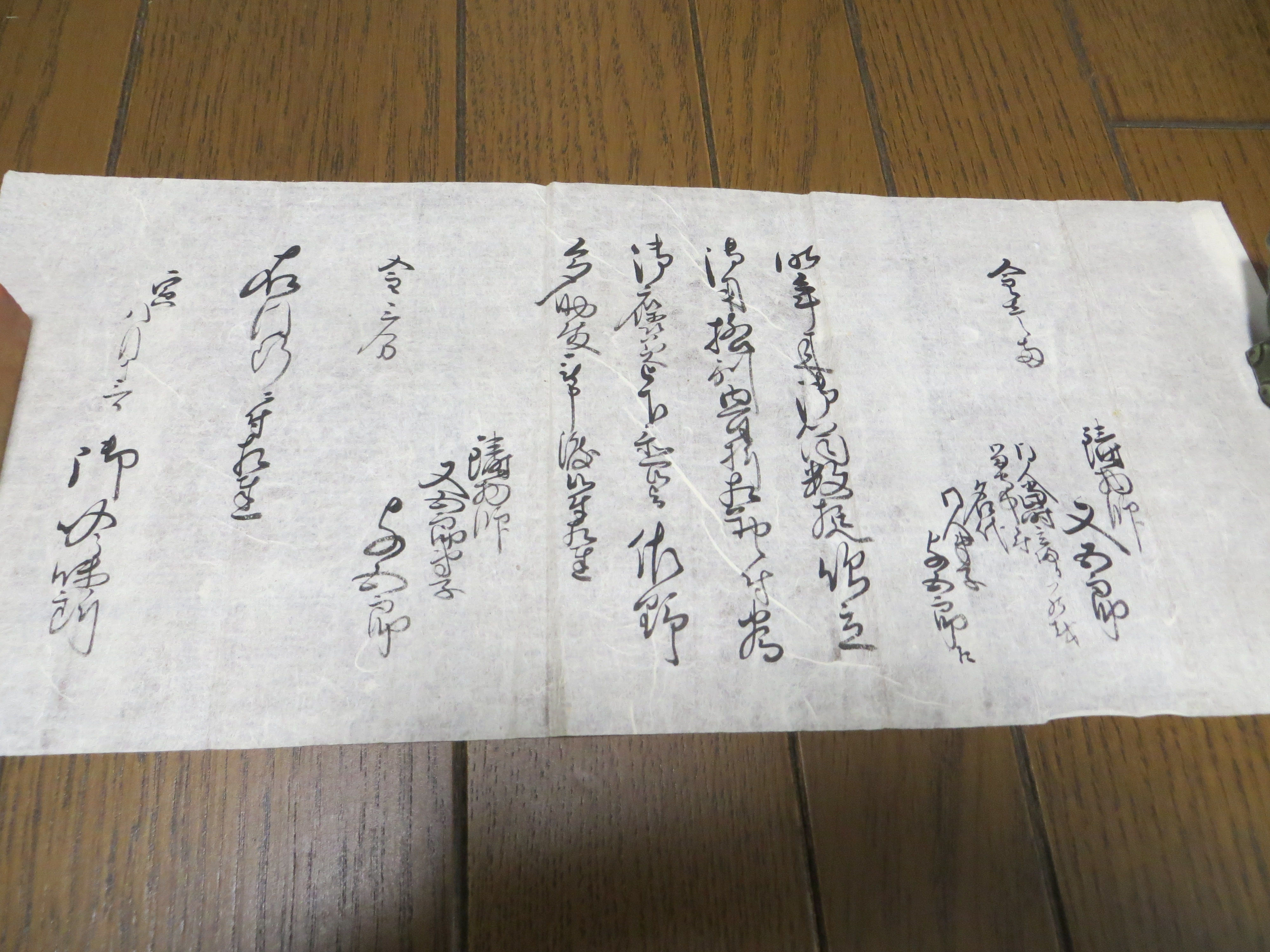
臼井家文書 (1)

### 第8代
本名は又五郎。作銘（又五郎輝光）。1702年（元禄15年8月11日）没吉祥寺の雲版（以下に満福寺の写真あり）を鋳金した。1700年（元禄13年）村上町又五郎作と刻鋳されていた。

### 第9代
本名は又五郎。作銘（輝利）。1756年（宝暦6年6月13日）没。安養寺の梵鐘を鋳造した。1741年（元文庚申年）施主渡辺三左衛門善水、渡辺儀右エ門葛延、作者冶工猪爪徳兵衛丞邦弘、冶工山本又五郎輝利

### 第10代
本名は又五郎。作銘（輝屋）。1766年（明和3年7月23日）没。
光徳寺の半鐘を鋳造した。1772年（安永7年）旧藩主内藤家菩提寺　安永七戌天大檀那黄鐘大吉祥常照山光徳寺15世擁誉代　越後村上山本又五郎作。最明寺の半鐘を鋳造した。1788年（天明8年）村上住冶工山本又五郎輝屋ノ作と刻鋳されていた。弘長寺の梵鐘を鋳造した。1790年（寛政2年）山本又五郎作と刻鋳されていた。一心山専念寺の半鐘も鋳造した。

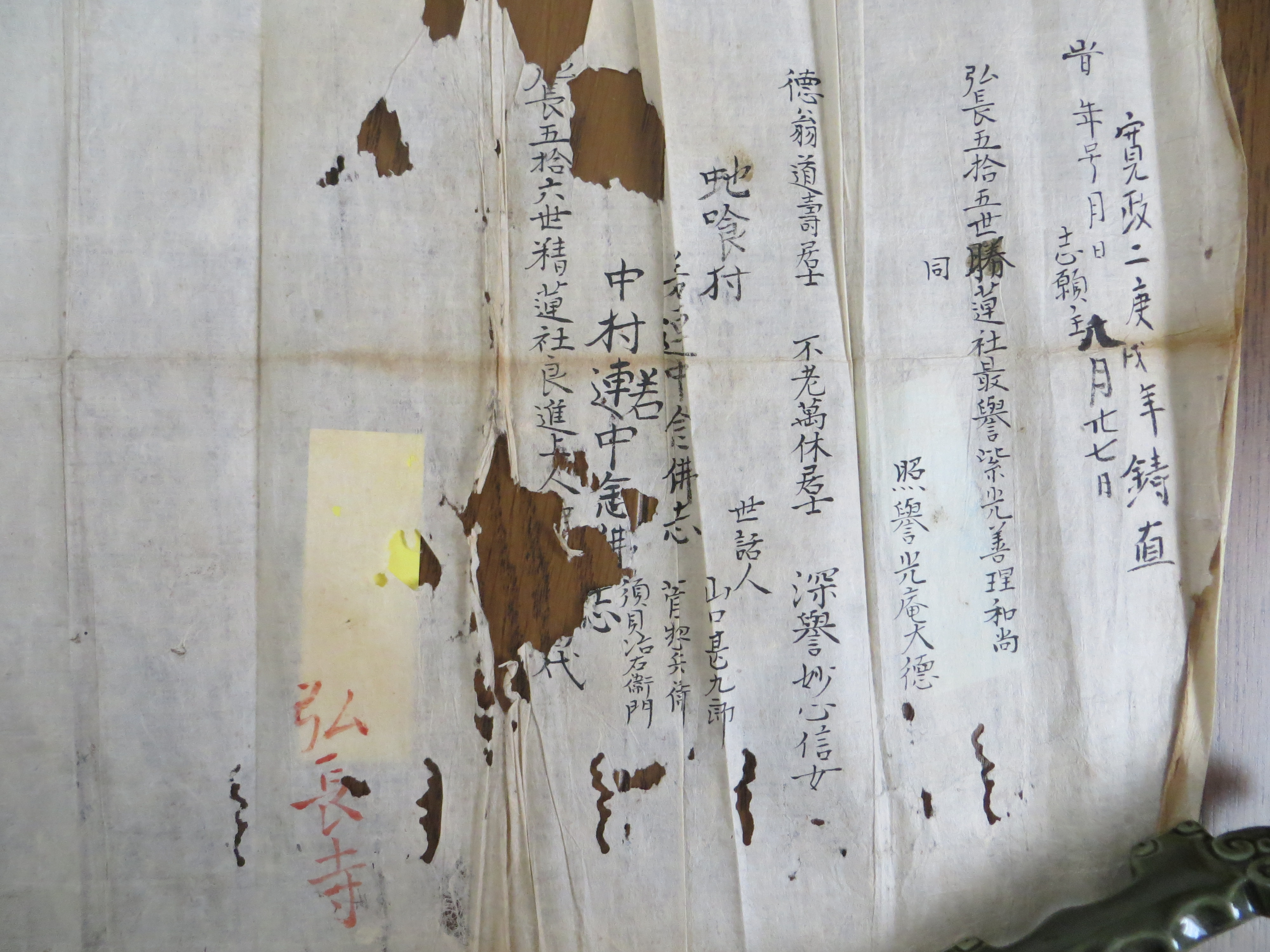
弘長寺
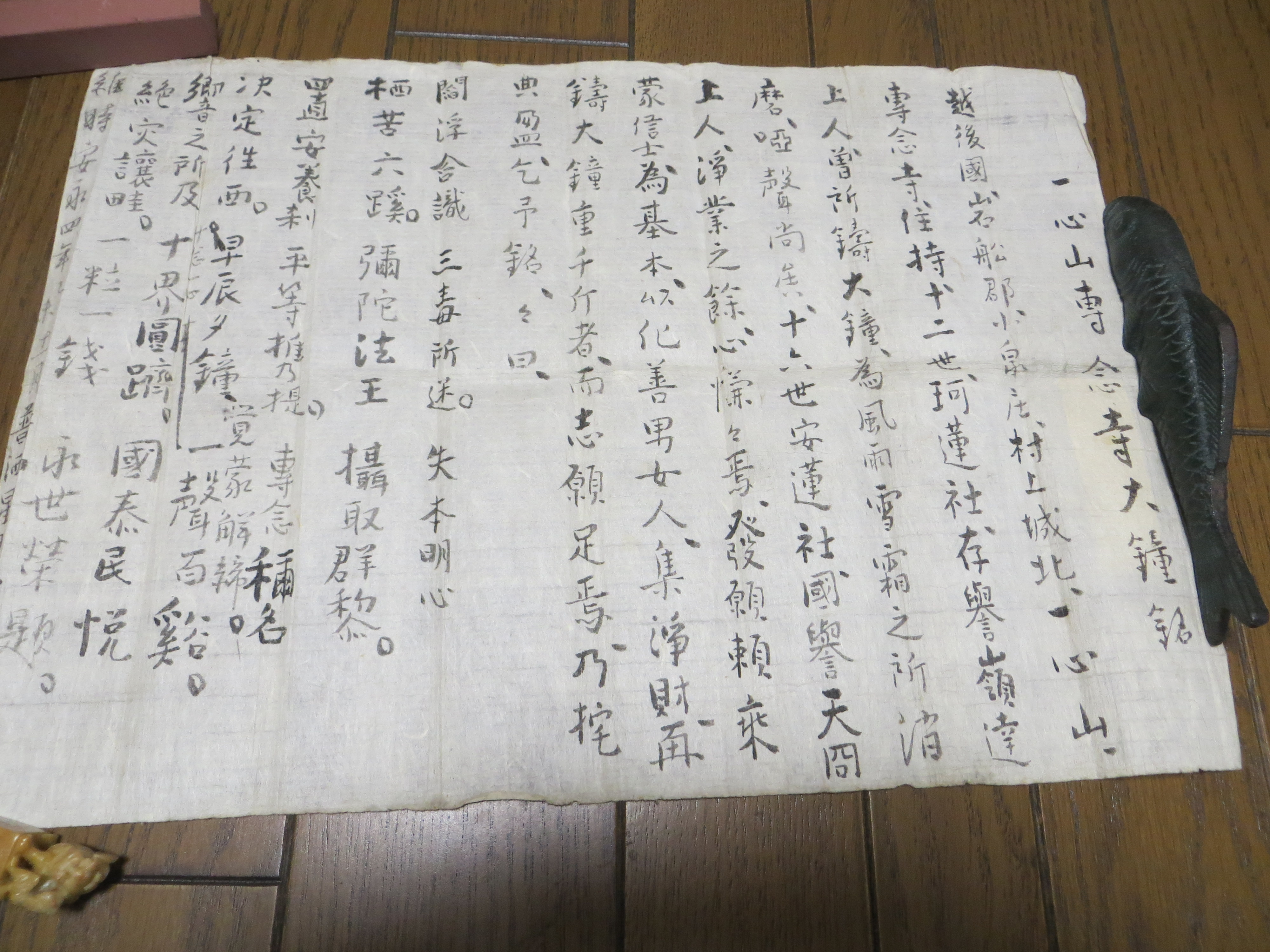
専念寺

安養寺の雲版を鋳造した。1780年（安永9年）施主渡辺儀右エ門、作者山本又五郎輝屋　

### 第11代
本名は又五郎。作銘（輝義）。1787年（天明7年6月7日）没

### 第12代
本名は又五郎。作銘（輝正）。1823年（文政6年7月14日）没。
当代より村上藩の庄屋を務めた。

### 第13代

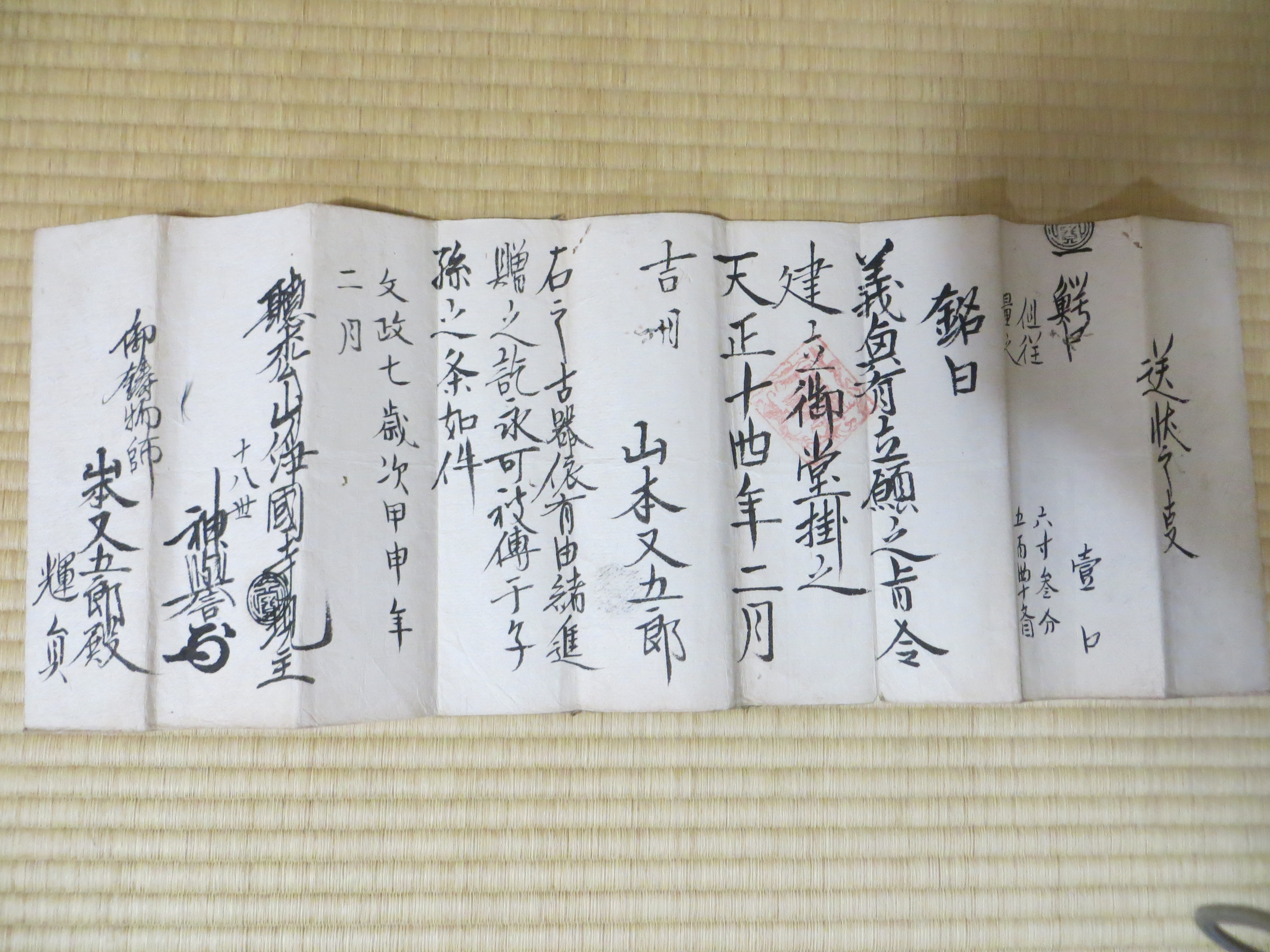
浄国事から山本又五郎に贈られた証文

本名は輝員（てるかず）。作銘（愎斎）。1873年（明治6年9月12日）没。
1824年（文政7歳次甲申年2月）聴松山（ちょうしょうざん）浄国寺の第18代住職から「鰐口」を贈られる。
1844年（天保15年）に新潟に呼ばれ午砲を鋳る。また、大砲を鋳る見積書を出す。1848年（嘉永6年）に苗字帯刀合印を許された。1849年（嘉永7年）には藩主の内藤信思から江戸に召され、大砲二門を鋳建てた。1866年（慶応2年）禁裏へ炉籠を納める。1867年（慶応3年）、越後鋳物師の惣代として禁裏に参内している。
『新潟奉行の 御庭番 川村修就（ながたか）の 日記では、「蝦夷地へ異国船が滞留と報告がきたため「村上藩在住の鋳物師辻村輝員を新潟に呼び図面を見せて、一貫目玉と五百貫目玉を鋳造するように申し渡した。辻村らは翌々日にその図面による積書を提出した。』
桂岩寺の雲版を鋳造した。1826年（文政9年）村上住辻村又五郎輝員作有志寄附と刻鋳されていた。　

### 第14代
本名は政利、作銘（一栄）。1825年～1905（天保5年 - 明治38年6月16日)。
本伝寺の鰐口（小）を鋳造　1831（天保13年）辻村又五郎作と刻鋳されていた。鰐口（大）もあるが年月不明。
香積寺の梵鐘を鋳造　1831（天保13年）村上住冶工辻村又五郎藤原輝貞之作と刻鋳されていた。
満願寺の梵鐘を鋳造 1861（文久3年）11世秀邦代施主惣旦中村上住山本又五郎政利作と刻鋳されていた。

### 第15代
本名は直太郎。作銘（正壽）。1857年（安政4年） -1891年（明治24年）34歳。
1890年の第3回内国勧業博覧会第二部（美術）第四類（美術工業）に「銅製饕餮文花瓶」（径54.5高さ78.7）を出品し、宮内省が購入した（現・宮内庁三の丸尚蔵館所蔵）。
宮内庁　古典再生-作者たちの挑戦（19頁）
以下の写真は、上記の花瓶とは異なる、同人が作成した「大花瓶」および「書」である。
(小堀）遠州流花道東都始祖　景松齊から入門誓杖を受けている（銘 山本氏 景隣)。

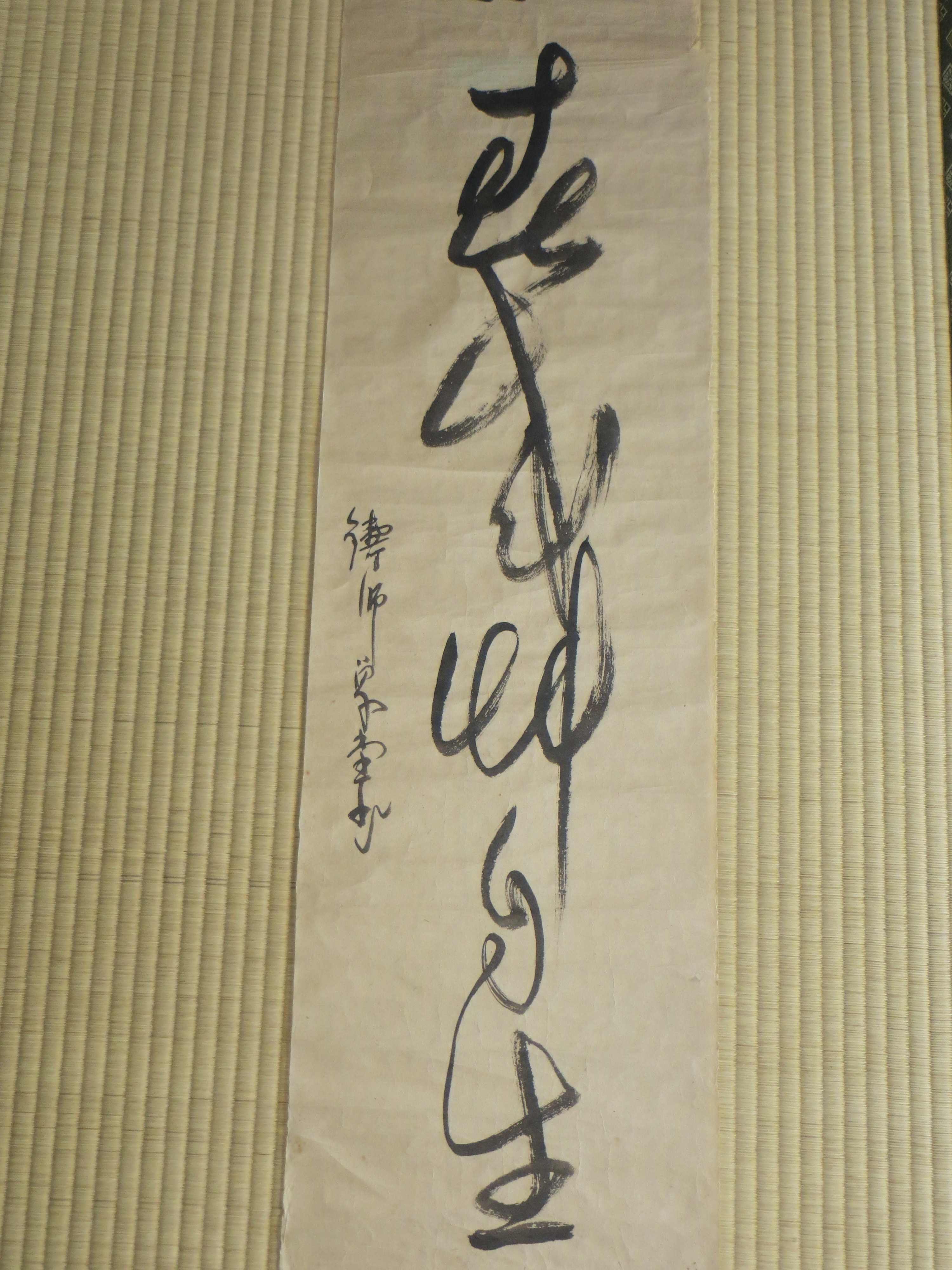
書
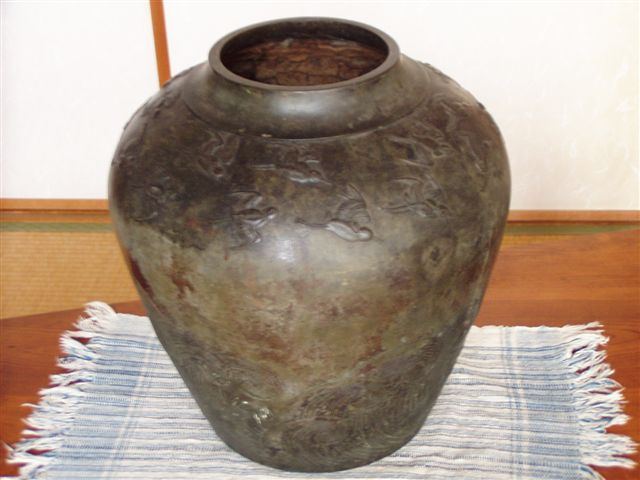
正寿　大花瓶　（田中悦夫　所蔵品）
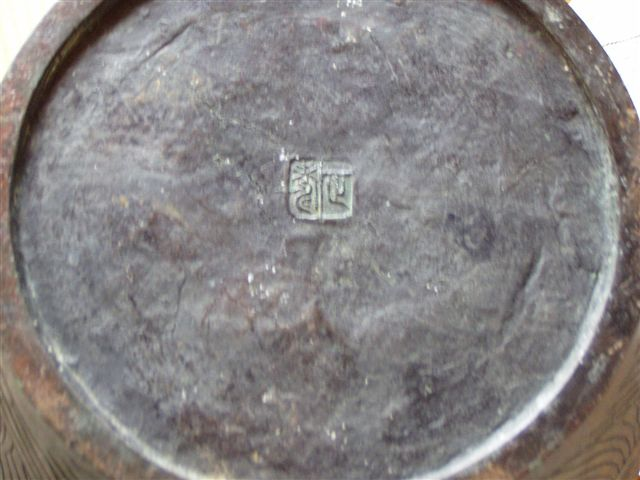
大花瓶　底裏の刻鋳
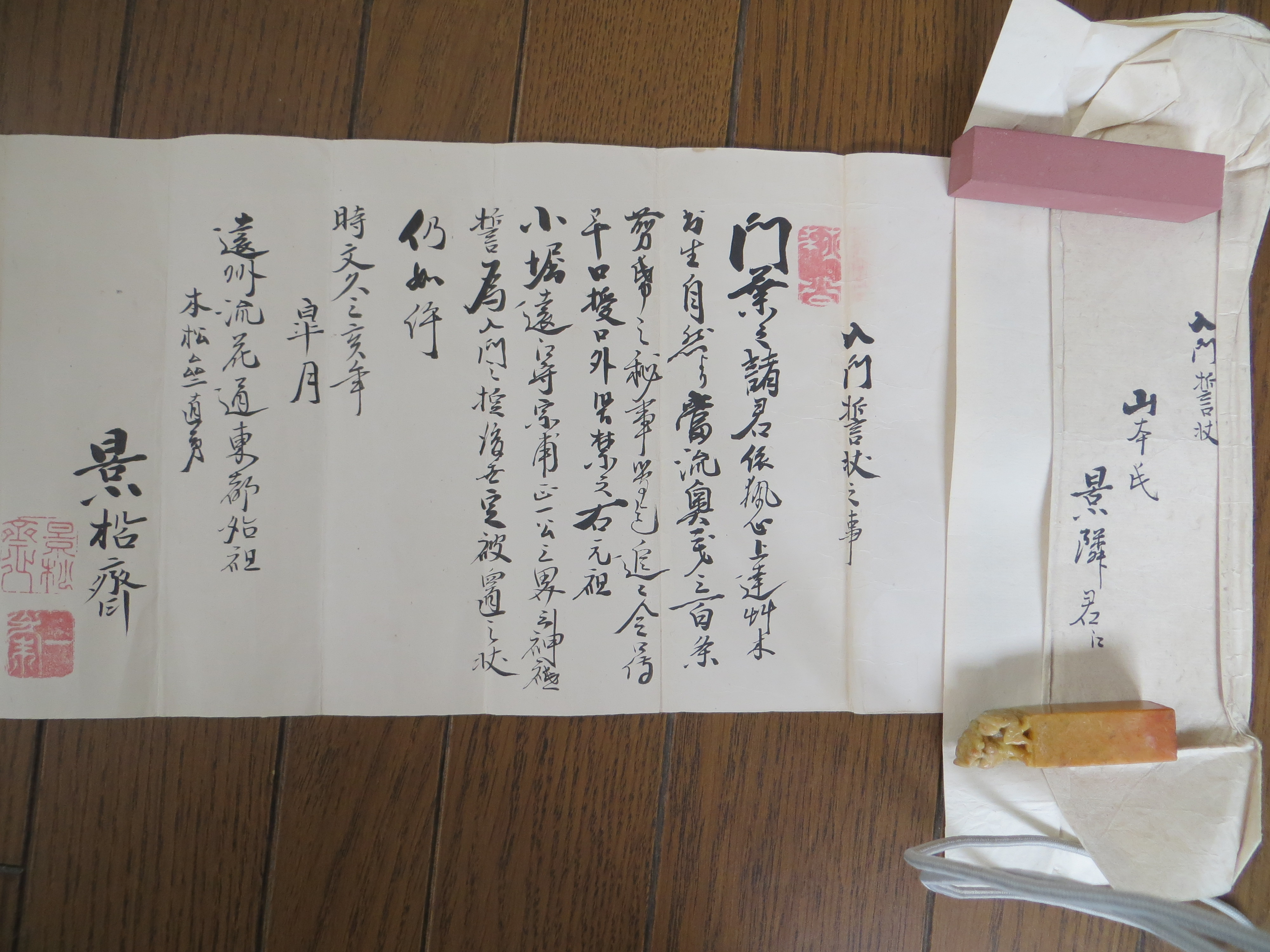
遠州流花道東都始祖より入門誓状を受けたもの

### 第16代
本名は椿平。作銘（大椿 だいちん）。1870年（明治3年）～1945年（昭和20年）4月9日
1893年（明治26年）に山本又五郎を家督相続。1906年（明治39年）に、浅草寺の宝篋印塔を補鋳。1918年（大正7年）に「鰐口」を東京国立博物館に預託した。

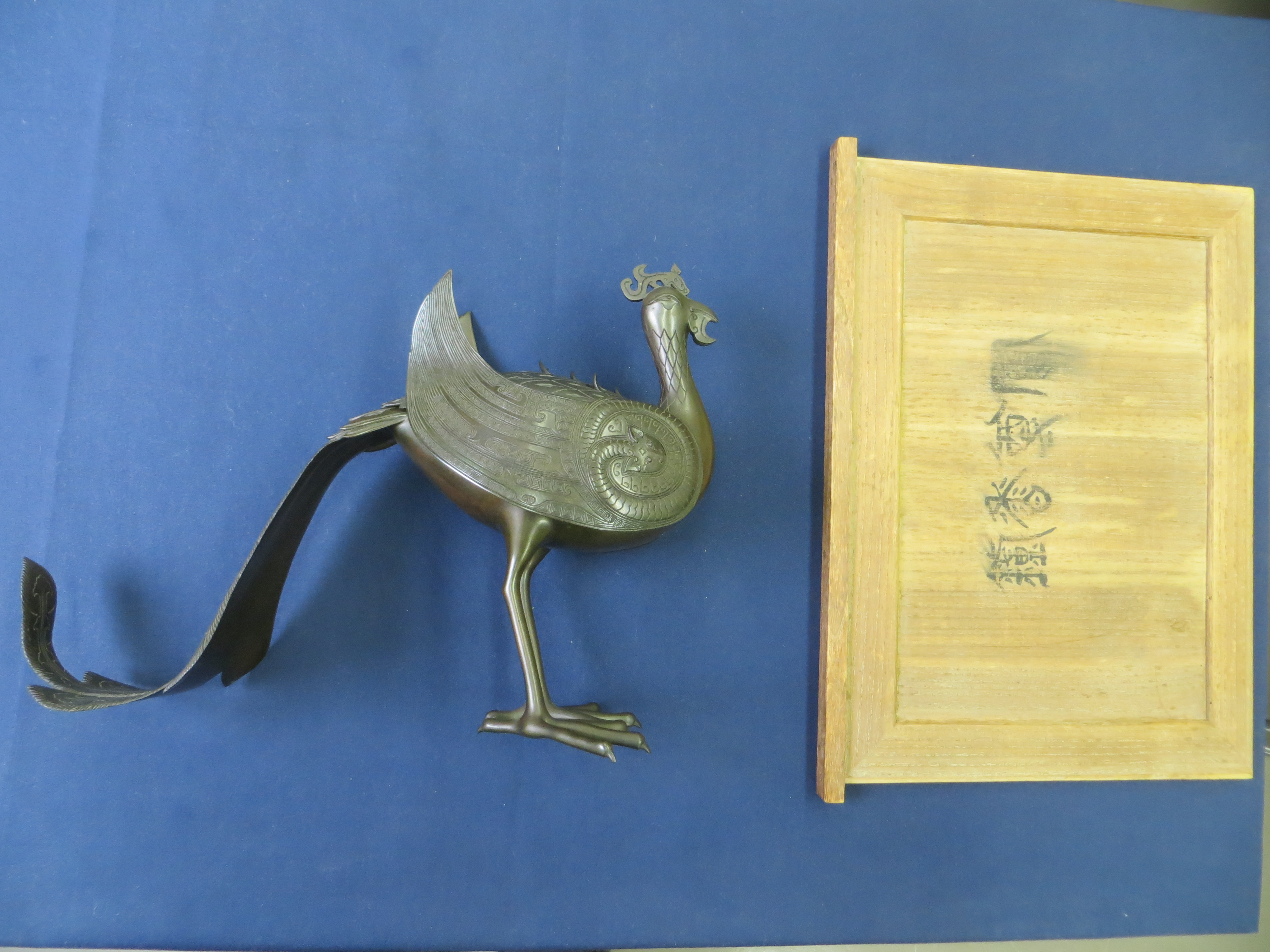
鳳尊　香炉　鋳金　刻鋳（大椿）
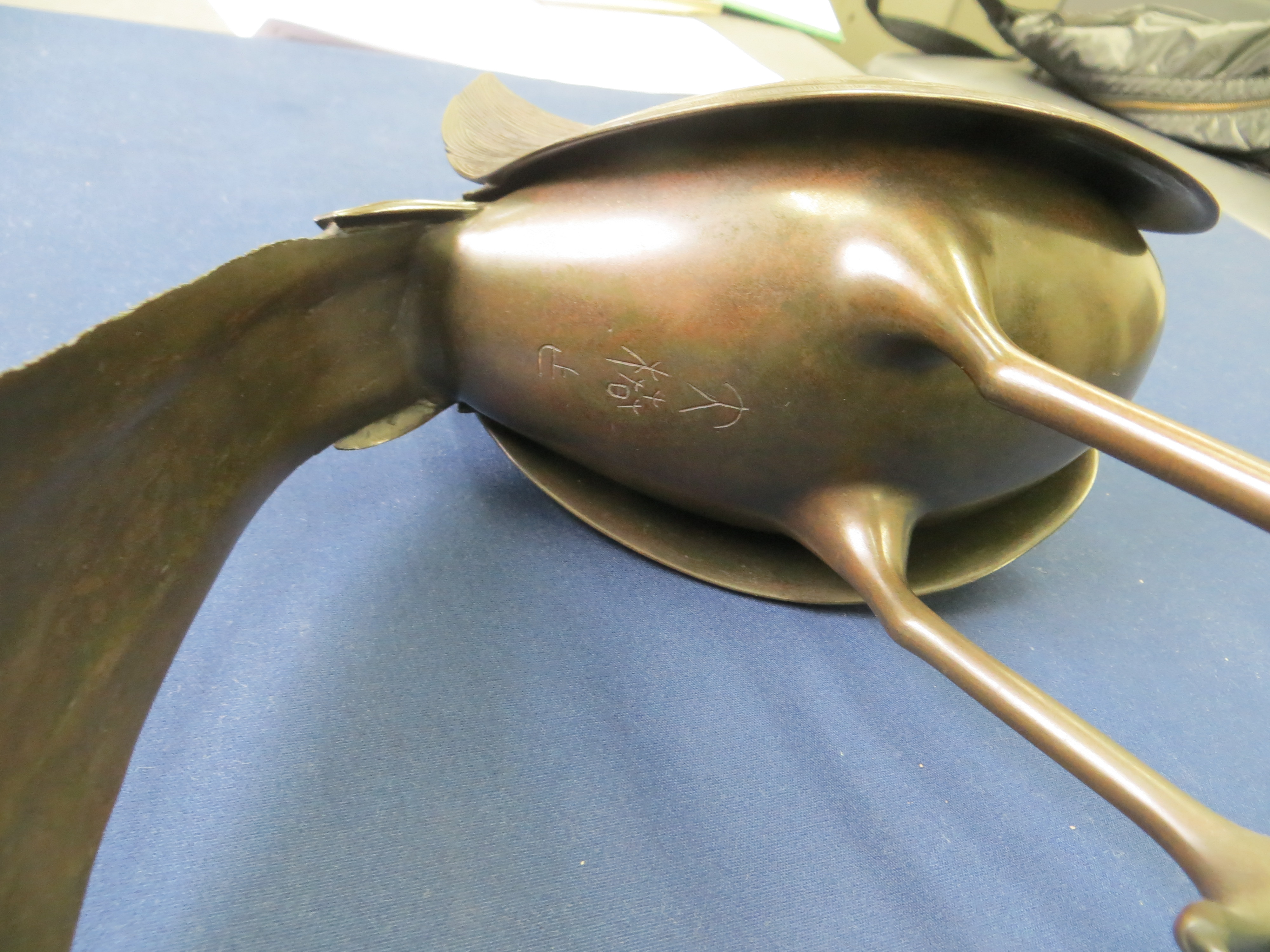
大椿　刻鋳
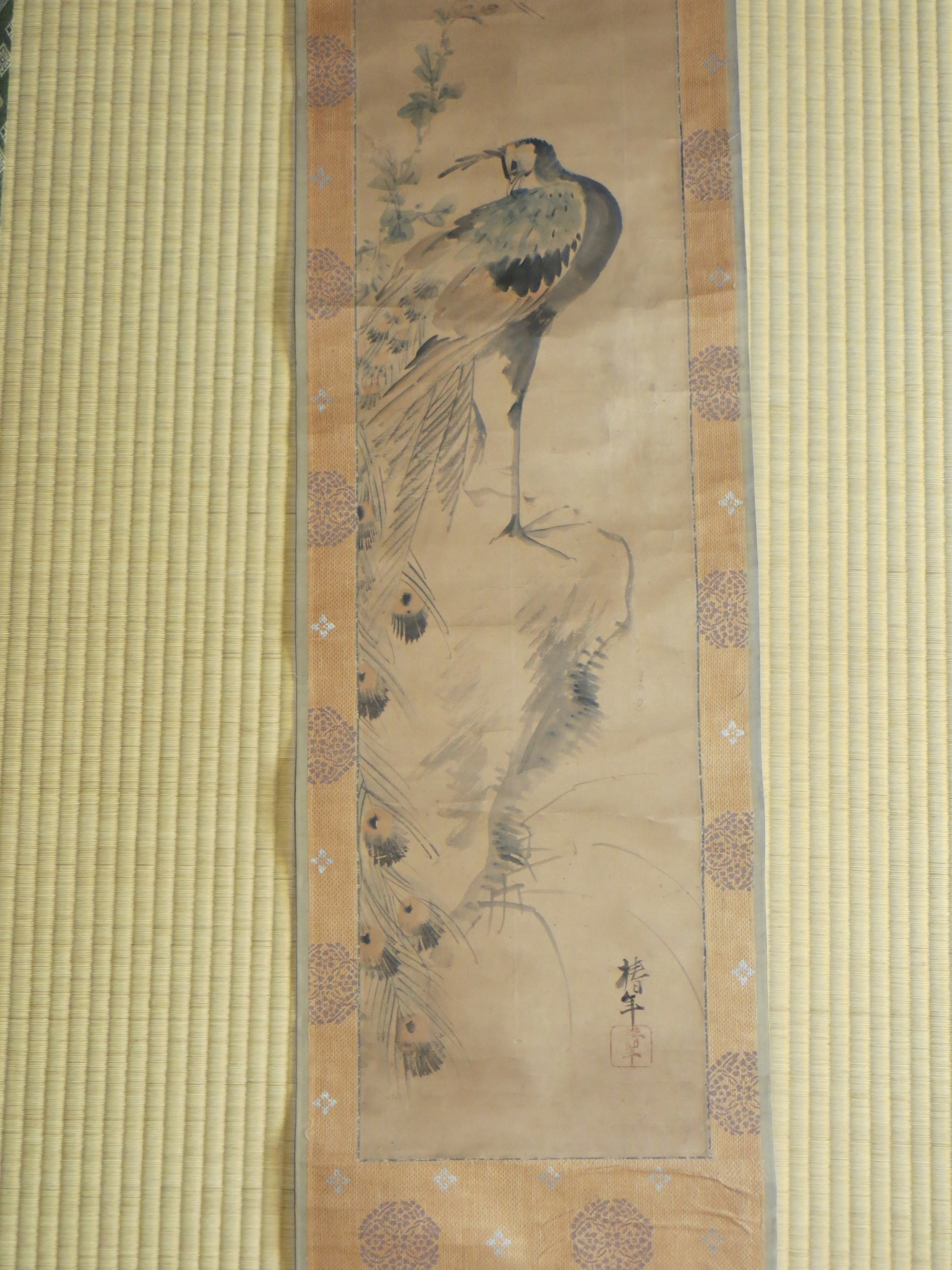
大椿　絵画　銘は椿平、第16代又五郎を相続する前の作品

### 第17代
本名は光次（こうじ）、作銘（光路）。1894年（明治27年）- 1960年（昭和35年）7月21日。
1935年（昭和10年）東京鋳金会第二十五回展覧会で鋳銅鶉置物で銅賞牌を受賞 審査員「香取秀眞」。
1945年（昭和20年）に第17代山本又五郎を家督相続。
山本又五郎は長男山本双六(そうろく）に1960年（昭和35年）に受け継がれた。

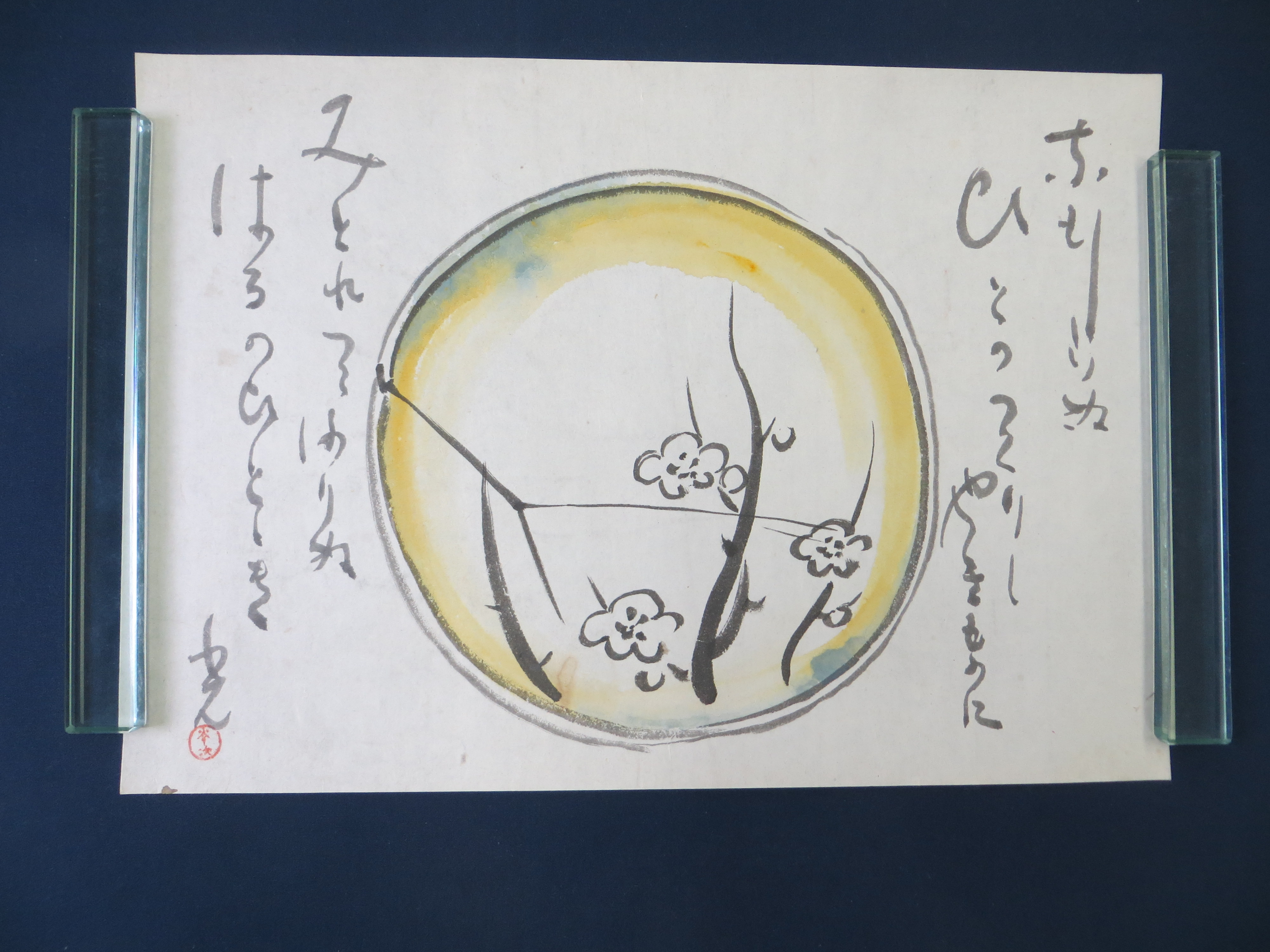
絵画・和歌　光路作
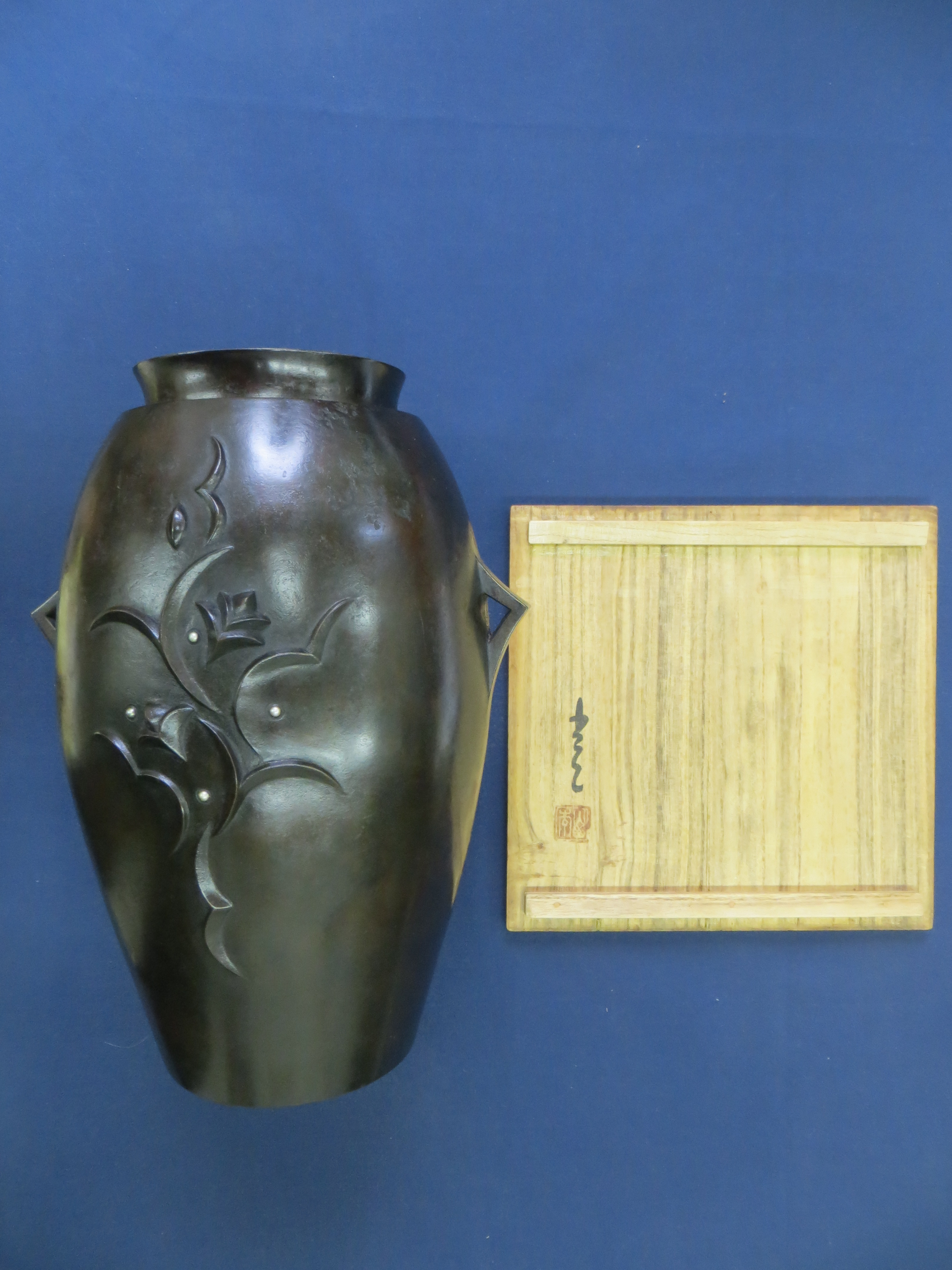
光路 花瓶 (3)
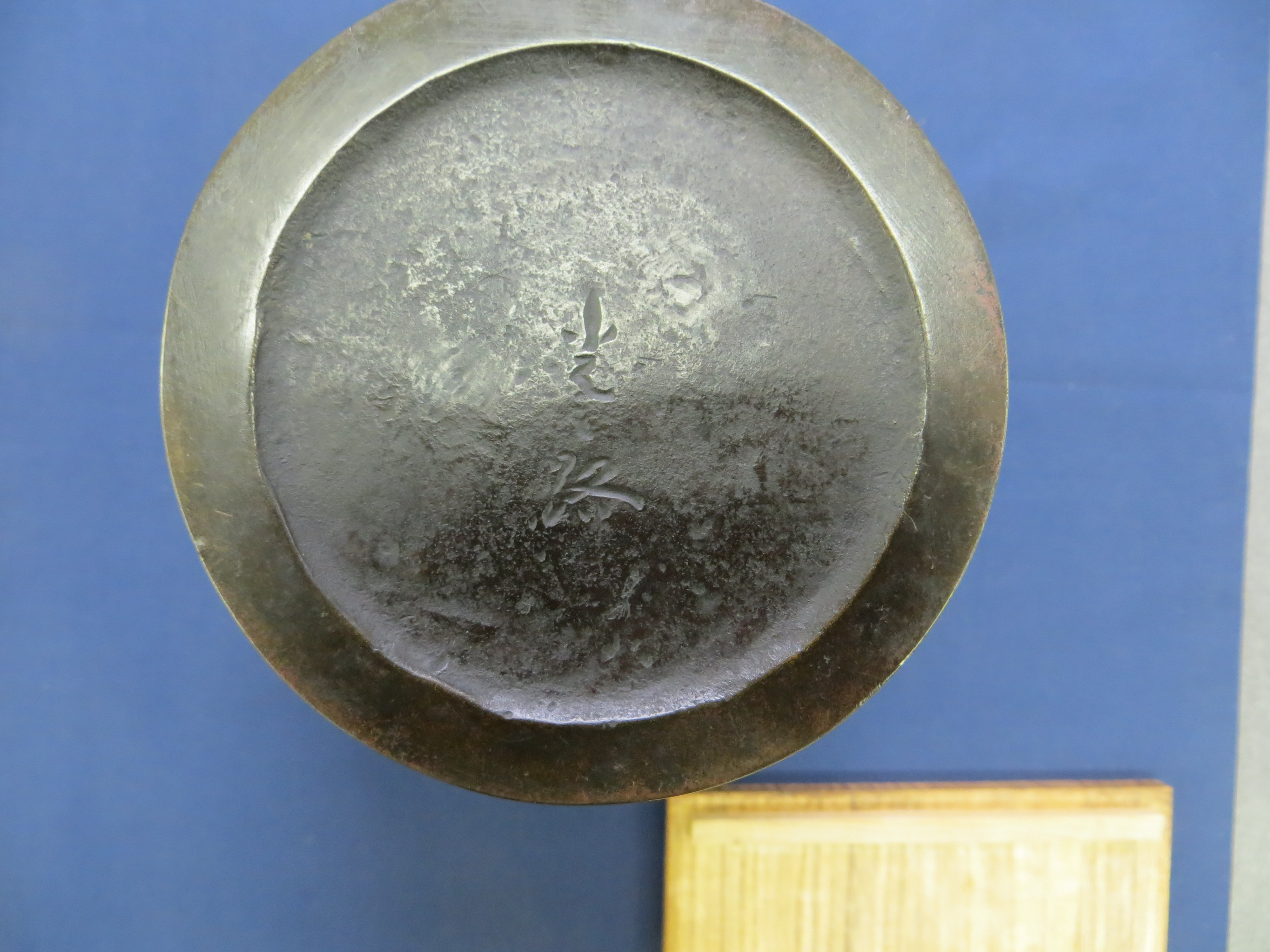
花瓶の底裏　刻鋳
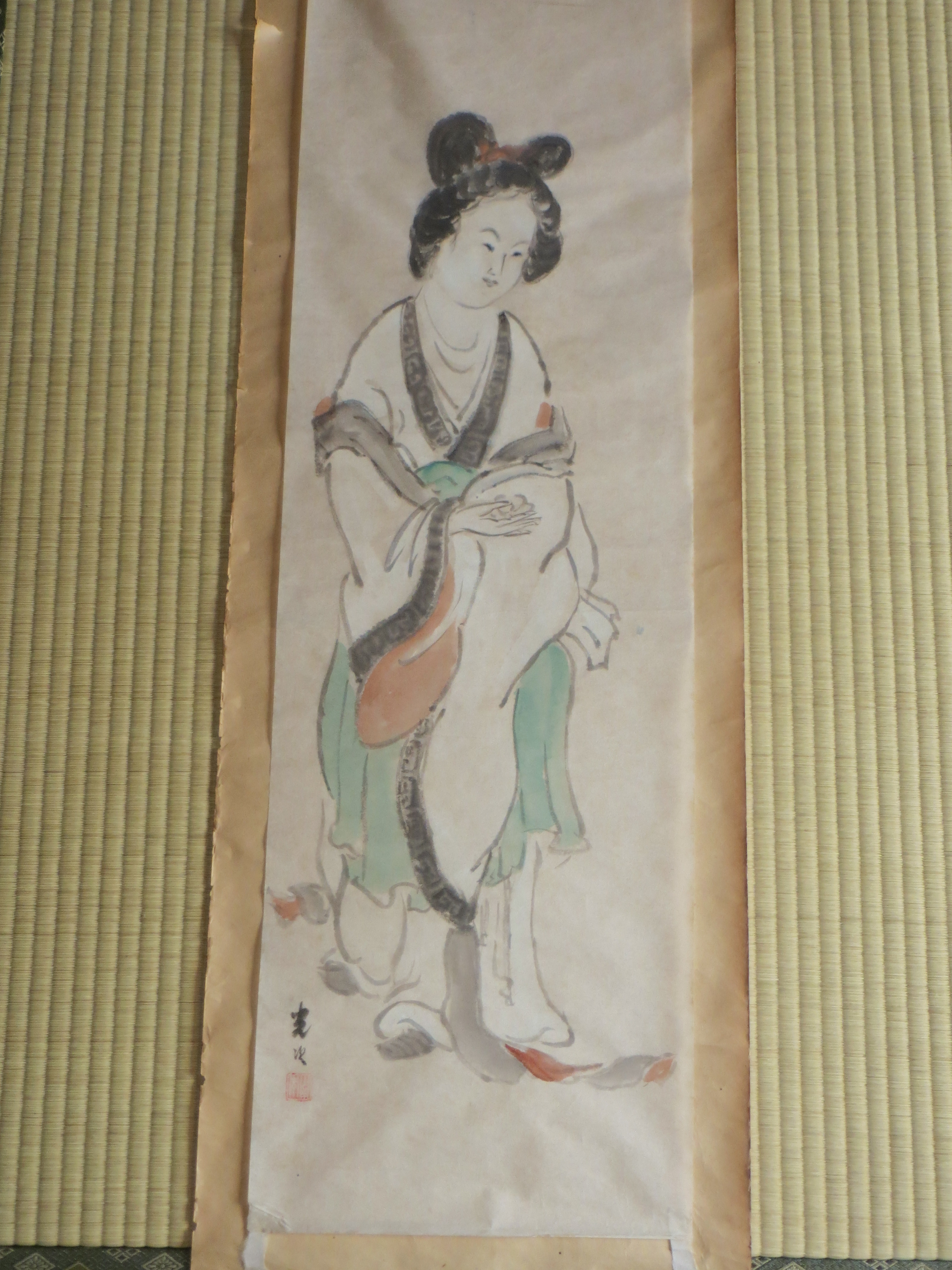
光路　絵画

## 現存の名所作品

### 東京国立博物館の所蔵される初代の作品
鰐口
東京国立博物館預託（1918年（大正7年）、第16代（大椿）より）
1586年(天正14年)製作。約30cm（経六寸三分）約1.9kg（重量五百匁）。「義興有立願之旨建御堂掛之　天正十四年弐月吉日　山本又五郎」の刻銘がある。
元来は、大宝寺義興が病気平癒祈願の一環として建立した神社仏閣の一つである田町（現・村上市長井町）の弁天堂に掛けられていた（その義興とは庄内大浦城（現鶴岡市大山）の城主であった武藤義興）。
1819年（文政14年）に御堂が大破して取り壊すこととなり、御堂とともに今の浄国寺に預けられた。浄国寺の第18代住職が第13代又五郎に贈り、以降は前記の預託まで山本家で所蔵されてきた。
その後第16代又五郎まで受継がれてきた「鰐口」が、東京国立博物館に預託され現在に至るもの。

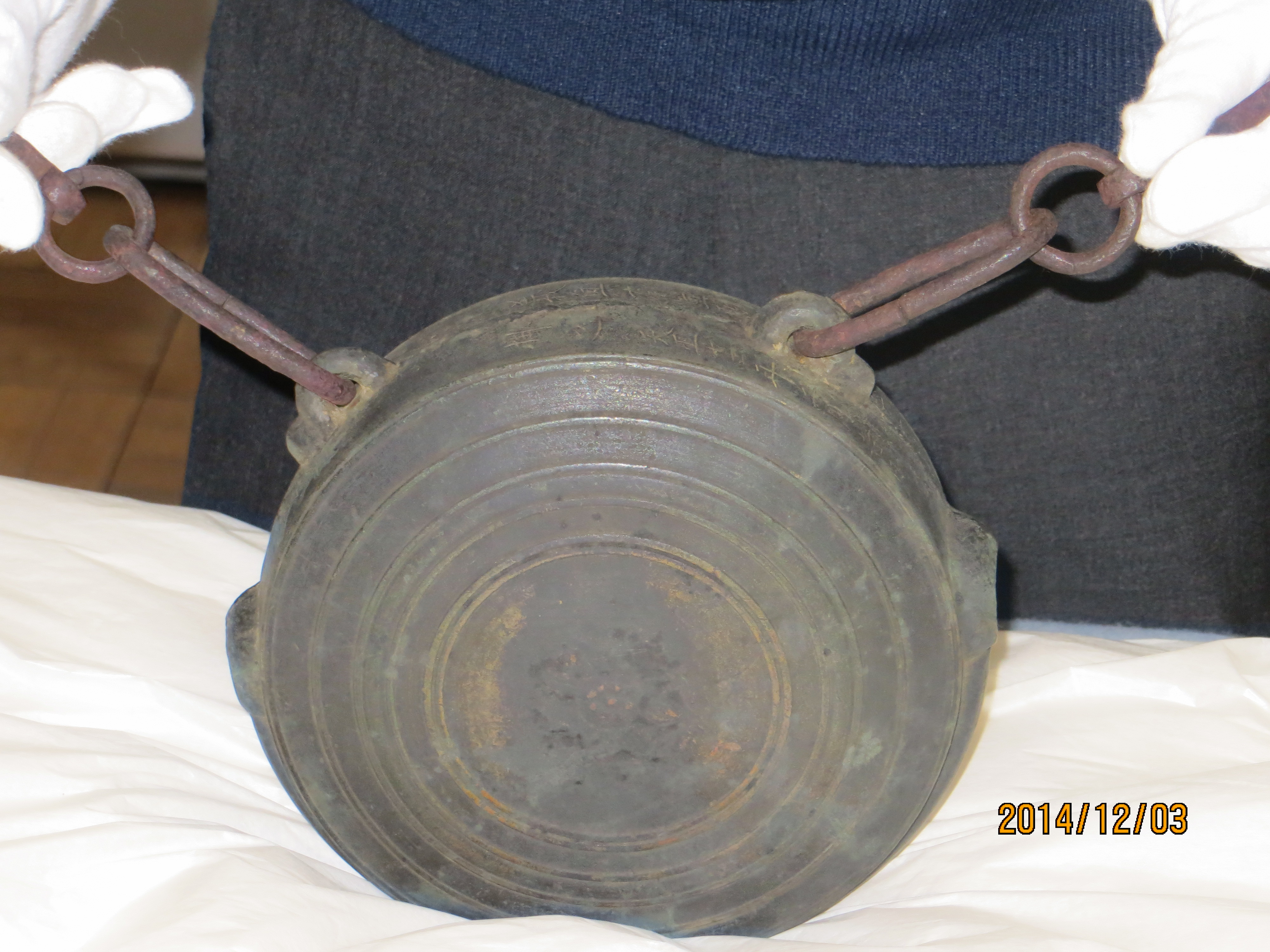
鰐口全景
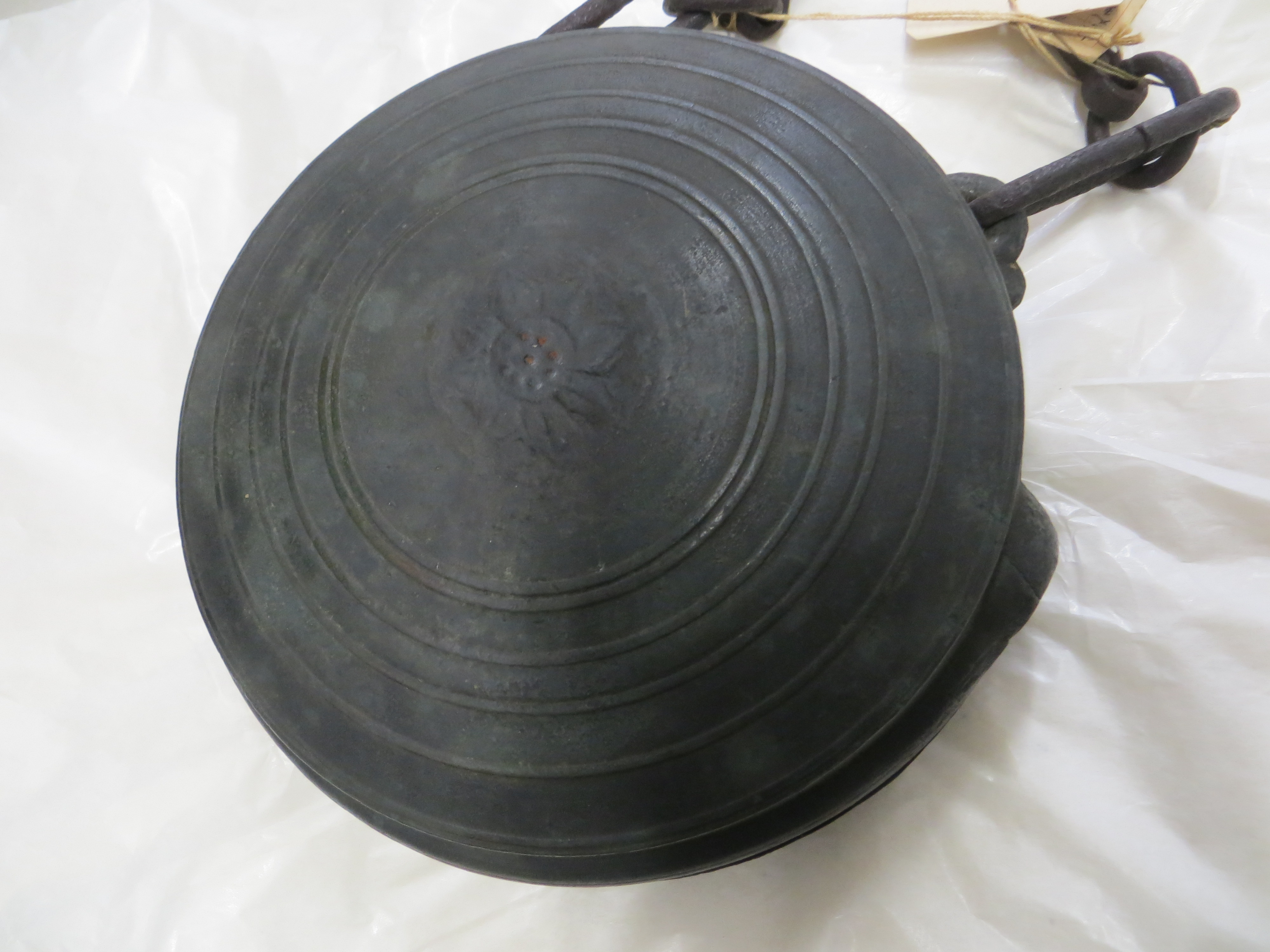
撞座　花紋は蓮
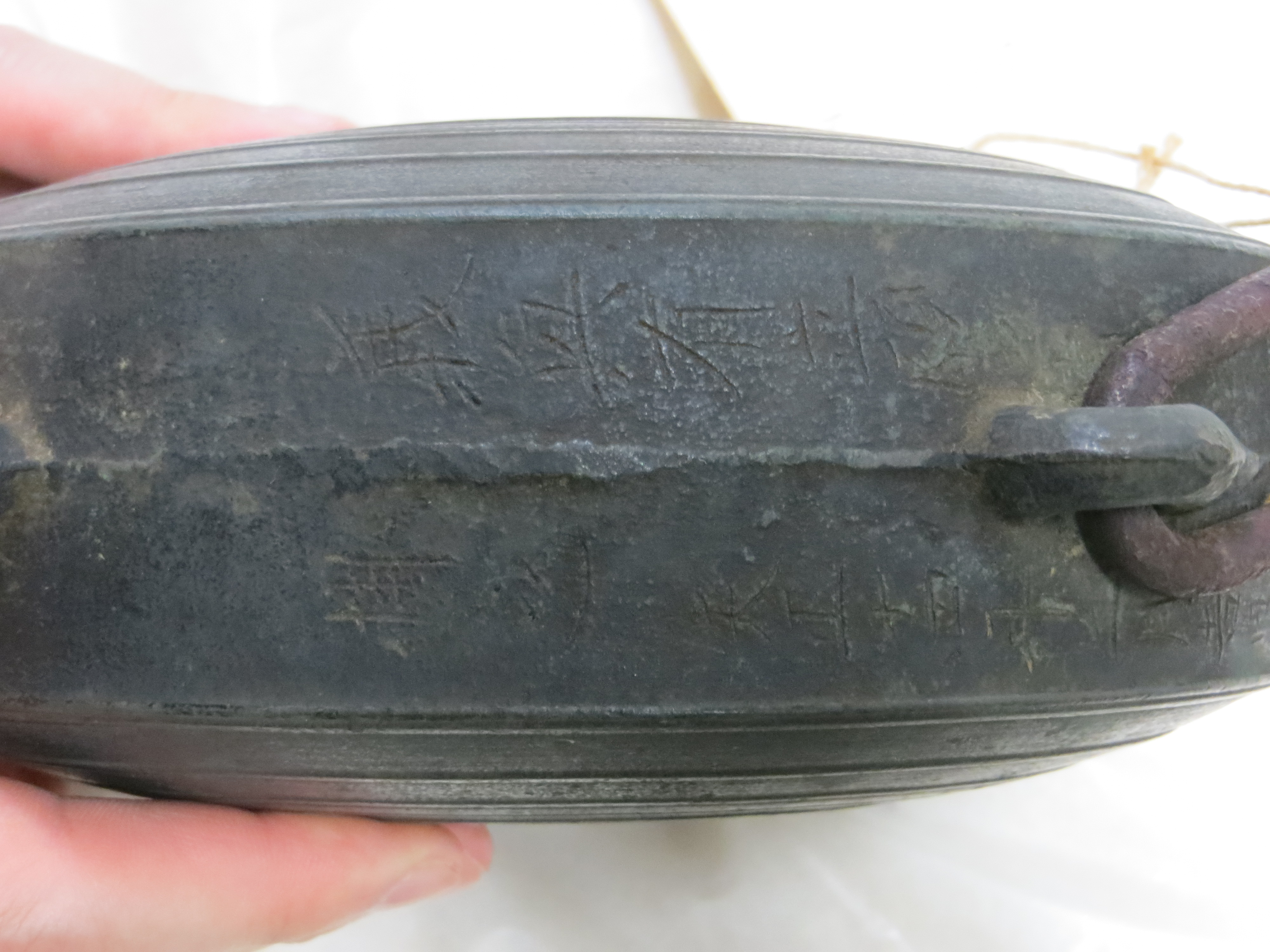
義興有立の文書刻鋳
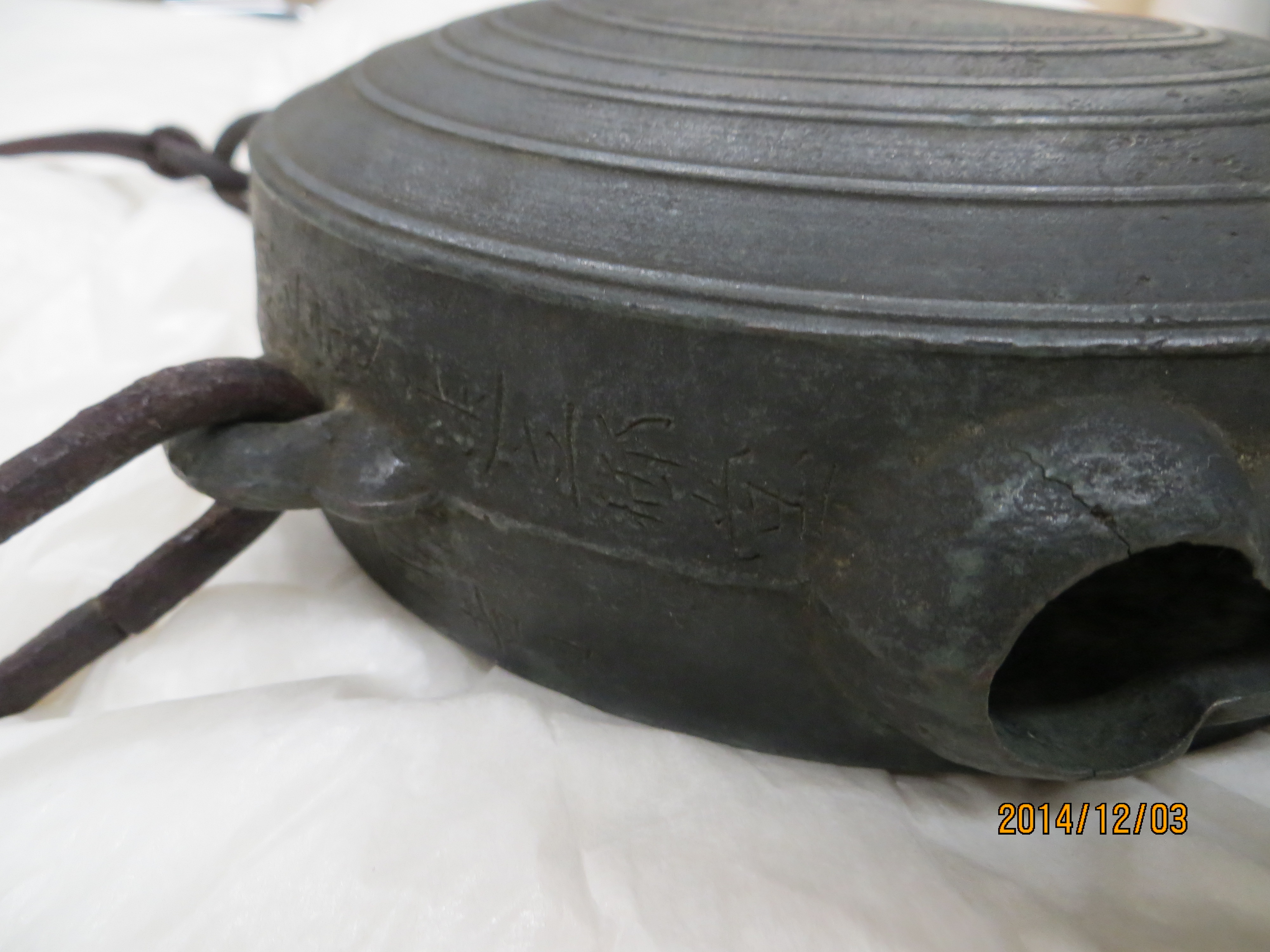
耳の取付部分は地域性が見られる、眼の部分に亀裂が認められる

### 宮内庁三の丸尚蔵館の所蔵されている第15代の作品
銅製饕餮文花瓶
前記の通り、1890年（明治23年）の内国勧業博覧会への出展品である。古代中国の青銅器にみられる饕餮（とうてつ）文を胴部中央に配した花瓶。肩には細かな渦文とそれよりもやや大きい円形の龍文などで埋め尽くされている。また、肩には獏と思われる獣形の突起状のひれが6箇所にある。鋳物師としては大型鋳造の伝統を受け継ぎながら、古銅器の学習効果を取り込んだ、早世した作者の意欲作である。高台の畳付には「大日本帝國新潟県岩船郡冶工山本正壽造」の刻銘がある。宮内庁添付承認済。

### 浅草寺に残された宝篋印塔の補鋳　第16代の作品
宝篋印塔は、浅草寺本堂のすぐ横に設置されている、宝篋印陀羅尼経を収めた塔。塔裏面に「此塔宝暦中建後遭大震倒唯存断礎頃信徒謀損修之擬明治三十七八年（日露戦争）役戦病死者及有像諸錬諸霊菩提資糧云　明治三十九年十二月　浅草寺現薫大僧正亮延　山本又五郎補」に刻銘がある。

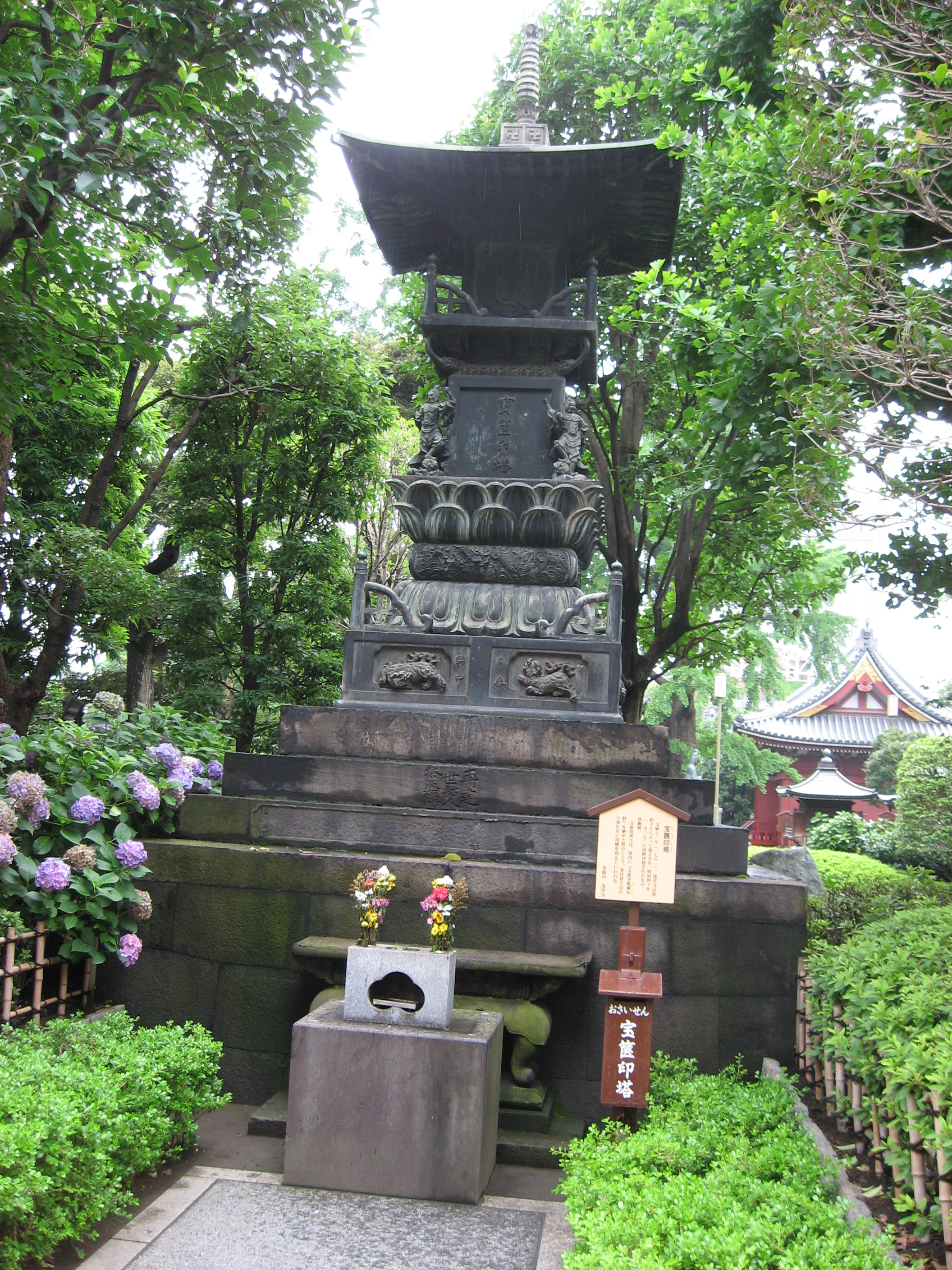
浅草寺 宝篋印塔イン塔
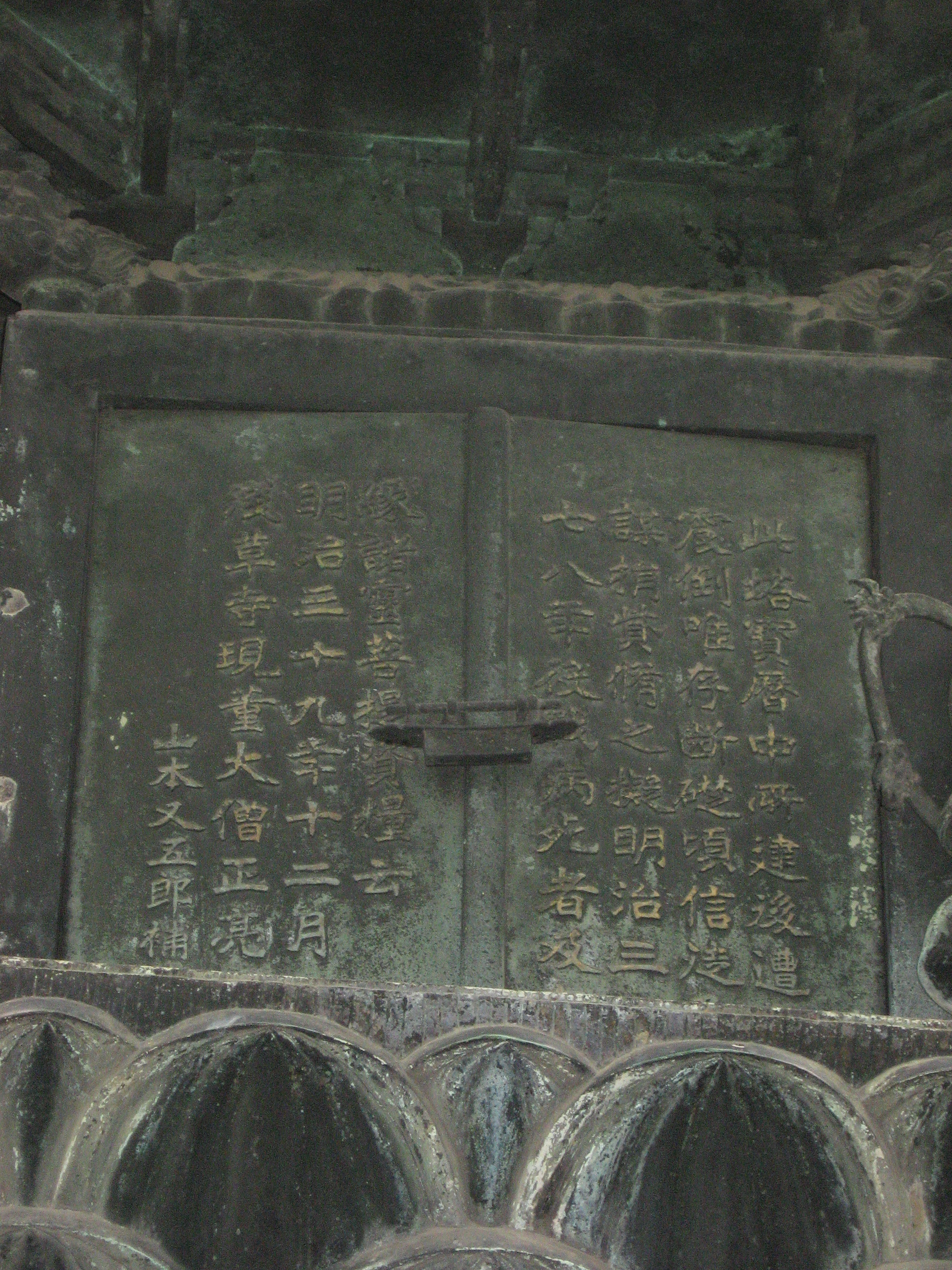
宝篋印塔刻鋳

### 村上市羽黒町　體真山（たいしんざん）満福寺に残された作品
前述のとおり、満福寺は山本家の菩提寺となっており、代々から多くの作品が保管されている。第14代一栄の鋳造した梵鐘は戦争中に応召したものであったが、戦後に長岡市で見つかるも当時交通手段がなく引取りに行った時には間に合わず型亡き物となっていたものである。満福寺の梵鐘は損壊してしまったが、梵鐘の鏡面の銘文を紹介する。
體真山満福寺　喜捨主　小国町　細野生二　庄内町　鈴木熊八　同　斉藤新蔵　　坪根巴　高橋助蔵　鋳師　辻村又五郎文化十二年乙亥四月吉祥日
「新潟県下で供出されたの梵鐘などは1700余個、今やその略歴を印刷頒布する所以のものは、以て国民の心田に稗補（はいほ）するあらんと欲してのことに他ならぬ」同様に代々の又五郎の鋳造した梵鐘、雲版など応召され、残されているものはすくない。
観音像の頭部

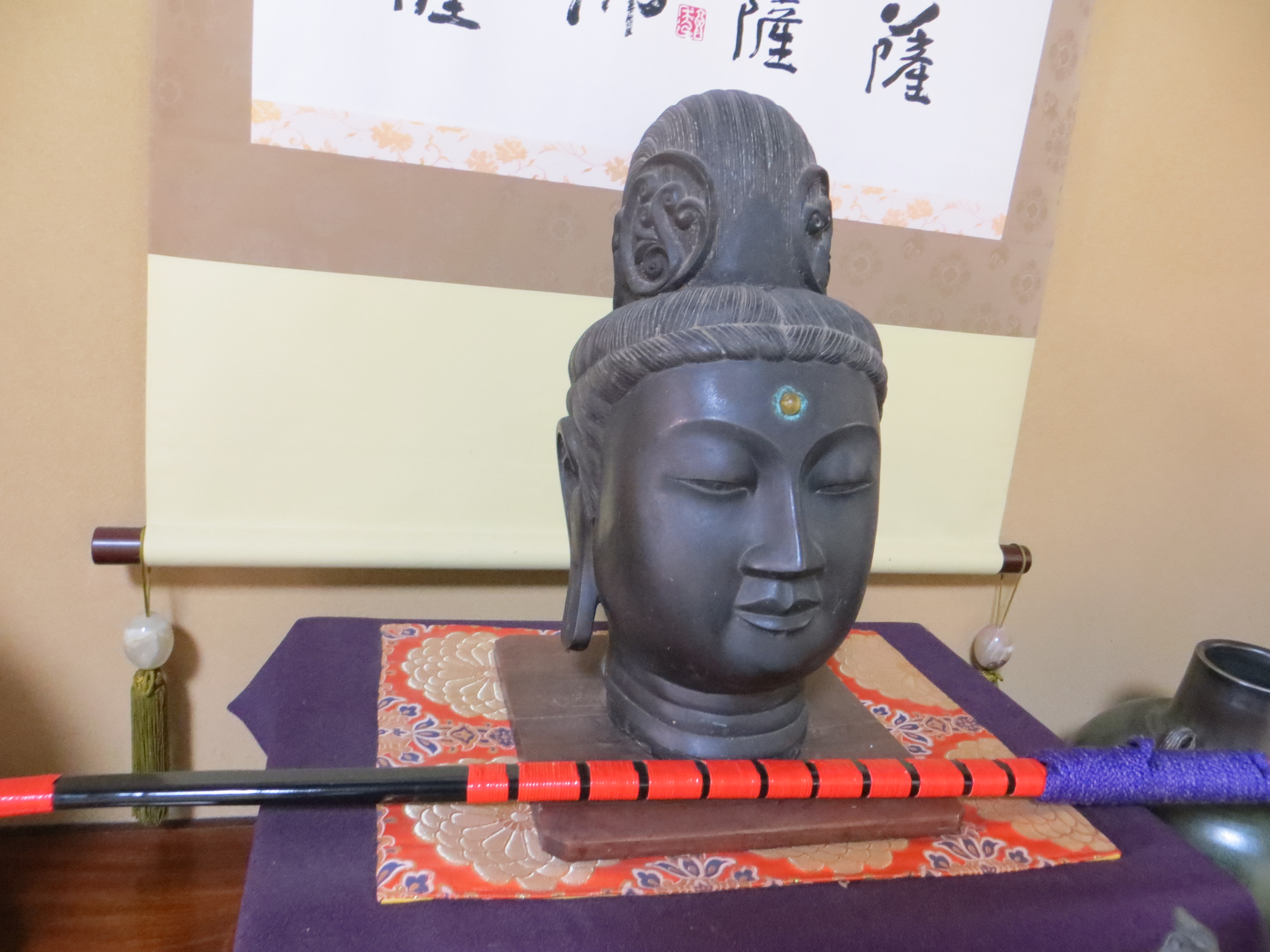
満福寺　観音像　頭部
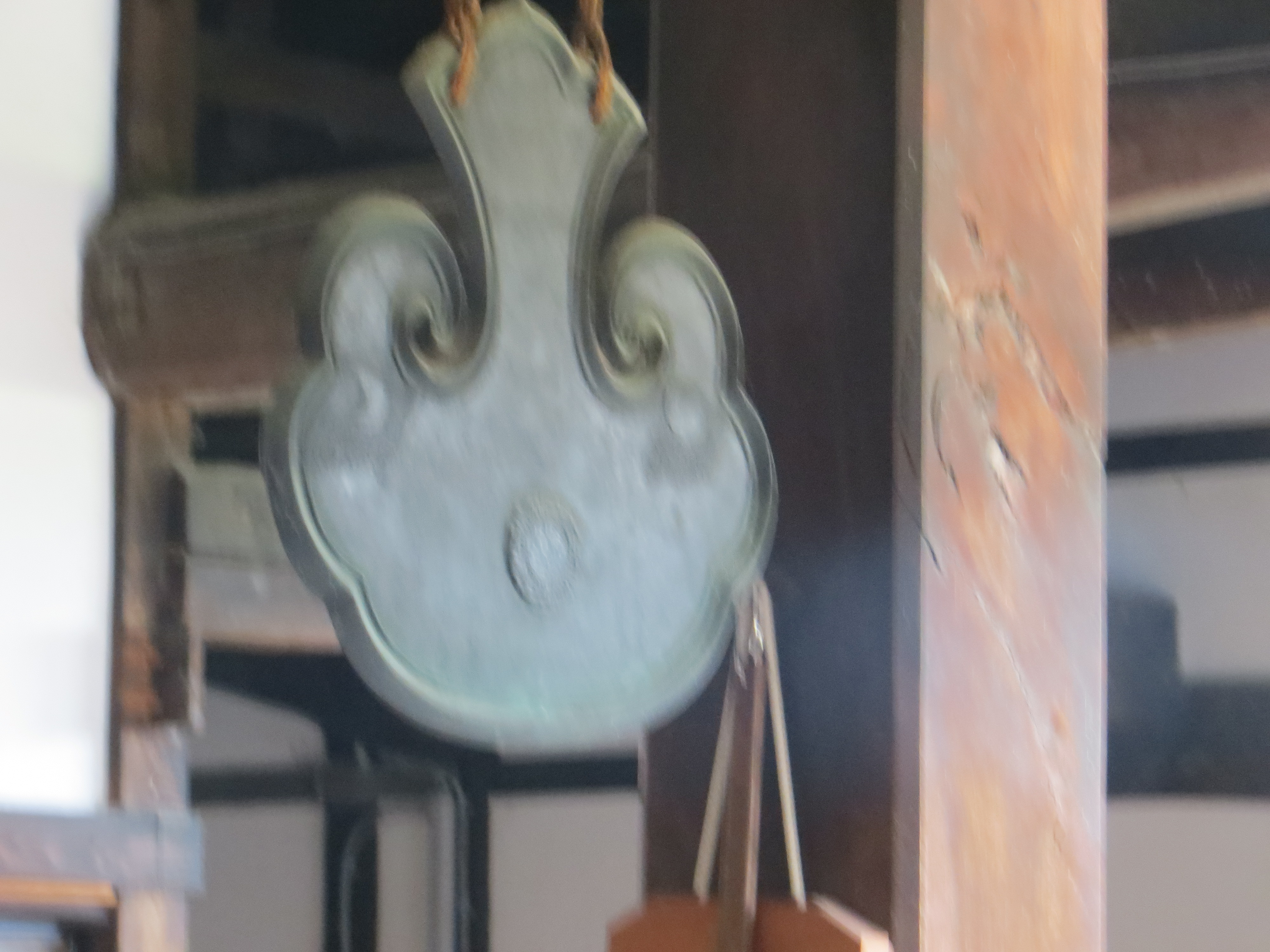
満福寺　雲版
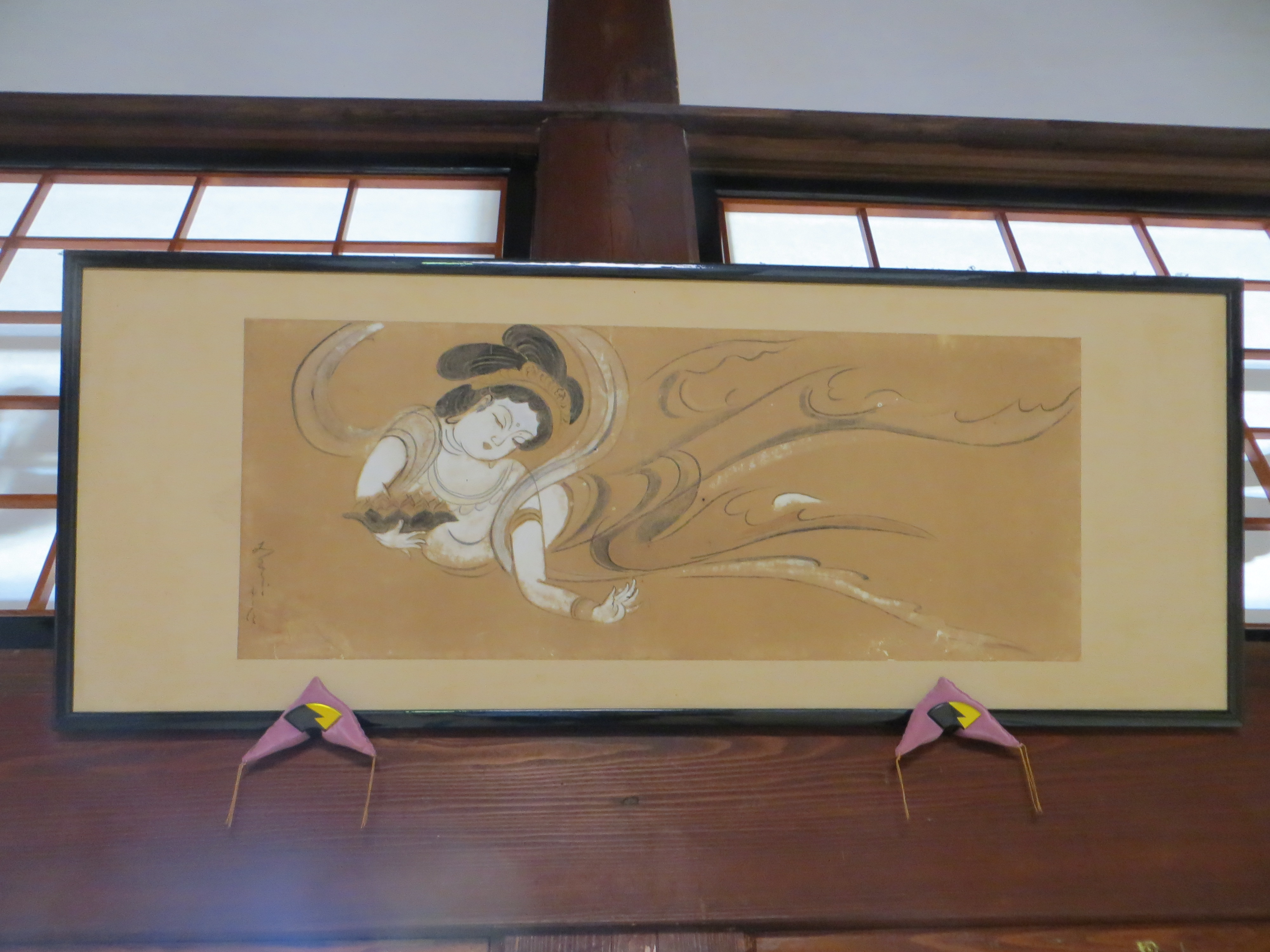
山本自爐作　（天女）　冨士美園飯島氏寄贈
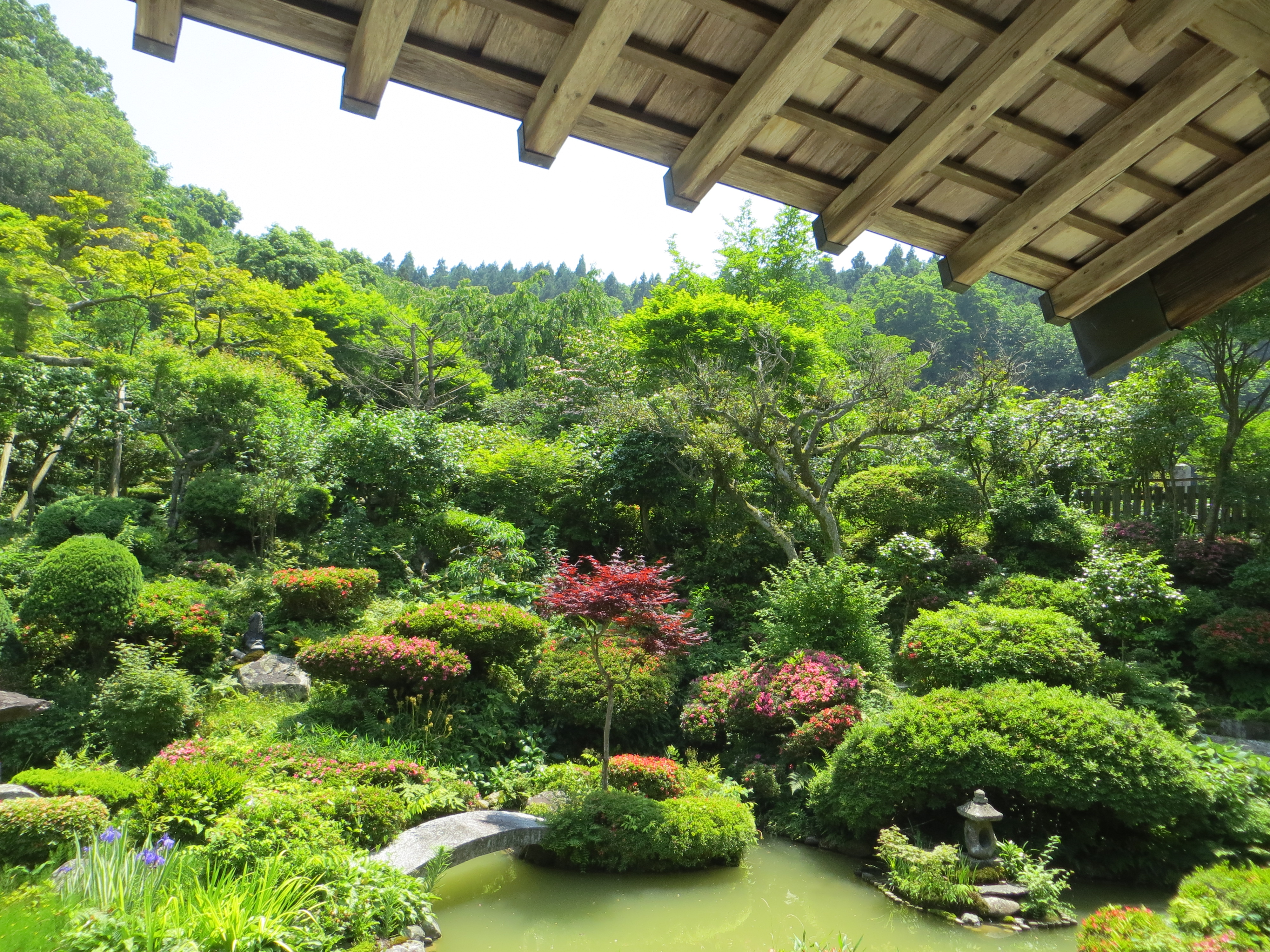
満福寺の庭園

第十六代大椿が鋳鋳した観音菩薩像で、戦時中の混乱期に、頭部を土中に埋め、応召を免れ保存されていたため、現存したものである。
なお、満福寺の観音菩薩像とは別と考えられるが、同様の観音菩薩像を鋳造している。
「像は故山田鬼斎の模刻に係る南都薬師寺　東院堂聖観音菩薩像を模刻し、蓮台は高さ3寸5部、高さ基底にて垂一寸延へ、直垂三尺一寸となし、内像の高さ6尺4寸とし、重量百貫匁内外の見込、青銅色に仕上り候ものとす。」明治36年6月15日の約定証によると中村作次郎に依頼され、当時代金は「500円」で模刻している。依頼主は中村作次郎、保証人は辻井喜太郎（東京市神田表神保町10番地）。設置場所の不明である。
山田鬼斎とは、東京美術学校において岡倉天心に師事し、当時の政府の仏像模造制作事業に携わり「南都薬師寺　東院堂聖観音菩薩像」を木彫した人物。木彫品は現在「東京国立博物館の重要文化材」とされている。
中村作次郎、辻井喜太郎は富国銀行の創設者である。好古堂の経営者でもあり美術品に精通しており「好古堂一家言」を著し、「緒方乾山筆四季花鳥岡屏風一双」などを所蔵し、美術品、書画などを多く評論をしている。

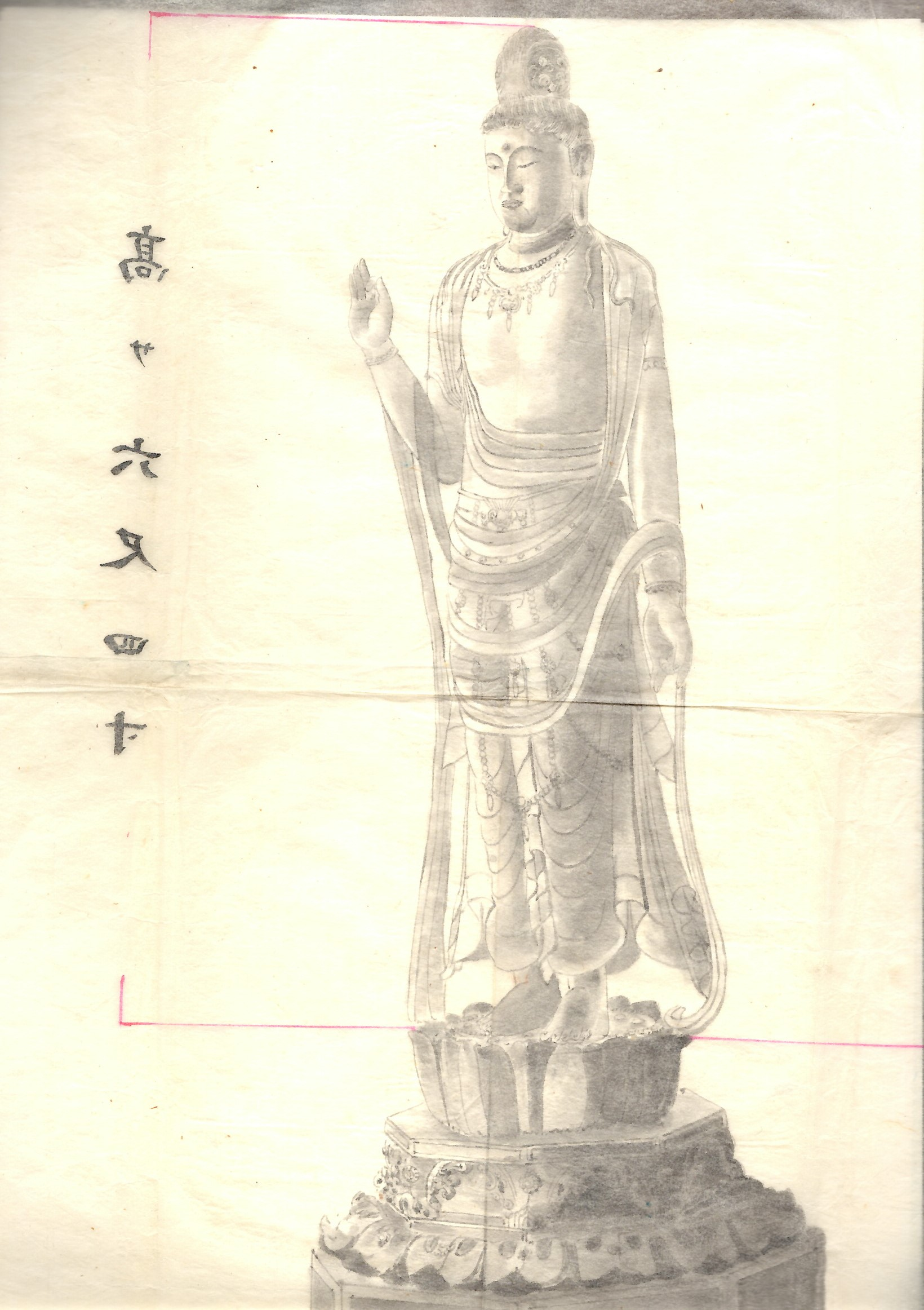
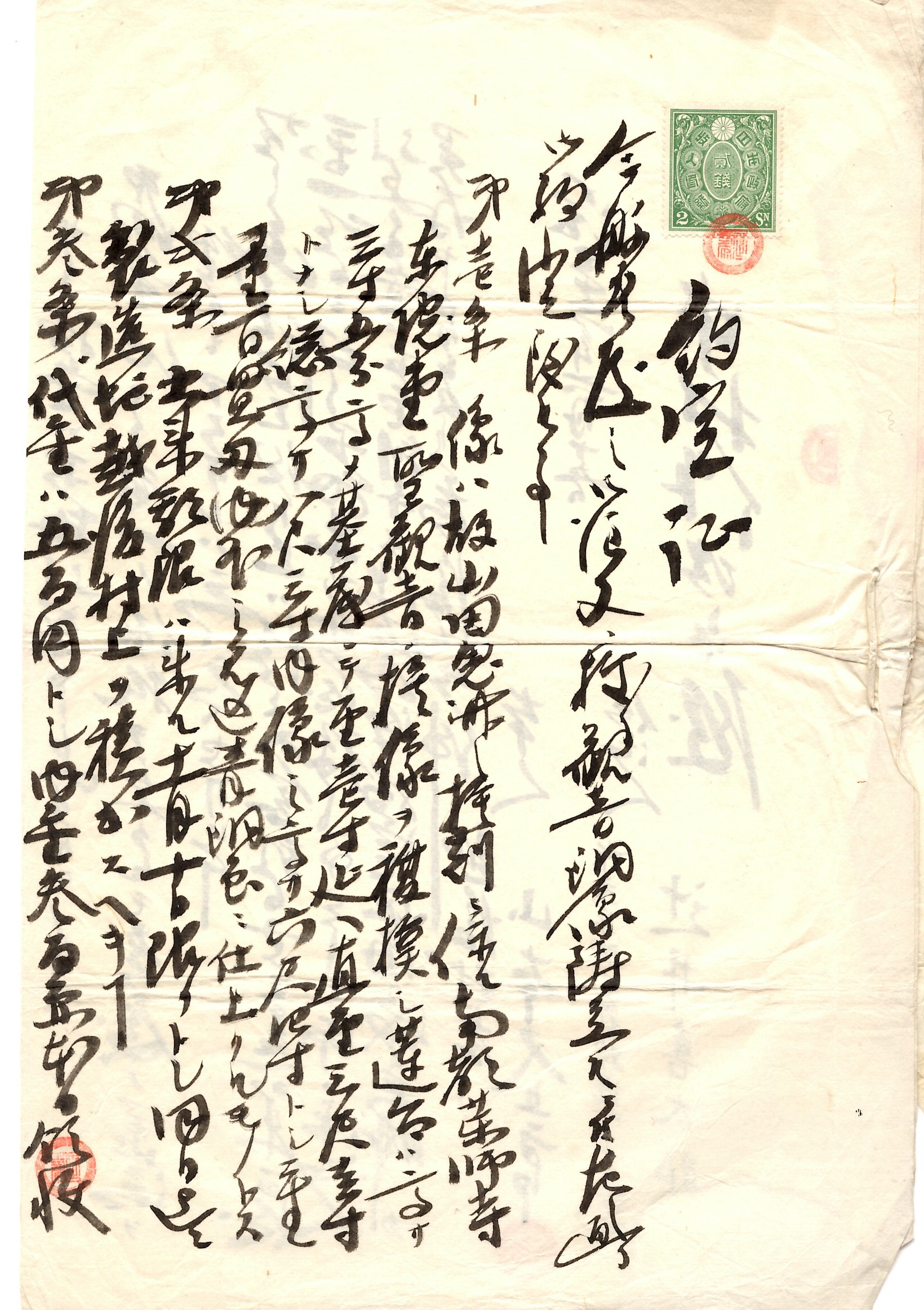
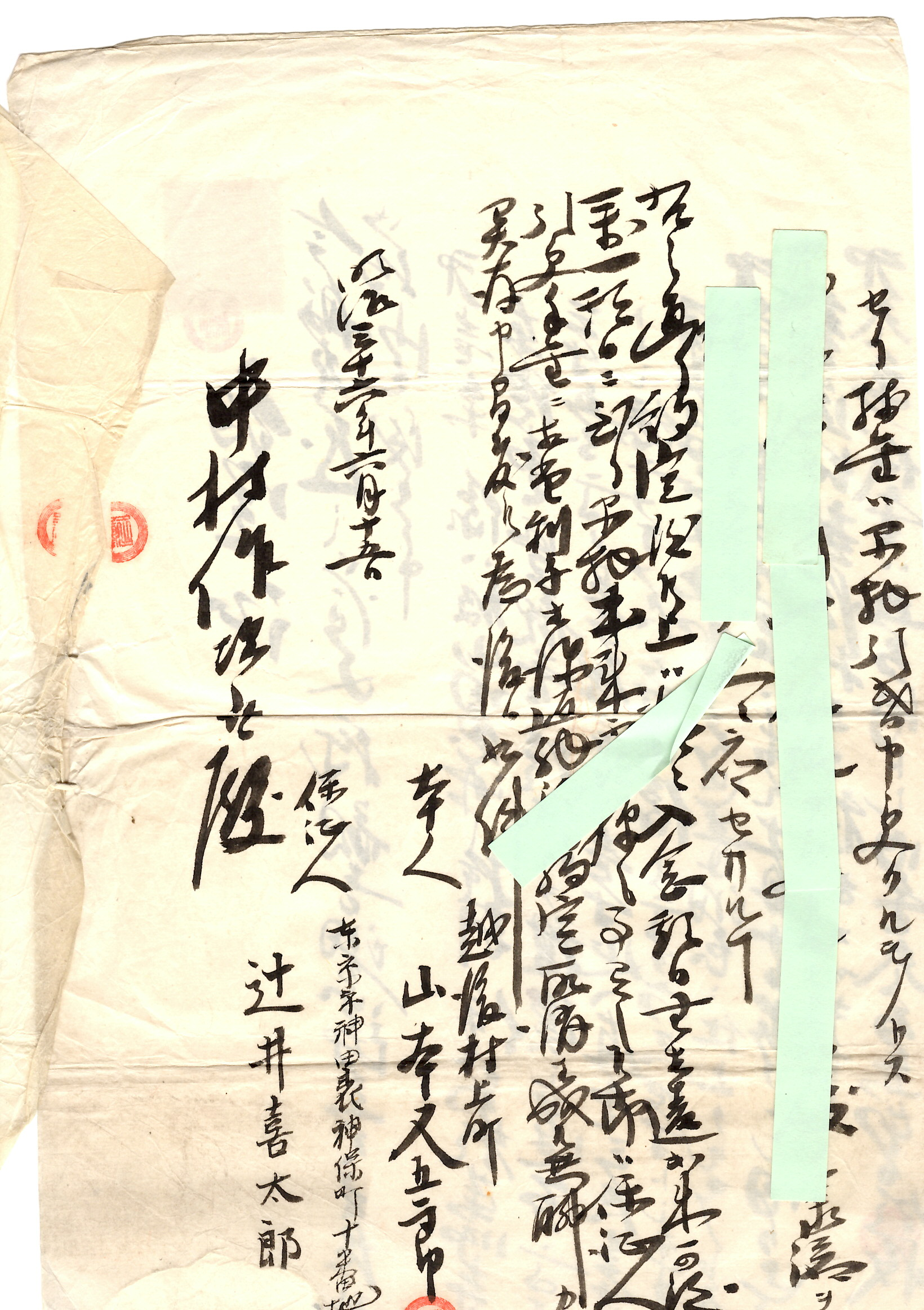

辻井喜太郎は神田区旅館営業取締役。

## 親族
又五郎を名乗らないが、その係累で業績を残した人物。

### 山本貞次　本名（貞治）
15代の長男　1885年（明治18年） - 没年不詳。戸籍上では、1891年（明治24年）に6歳で山本又五郎を家督相続するも1893年（明治26年）8歳で家督相続を解除し、15代正壽の弟である大椿が家督を相続して16代となった。
日本橋を装飾する麒麟および獅子像の鋳造を分担し、『開橋記念日本橋志　後編』日本橋志 [日本橋志 : 開橋記念](Google ブックにおいて無料閲覧可能）（東京印刷、1912年）の「第三章　獅子と麒麟」に
「岡崎雪聲、香取秀真」

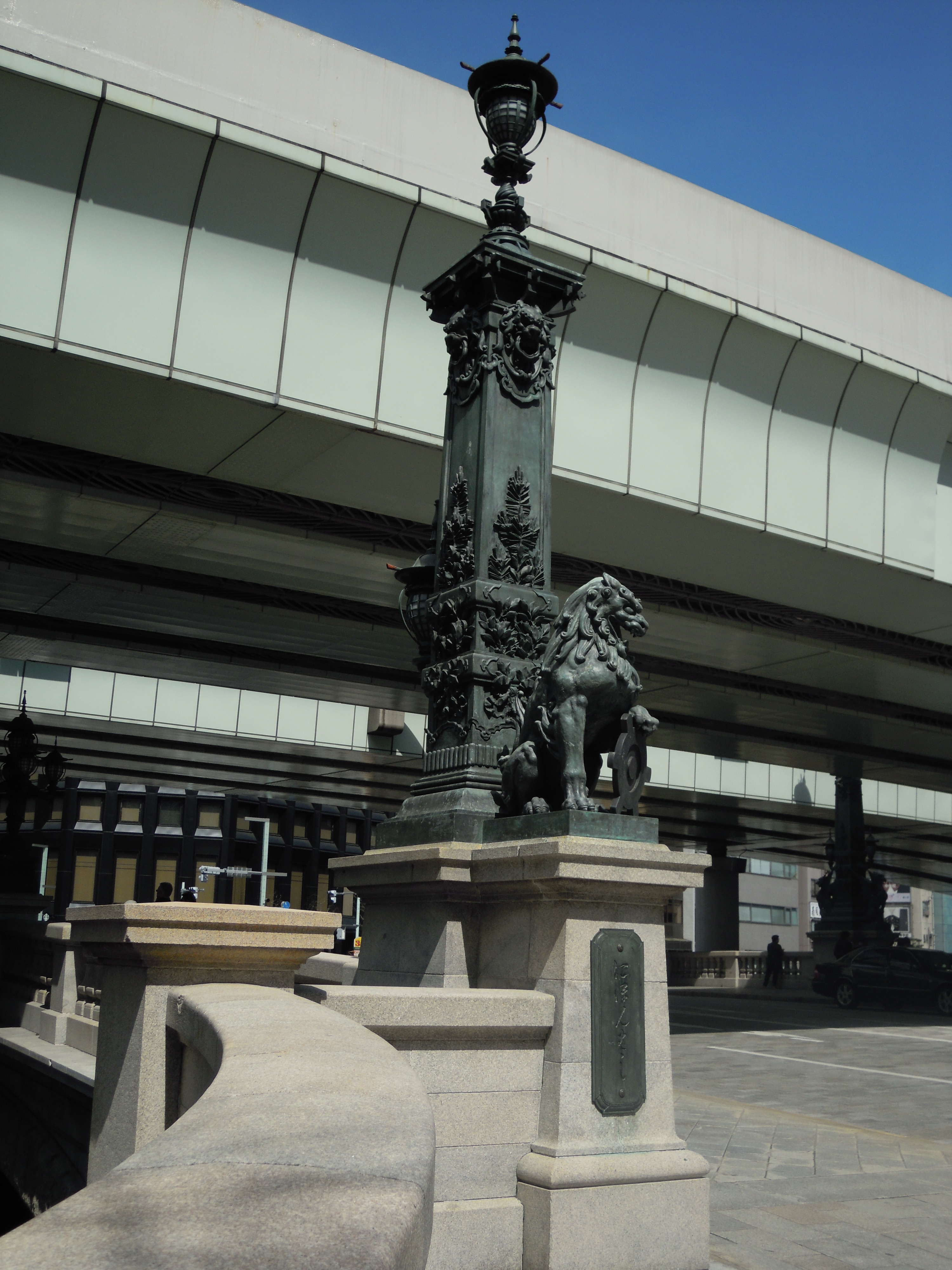
欄干の獅子像
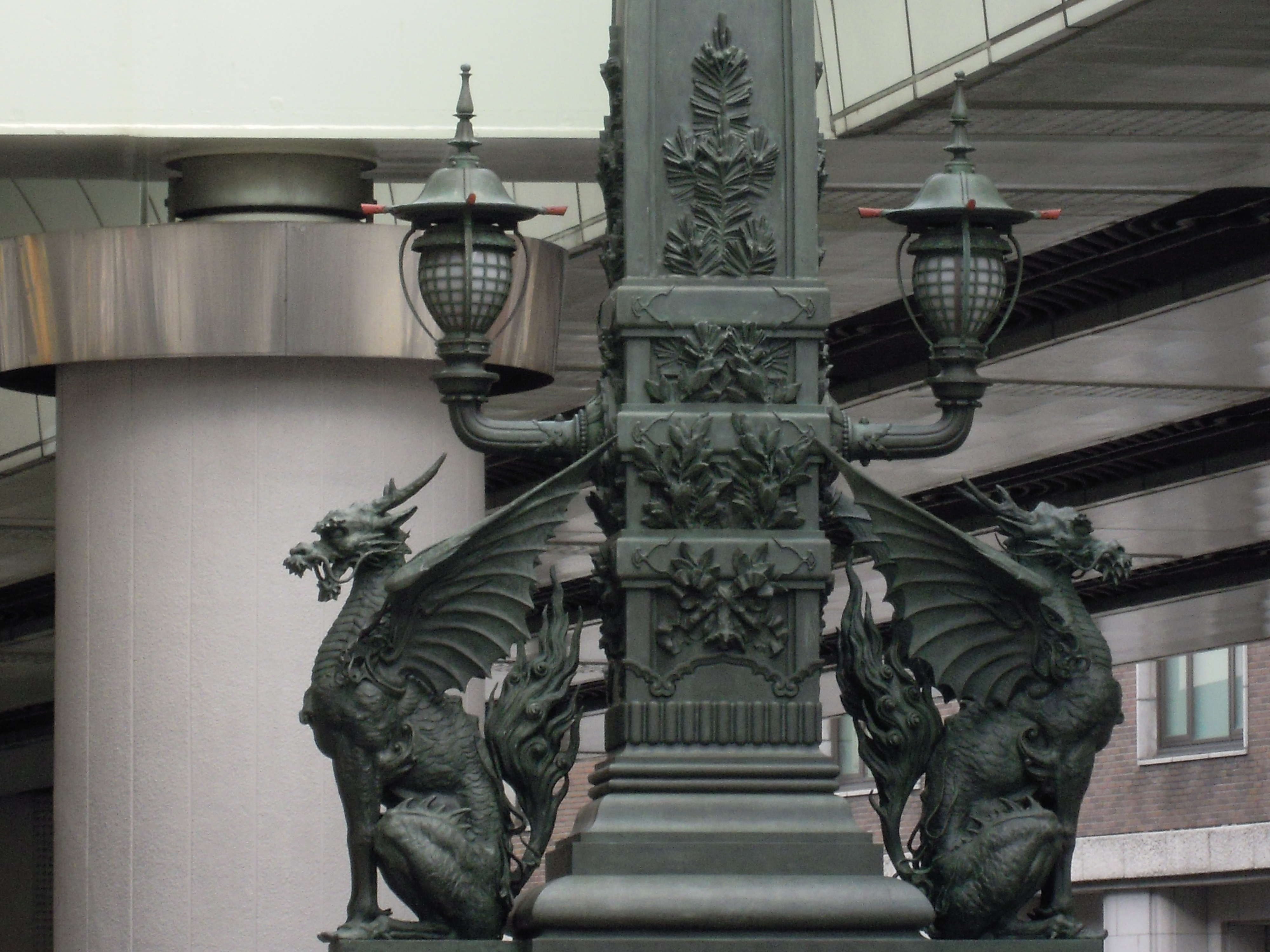
欄干の麒麟像
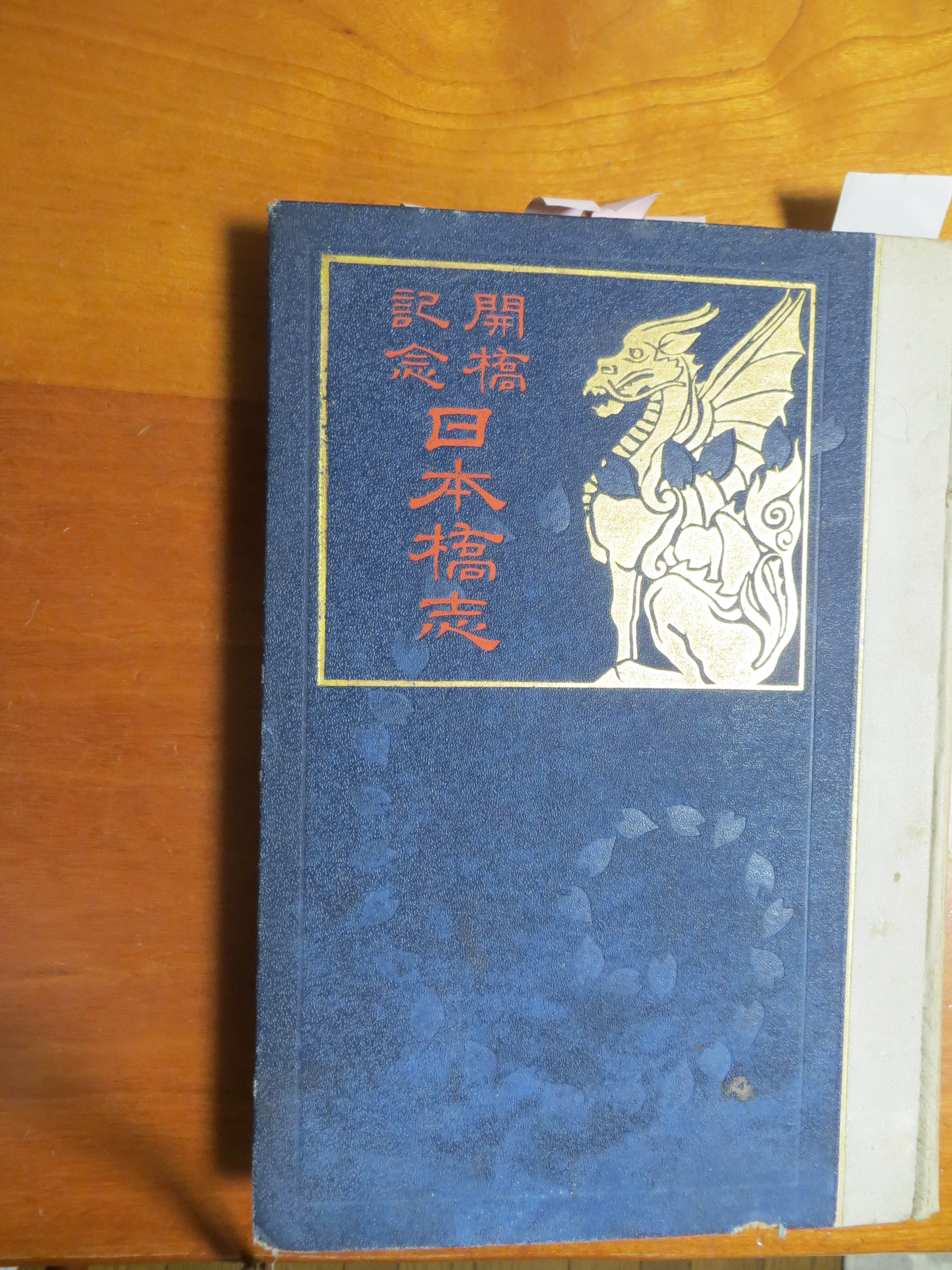
開橋記念日本橋志
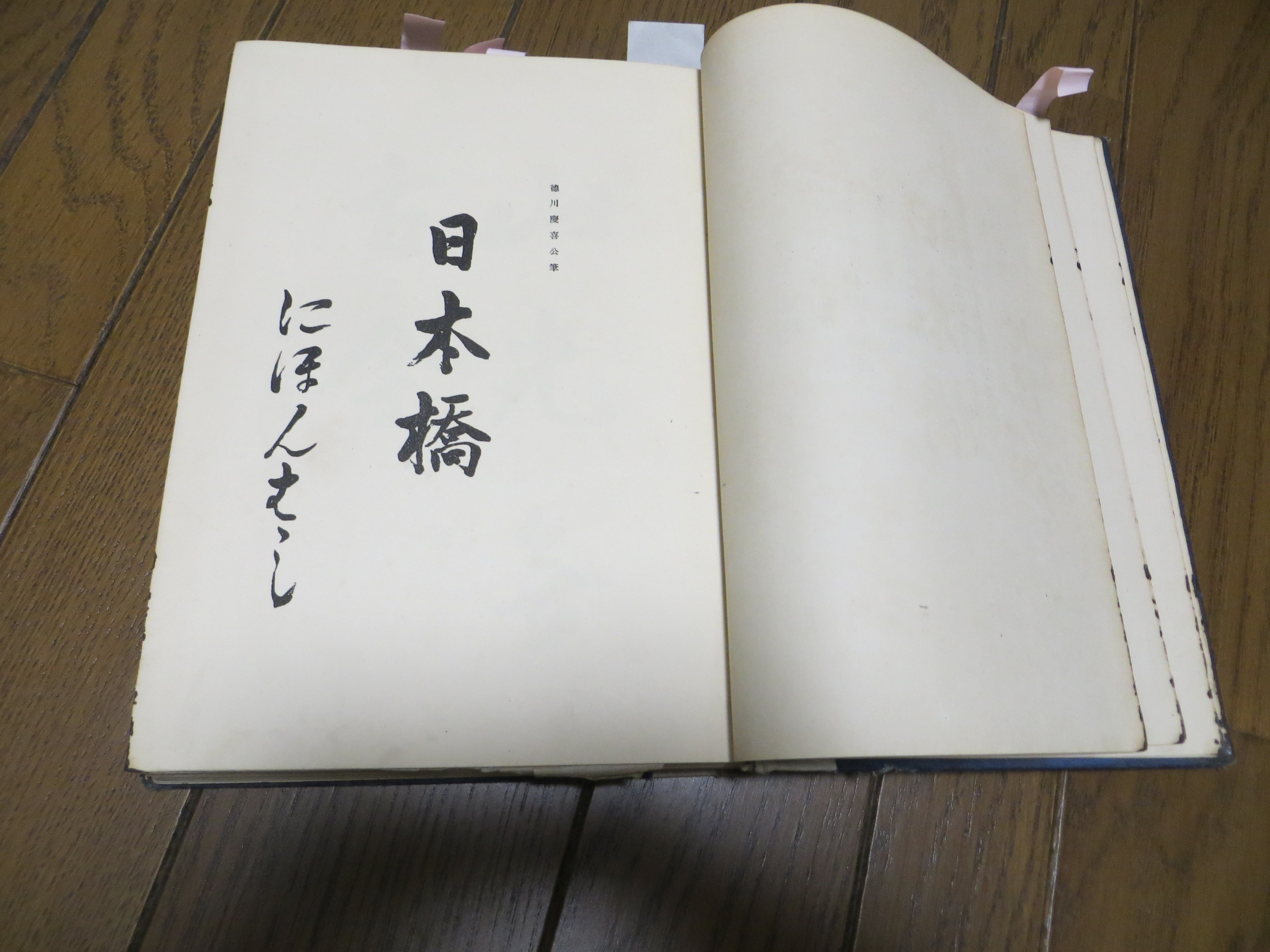
日本橋　徳川慶喜公筆

### 山本杜六（とろく）(べい）本名（八十八）（やそはち）
15代の次男　1887年（明治20年)-1971年（昭和46年没）。貞次とともに日本橋の再築に関与した。17代（山本光路）とともに「又五郎家の略歴」を記載し残している。文書には、「初代の「鰐口」が東京国立博物館に所蔵されていること、代々諸大名の御鋳物師としてせられてきたこと。第13代又五郎は全国鋳物師の惣代として禁裏参内の光栄に浴し「御綸旨」を賜り、真継大和守の御歌とともに家宝として伝えてきたことが書かれている。当代の又五郎（大椿）は斯道の発展を図り、郷土（村上）愛好者のすすめもあり、住地を東都に移してより三十余年専ら研鑽を積み以下が大表作品である。
鶴見総本山総持寺の納骨堂前の鋳銅世音像高さ8尺、淺草浅草寺宝篋印塔高さ2尺、東都名所歌(夕暮れの松）待乳山聖殿の宮龍門高さ2尺、東京日本橋の装飾其の他記念碑、忠魂碑。宮内省御用持賞の光栄に浴したる。」などが記載されている。

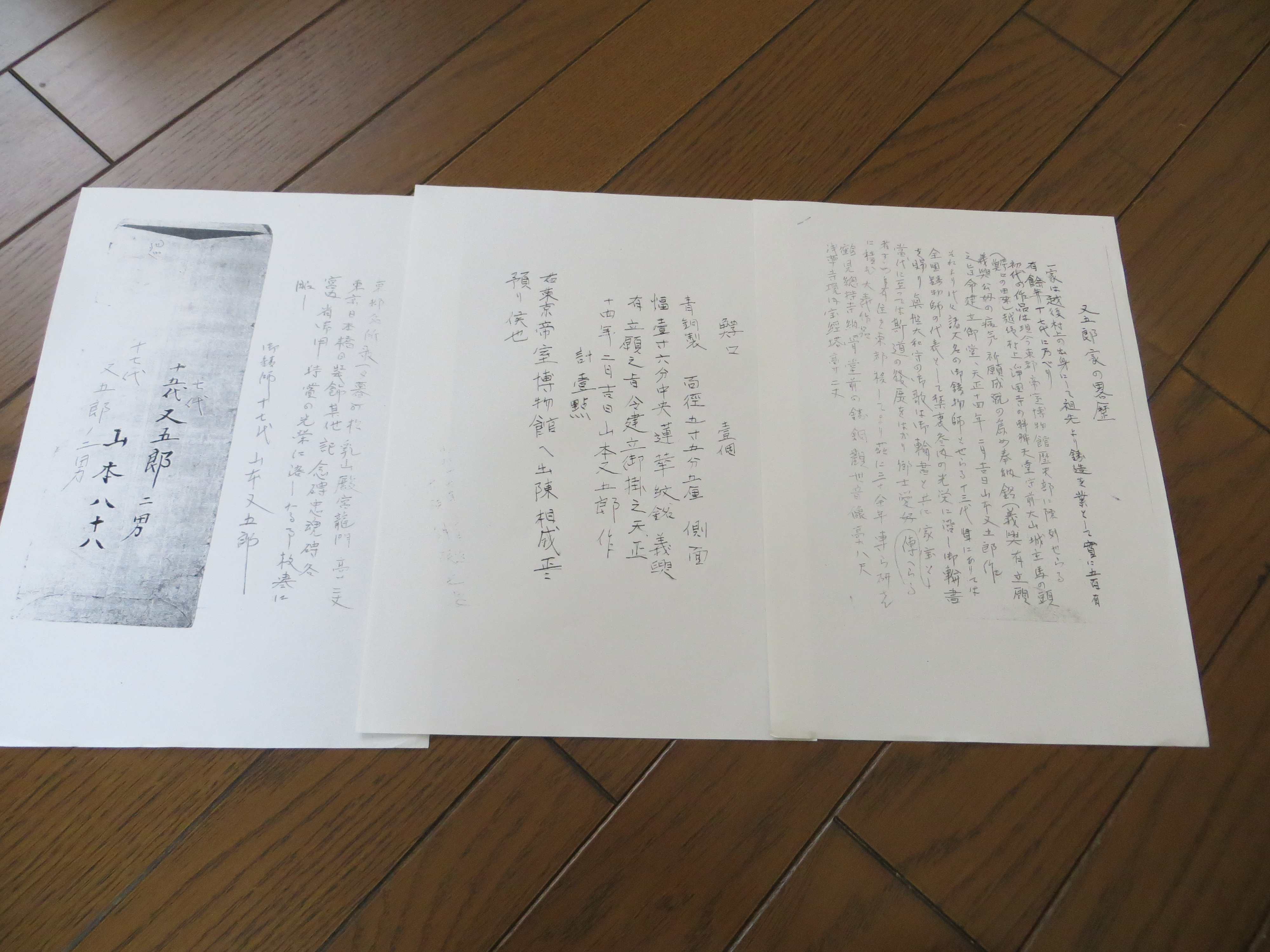
八十八文書 (2)
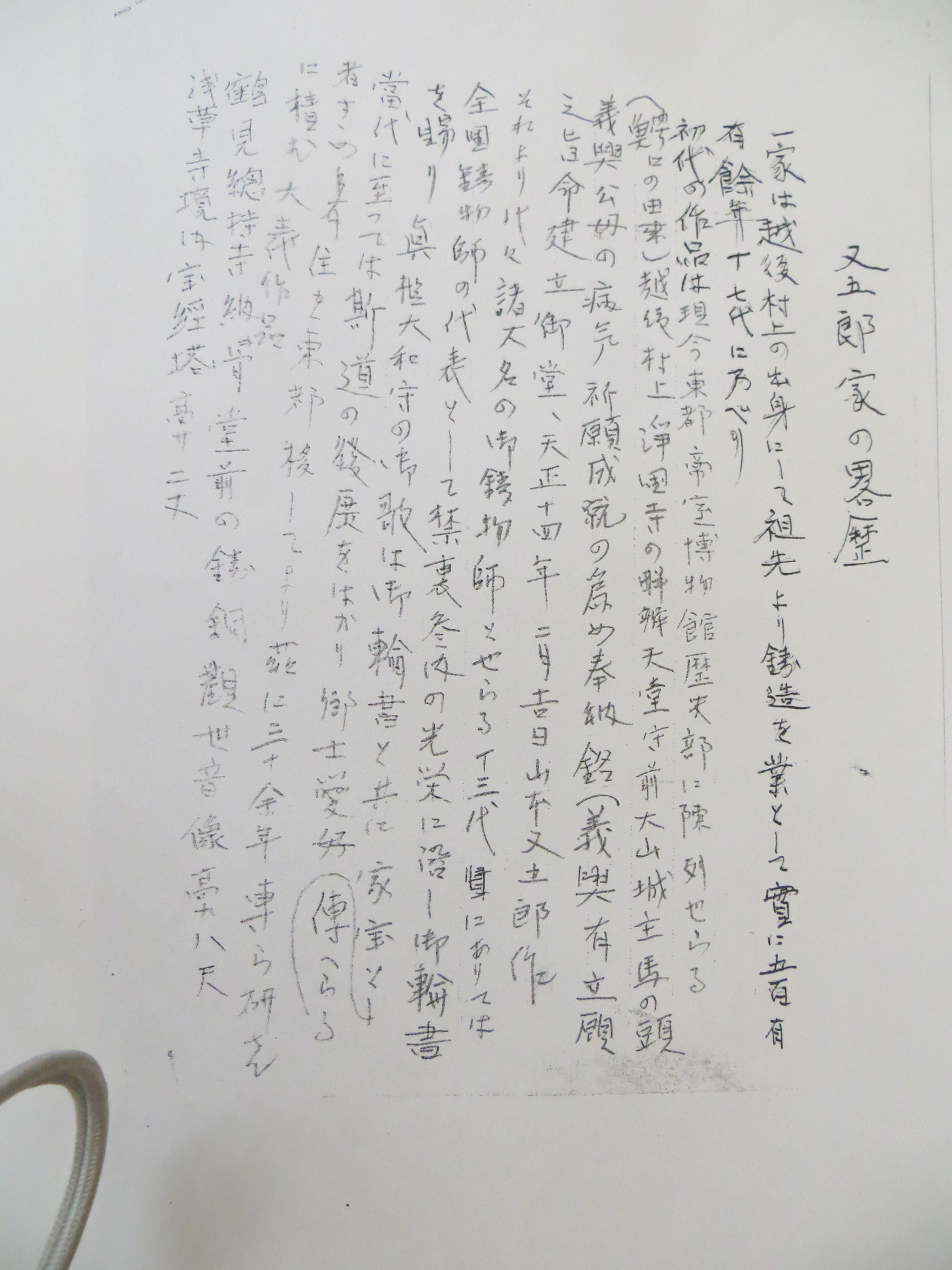
八十八文書 (3)
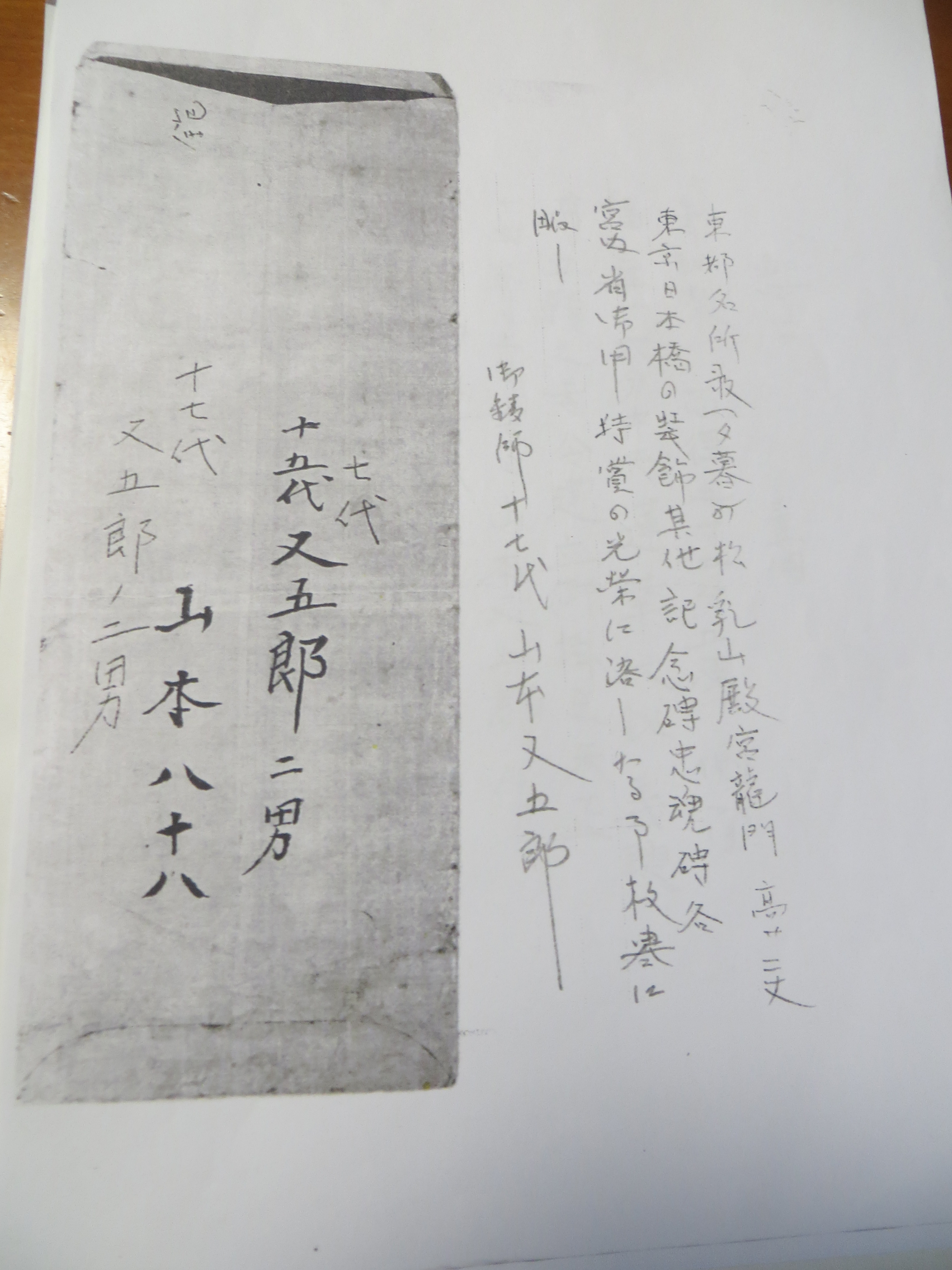
八十八文書 (5)

東京で鋳物作品を残す、戦時中は村上市に疎開、その後、戦後は七宝を製作、東京工芸高校で教鞭にあたった。

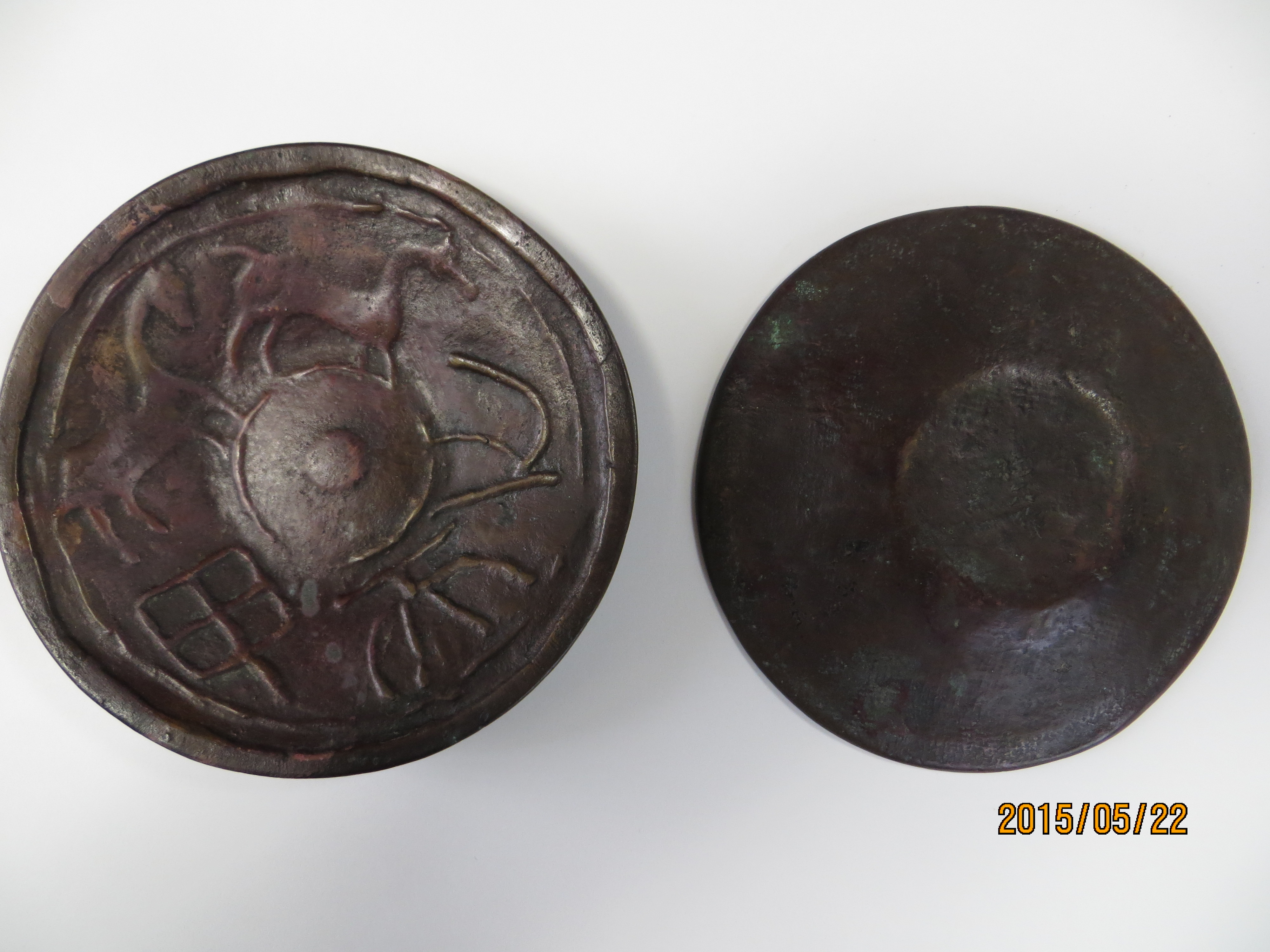
杜六 茶たく
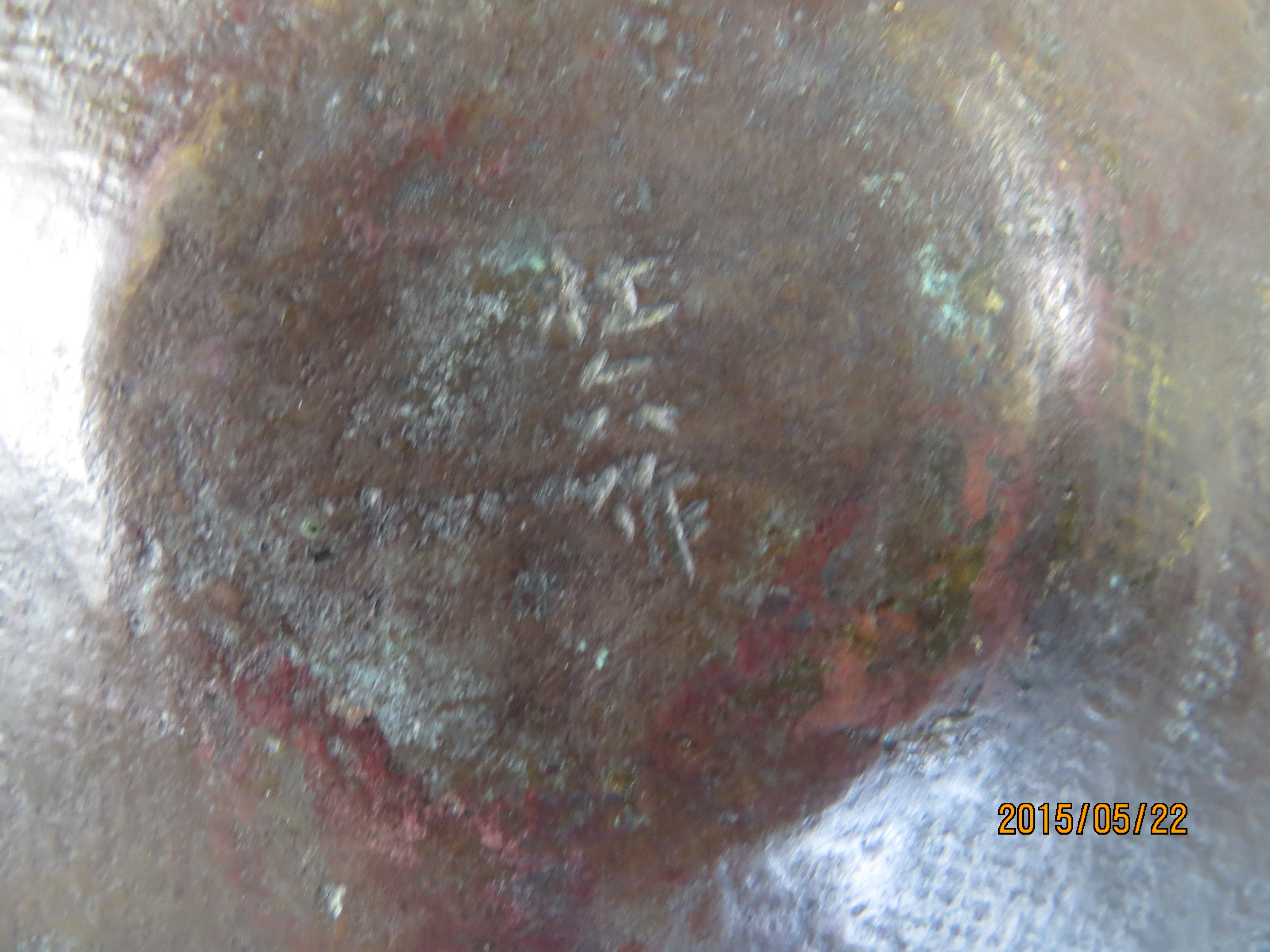
杜六 茶たく裏面　刻鋳
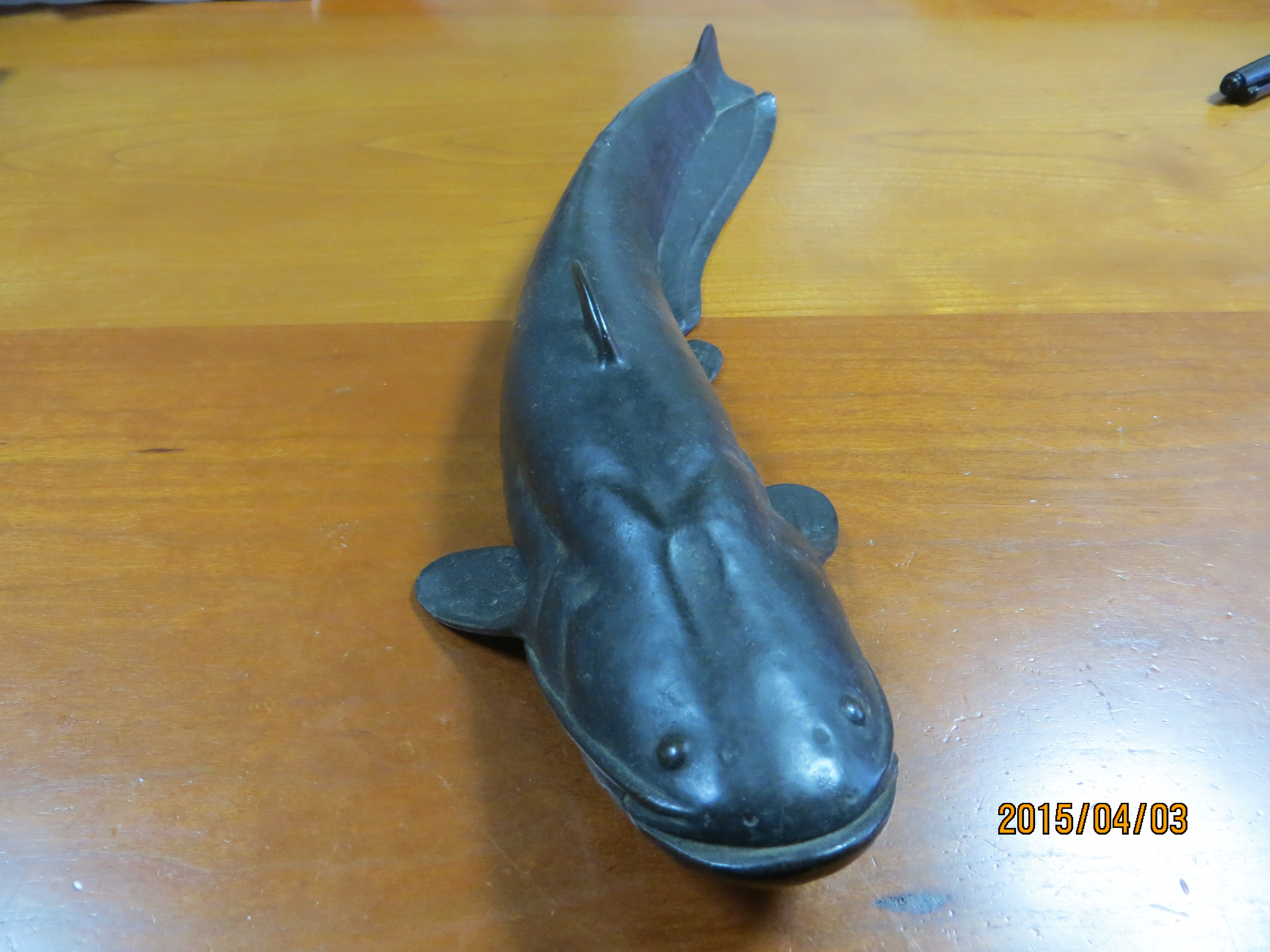
杜六作なまず
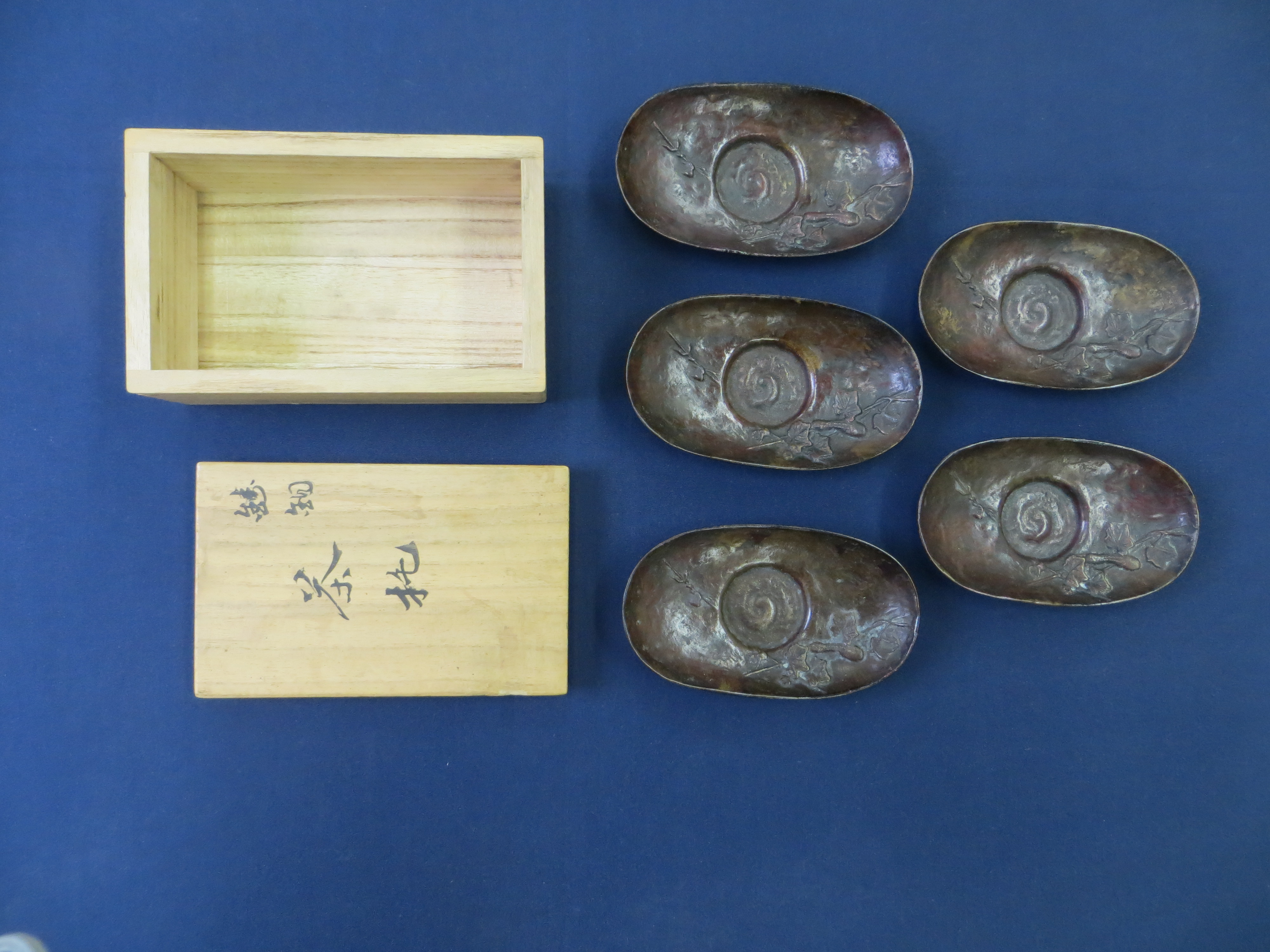
杜六の茶托

### 山本自爐　本名（二郎）
16代の次男で17代の弟1897年（明治31年）- 1954年(昭和29年）。鋳金を15代より学び、更に篆刻家の梨岡素岳に就く。香取正彦によると、1930年（昭和5年）に香取の父（香取秀真）らによって発足した工芸家グループ「七日会」のメンバーであった。1934年（昭和9年）に商工大臣賞を受賞する。日展の特選作家となり、日本美術協会審査員に選ばれた。晩年は瀬波温泉に居住した。伝統を踏まえた上で、モダニズムの感覚を取り入れた作品を多く生み出した。村上城址の土と瀬波の砂を使用するのが秘伝といわれた。作品は新潟県立近代美術館に所蔵されている。

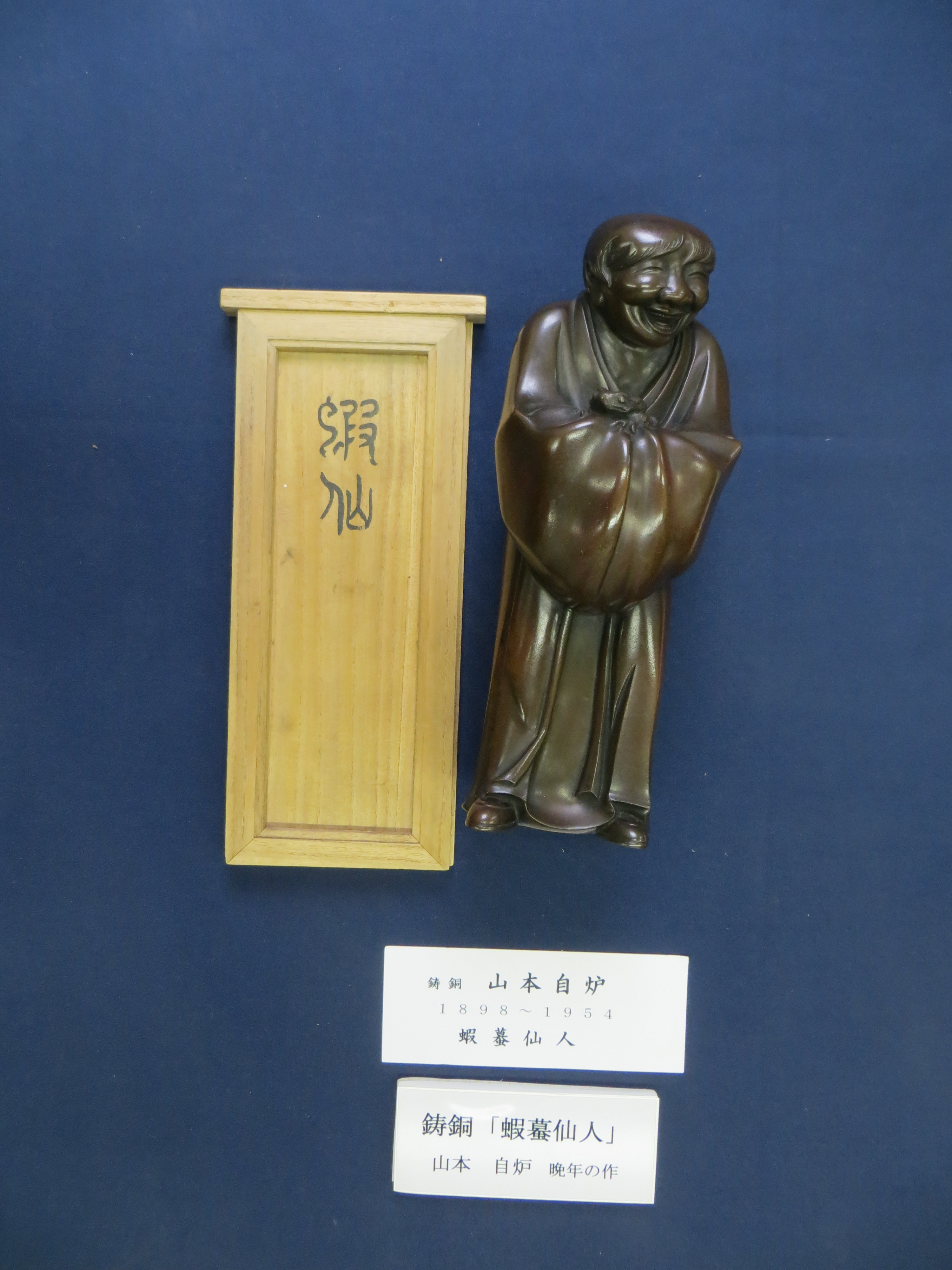
山本自爐　蝦蟇仙人（がませんにん）鋳銅　渡辺矢一所有
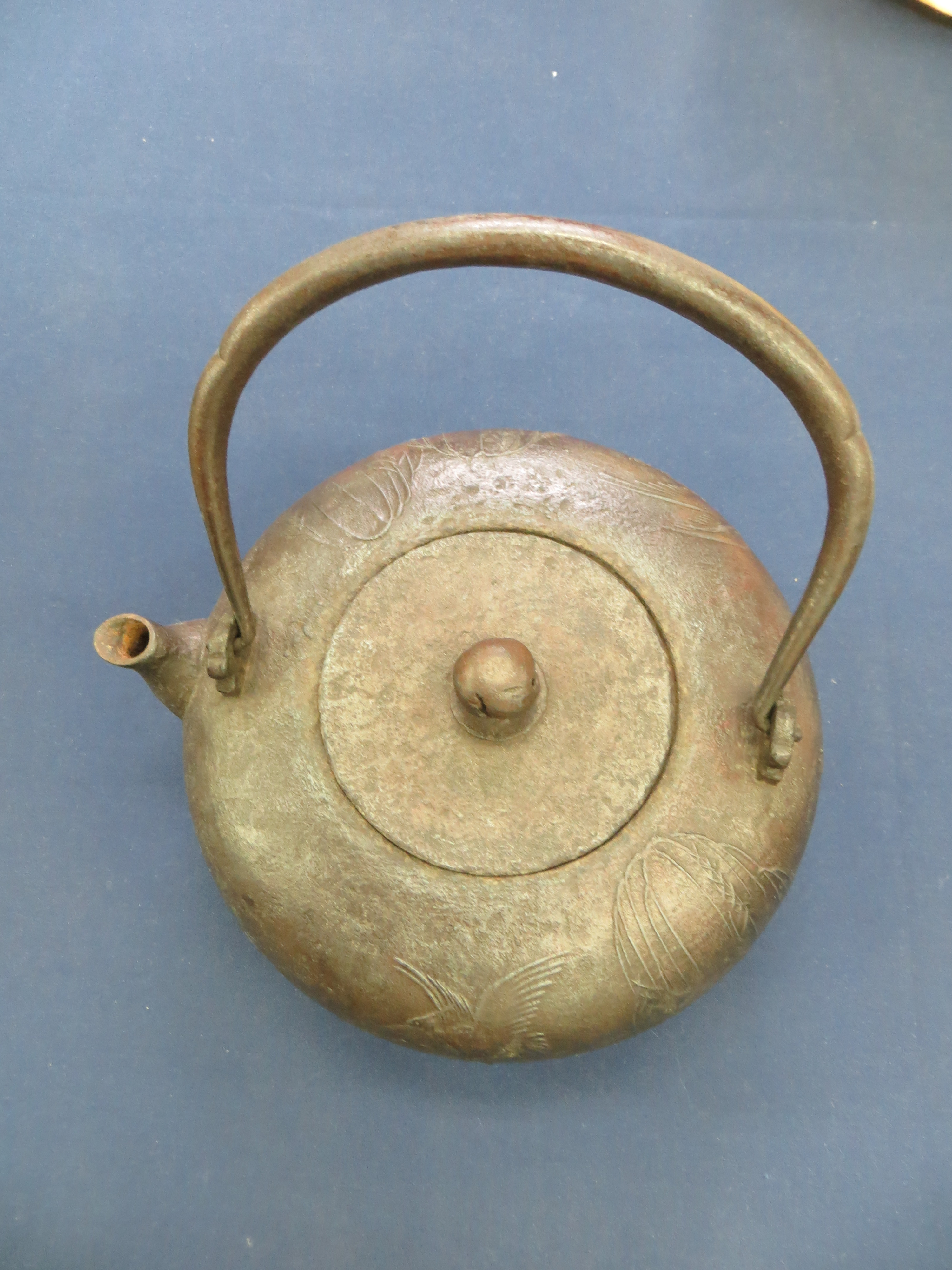
山本自爐　鉄瓶
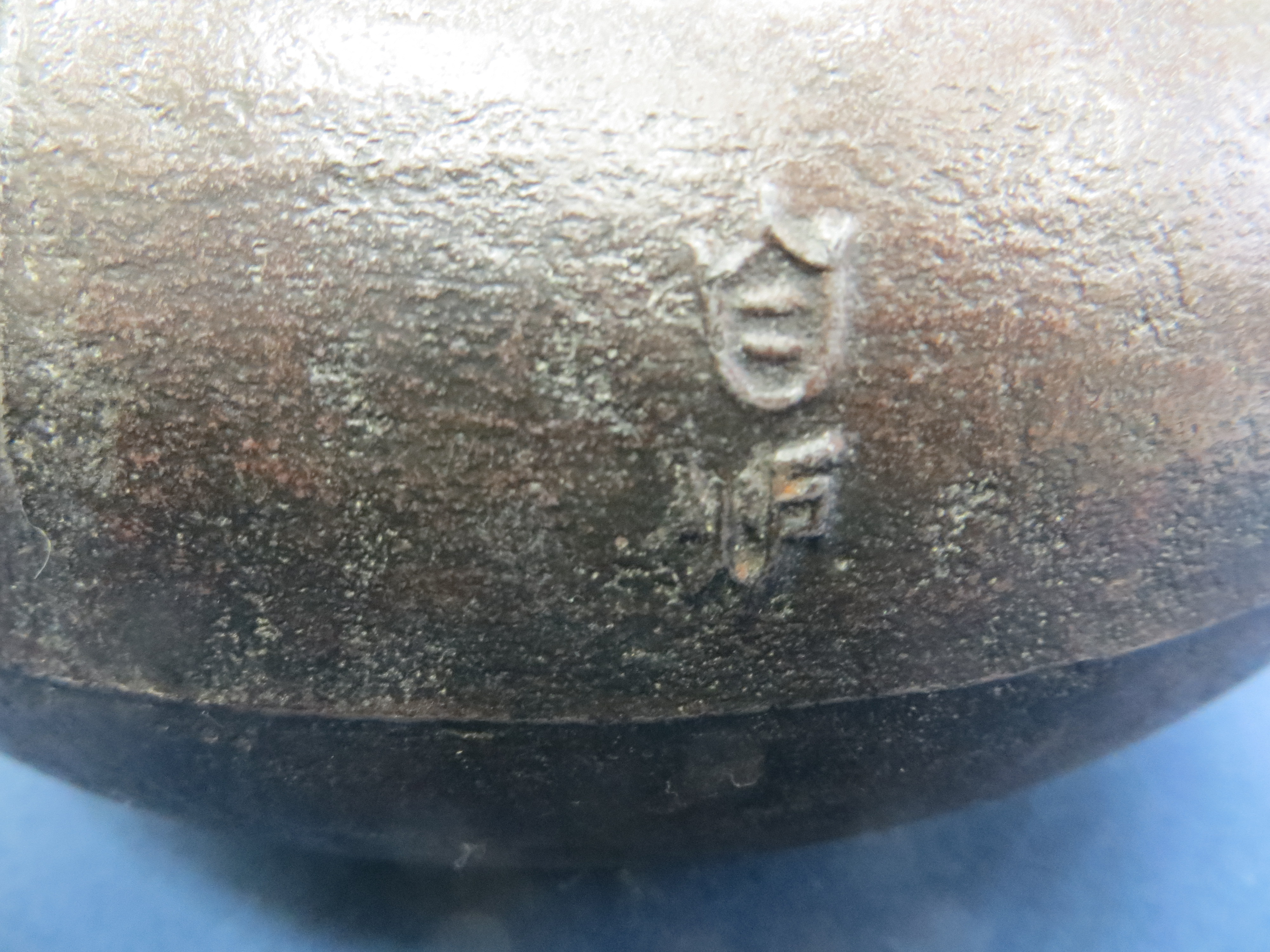
山本自爐　鉄瓶刻鋳
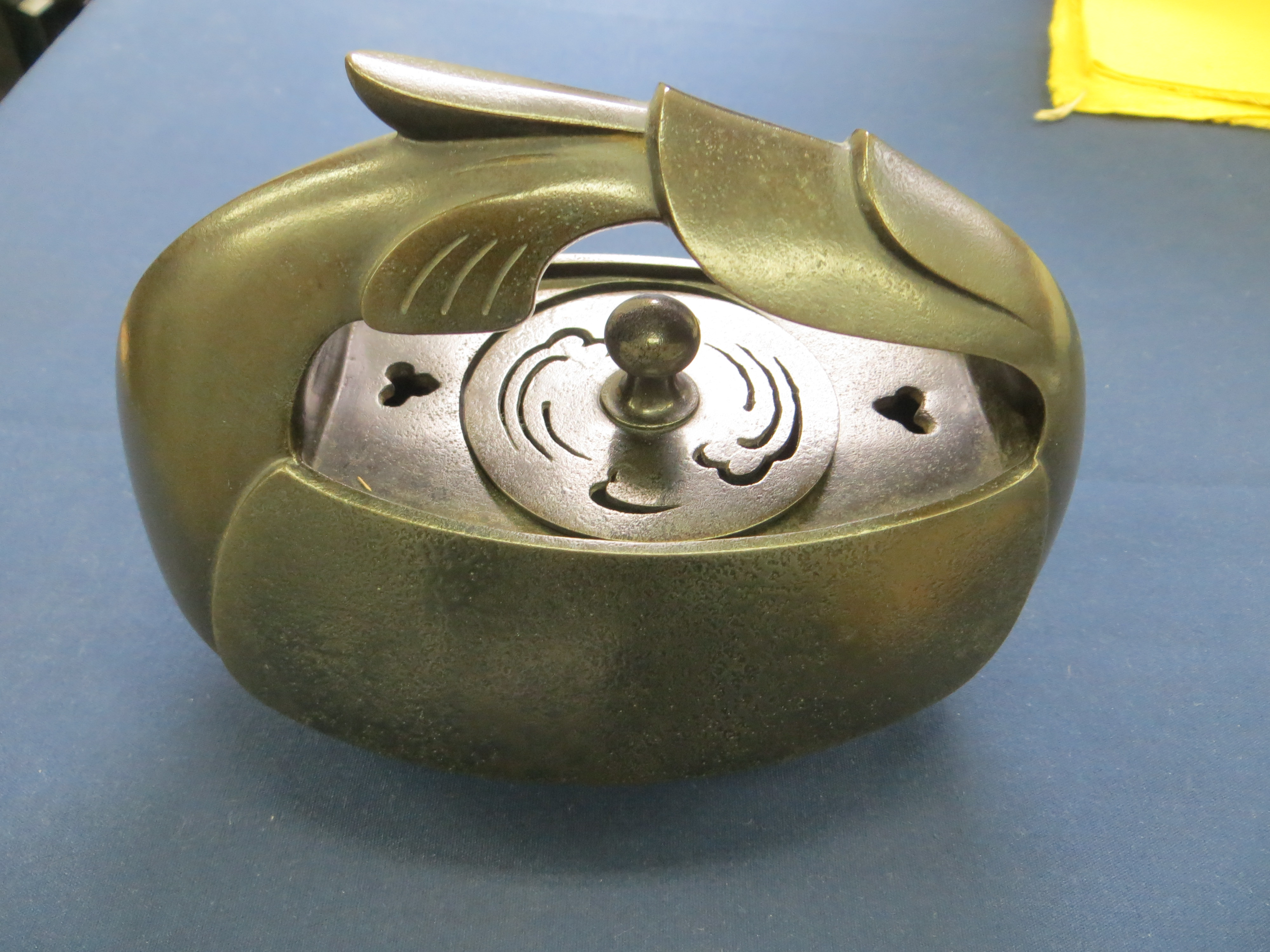
山本自爐 香炉
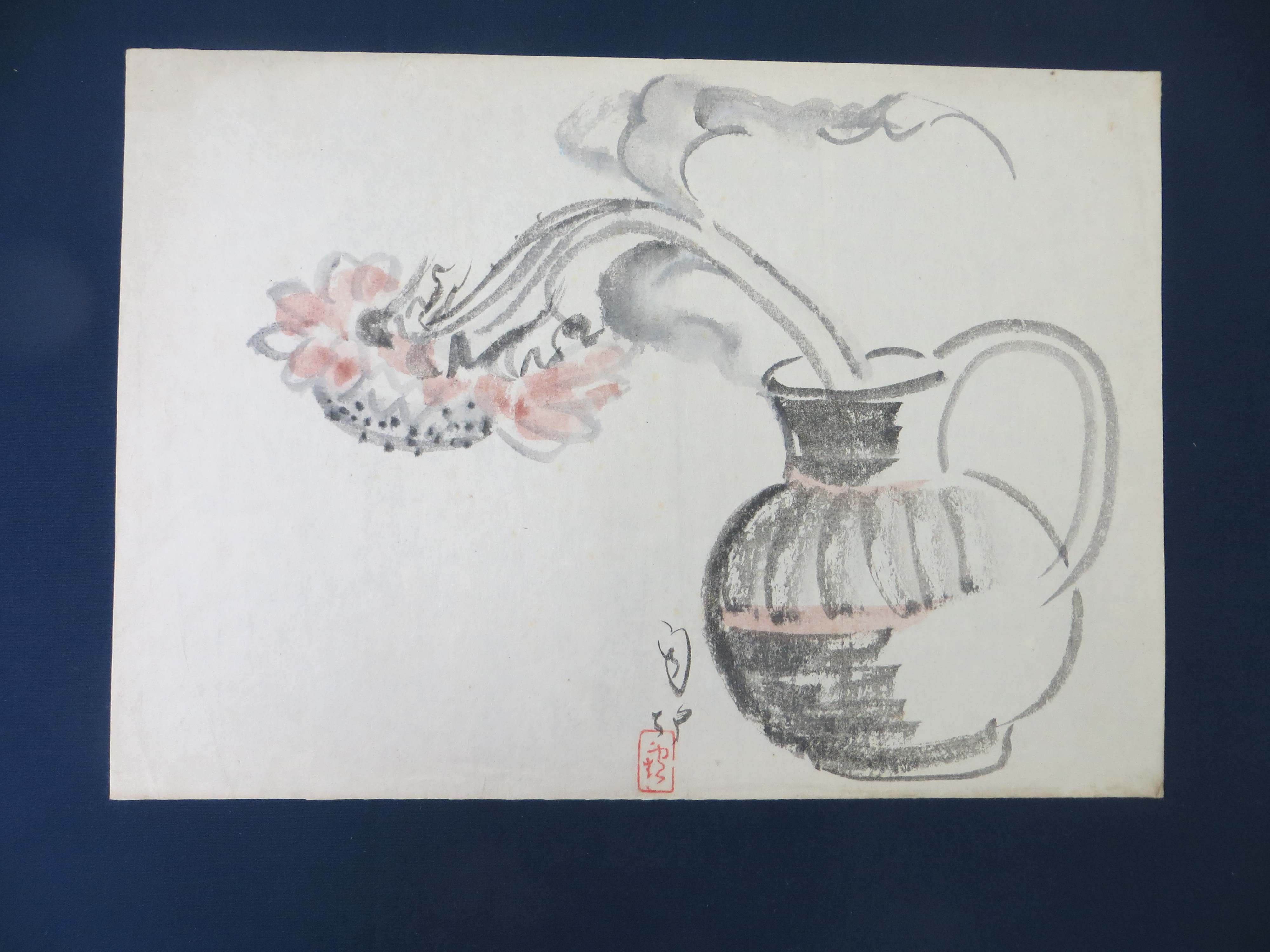
山本自爐 絵画